# 同志社大学
同志社大学（どうししゃだいがく、英語: Doshisha University）は、京都府京都市上京区今出川通烏丸に本部を置く日本の私立大学。1875年創立、1920年大学設置。

## 概観

### 大学全体

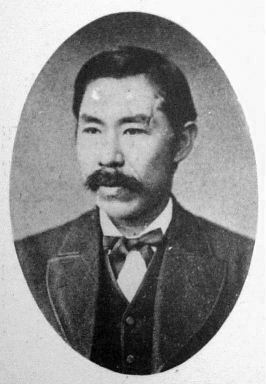
新島襄

同志社大学は、1875年（明治8年）に「官許・同志社英学校」として新島襄によって設立された。最も古い段階で大学令に基づく大学となった（詳しくは旧制大学参照）私立大学で、京都府内に2つの校地を有し、現在は14学部・16研究科（大学院）、学生約3万人を擁している。
国際化を積極的に推進しており、文部科学省の定めるグローバル30に採択され、多数の外国大学と交流がある。米国のアマースト大学をはじめとする13のリベラル・アーツ・カレッジに設置されたAssociated Kyoto Program (AKP)や、スタンフォード日本センター、京都アメリカ大学コンソーシアム (KCJS)等、海外との強力な関係を持つ。ドイツのテュービンゲン大学とは特に密接な関係を持ち、相互に研究センターを設置している。
大学間協定は48か国215大学と締結、学部・研究科間協定締結大学数は42か国166機関と締結している（ともに2021年9月）。また、学生交換協定は37か国（地域）176大学と締結している（2022年3月)。
大学の前身である同志社英学校を創る際に新島がアメリカ合衆国に在る組合派系の海外伝道団体「アメリカン・ボード」の力添えを得たことから、その教育理念は「キリスト教主義」に基づいている。

### 財政関係
株式会社格付投資情報センター（R＆I)より、経営状況に関して「AA＋（ダブルAプラス）、方向性は安定的」との格付を受けている（なお、日本の学校法人全体では他に早稲田大学が同一評価を受けている）。しかし大学によれば、本格付けの取得・維持は学外からの資金調達を目的としたものでは無い（）。
学内の予算は、収入が計432億4100万円前後であり、支出は計431億8900万円であると公表されている（2019年度）。

### 建学の精神と教育理念
同志社の建学精神はキリスト教精神に基づく「良心教育」である。それは、「同志社大学設立の旨意」において示されているとおり、新島襄は建学にあたり「良心を手腕に運用する人物」の育成を掲げた。知識教育に偏ることのないよう、キリスト教に基づく「徳育」を並行して進めることで、「良心の全身に充満」した人々を輩出したいと願ったのである。
同志社大学では、「一国の良心」ともいうべき人物を養成するために始まった同志社の教育をいまに受け継ぎ、実現するためにも、「キリスト教主義」・「自由主義」・「国際主義」を同志社大学における教育理念と定めて、これらの理念に基づく教育活動を実践している。

### 理事長・学長・常務理事
- 理事長・総長　八田英二
- 常務理事・大学長　小原克博
- 常務理事　小﨑眞
- 常務理事　西山啓一
- 常務理事　田端信廣
- 常務理事　吉岡康博

## 沿革

### 略歴

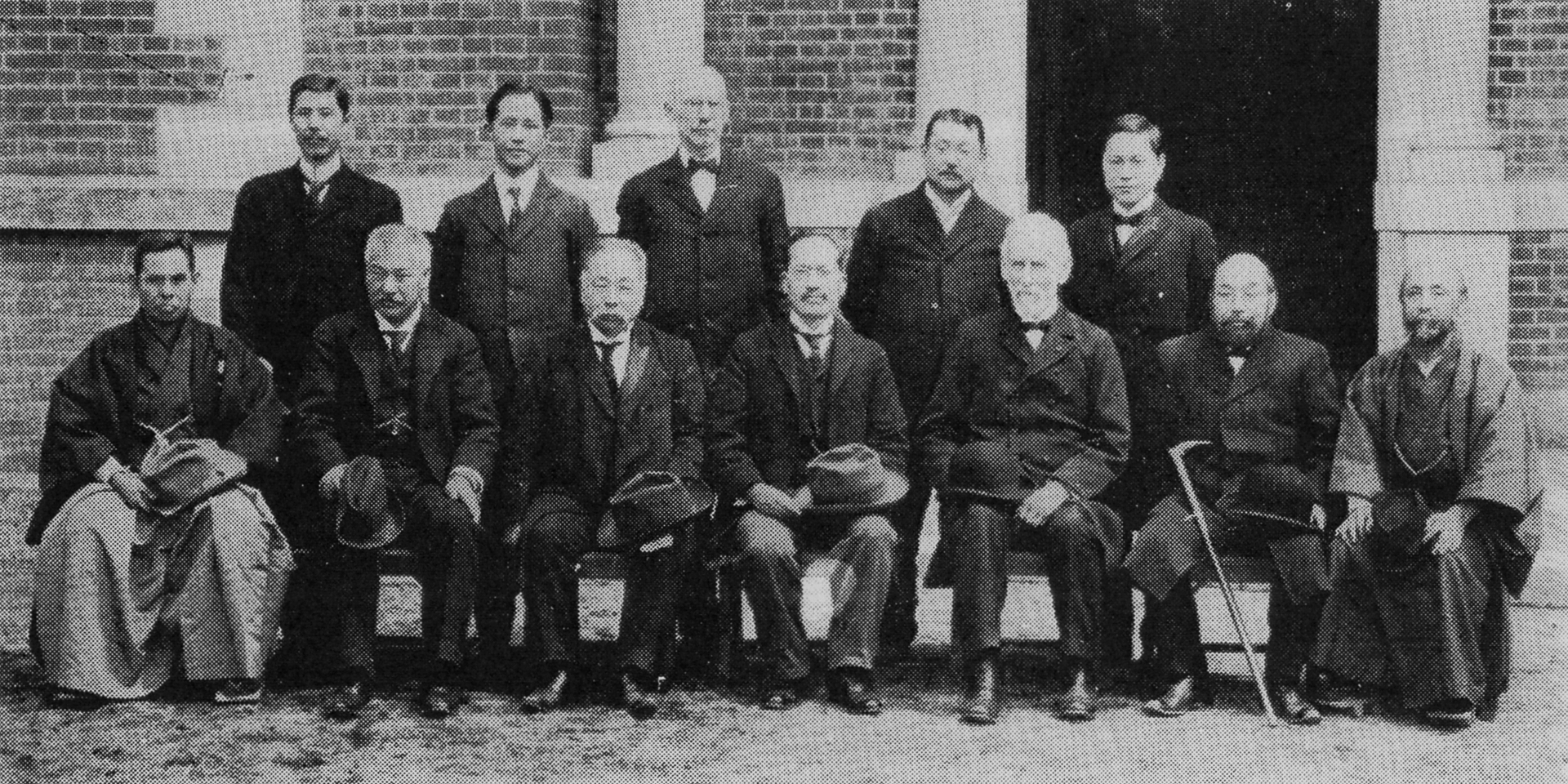
明治後期の同志社理事団
前列左から浮田和民、徳富蘇峰、小崎弘道、原田助、J.D.デイヴィス、宮川経輝、湯浅治郎、後列左から高木貞衛、牧野虎次、D.C.グリーン、川本恂蔵、古谷久綱

同志社大学の源流は、1875年（明治8年）に新島襄が京都府顧問山本覚馬との結社により設立した同志社英学校である。最初は教師2名（新島とJ.D.デイヴィス）と生徒8名のみの小さな学校だったが、翌年秋に熊本バンドと呼ばれる一団が入学し、のちに彼らが同志社の柱石となる。
新島は米国留学時代から日本でのキリスト教主義大学設立の志を抱いており、1888年（明治21年）に「同志社大学設立の旨意」を公表して大学設立への協力を呼びかけたが、その実現を見ることなく客死したため、新島の遺志は主に熊本バンドの教育者や宗教家らによって受け継がれ、1912年（明治45年）に専門学校令による同志社大学（神学部・政治経済部・英文科）を設立した。ただしこの時期の同志社教授陣の陣容は薄く、上田敏や河田嗣郎、河上肇などの京都帝大教授の出講を必要とした。

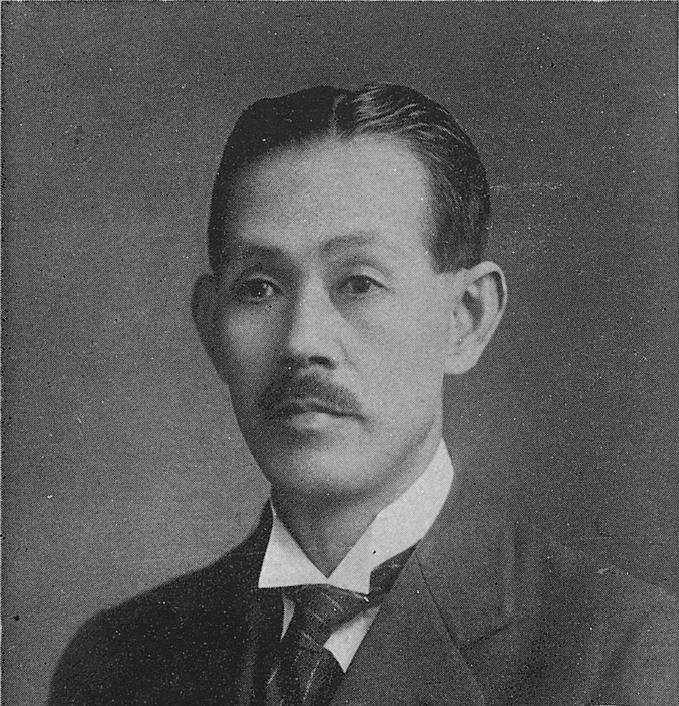
大正デモクラシーの理論的指導者吉野作造。彼自身は生粋の同志社人ではないが、教え子の中島重や住谷悦治らを通じて同志社学風に少なからぬ影響を及ぼした。

1920年（大正9年）、西日本の私立大学で初めての大学令に基づく旧制大学となり、文学部・法学部および予科と大学院を開設した。法学部には吉野作造門下の少壮教授が集い、文学部神学科からは学術雑誌『基督教研究』が刊行されるなど、海老名弾正総長の下での同志社アカデミズムには目をみはるものがあった。
なお、従来からの専門学校令による課程は同志社専門学校に改組され、高等商業部はのちに同志社高等商業学校として独立した。
日本の私立大学での男女共学は専門学校令による東洋大学や日本大学専門部での先例はあったが、大学令による私立大学では同志社大学が最初であり、1922年（大正11年）に同志社女学校専門学部英文科卒業者の同志社大学各学部への入学を認める学則改正が行われ、翌年女子学生4名が文学部に入学した。その後も同志社大学は女子学生の受け入れ枠を徐々に拡大し、旧制時代を通じて111名の女子卒業生を社会に送り出した。

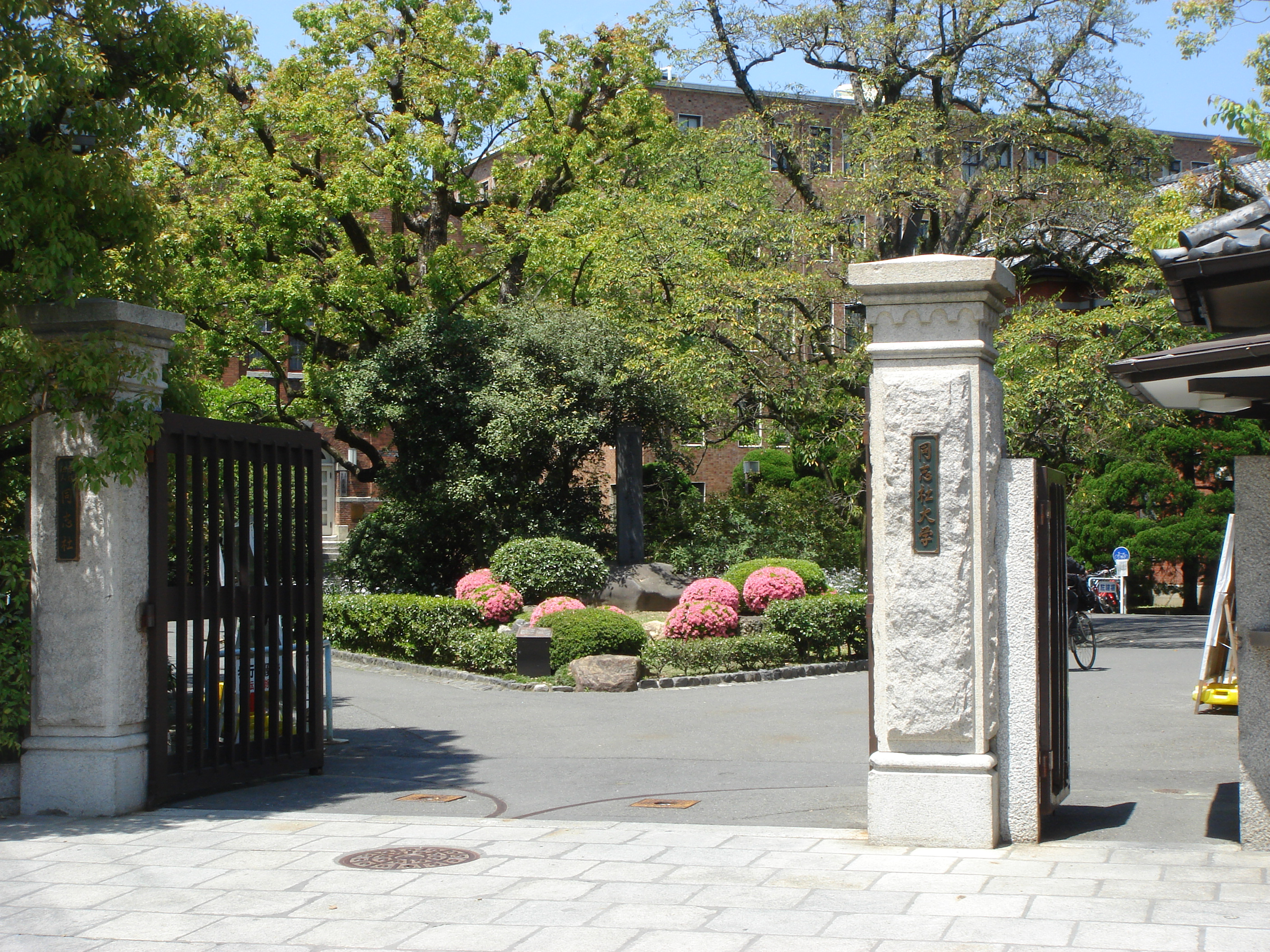
今出川キャンパス正門と良心碑

昭和期に入ると軍国主義の台頭によってキリスト教主義を掲げる大学に対する風当たりが強まり、第10代総長湯浅八郎は軍部や右翼勢力との衝突の末に辞職を余儀なくされた。後任者の牧野虎次は軍国主義とキリスト教主義の折り合いをつけながら綱渡りの学校運営を行った。徳富蘇峰や社友大久保利武らを通じて同志社への圧迫軽減を試み、学生・職員・卒業生らの募金によって戦闘機を陸軍に献納したりもしている。
これに先立って今出川通に面する正門のそばに良心碑が建てられた。「良心」は同志社教育の原点であると同時に明治天皇の帝王学で重視されたことでもあった。軍部といえども天皇の教育を批判することはできまい、というしたたかな計算がそこにはあった。
1944年（昭和19年）に大学は法文学部のみの単科大学へと縮小し、専門学校（高等英語部・法律経済部）は小規模の外事専門学校、高等商業学校は経済専門学校に組織変更し、工業専門学校を新設した。大学神学科は日本基督教団設立の神学校への統合を拒み、
学徒出陣と勤労動員によって授業はできなくなっていたが、神学研究は終戦の日まで細々ながらも続けられた。
終戦後の1946年（昭和21年）に元の2学部体制に復旧。翌年神学部が独立し、米国に亡命していた湯浅八郎が総長に返り咲いた。1948年（昭和23年）の新制大学発足時に神・文・法・経済の4学部を擁する総合大学となり、翌年商学部と工学部を開設した。

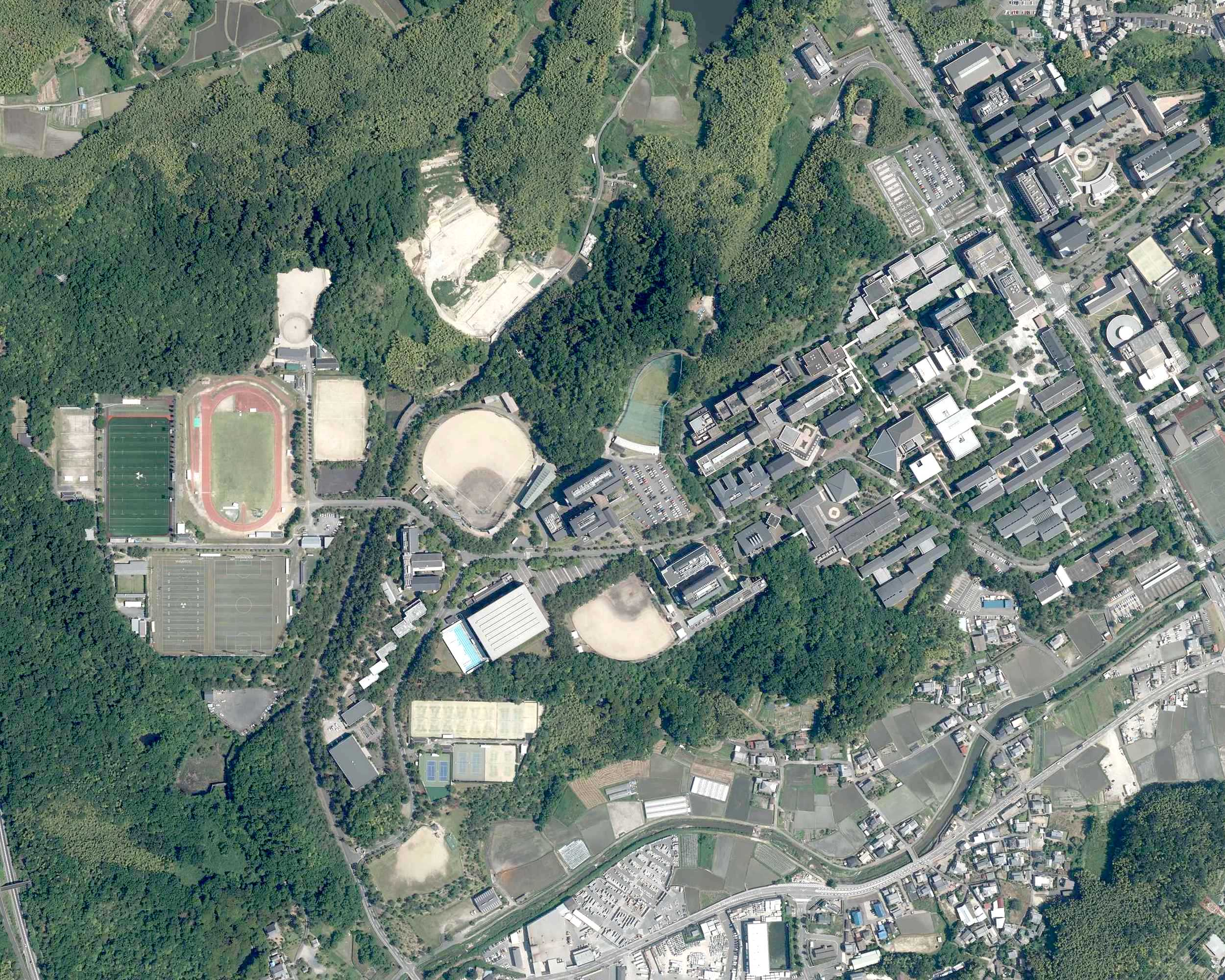
京田辺キャンパスの航空写真（2021年）

同志社大学の新制移行を見届けた湯浅は東京三鷹に新設された国際基督教大学に転じ、神学者大塚節治が後任の総長に就任した。大塚は秦孝治郎理事長の補佐を得ながら大学施設の拡充を進め、機構面では同志社諸学校の独立採算制を採用したが、これについてはセクショナリズムを助長し総合学園としての一体感を損ねるものだとの批判もあった。
やがて工業（場）等制限法により今出川での施設拡充は困難になったため、1960年代に綴喜郡田辺町（現・京田辺市）の土地約100万m2を購入したが、大学紛争などの影響もあって田辺キャンパス（現・京田辺キャンパス）開設は1986年（昭和61年）までずれ込んだ。
学部については6学部体制の時代が長く続いたが、2000年代以降に政策学部、社会学部、文化情報学部、生命医科学部、スポーツ健康科学部、心理学部、グローバル・コミュニケーション学部、グローバル地域文化学部を相次いで新設し、さらに工学部を理工学部に改組した。
現在の大学は14学部、大学院16研究科および人文科学研究所、アメリカ研究所、ハリス理化学研究所を擁し、今出川と京田辺を主要校地としている。

### 年表
（年表節の主要な出典は公式サイト）

#### 明治

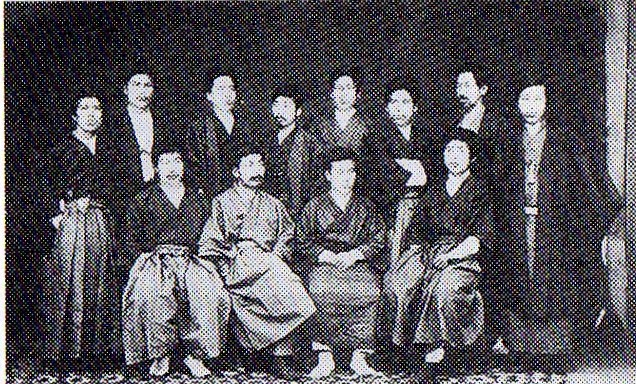
同志社英学校最初の卒業生（1879年）
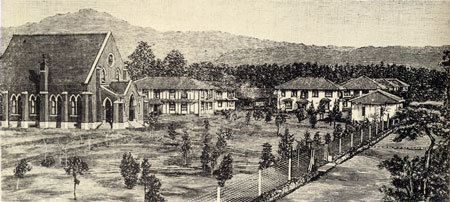
1886年の今出川校地
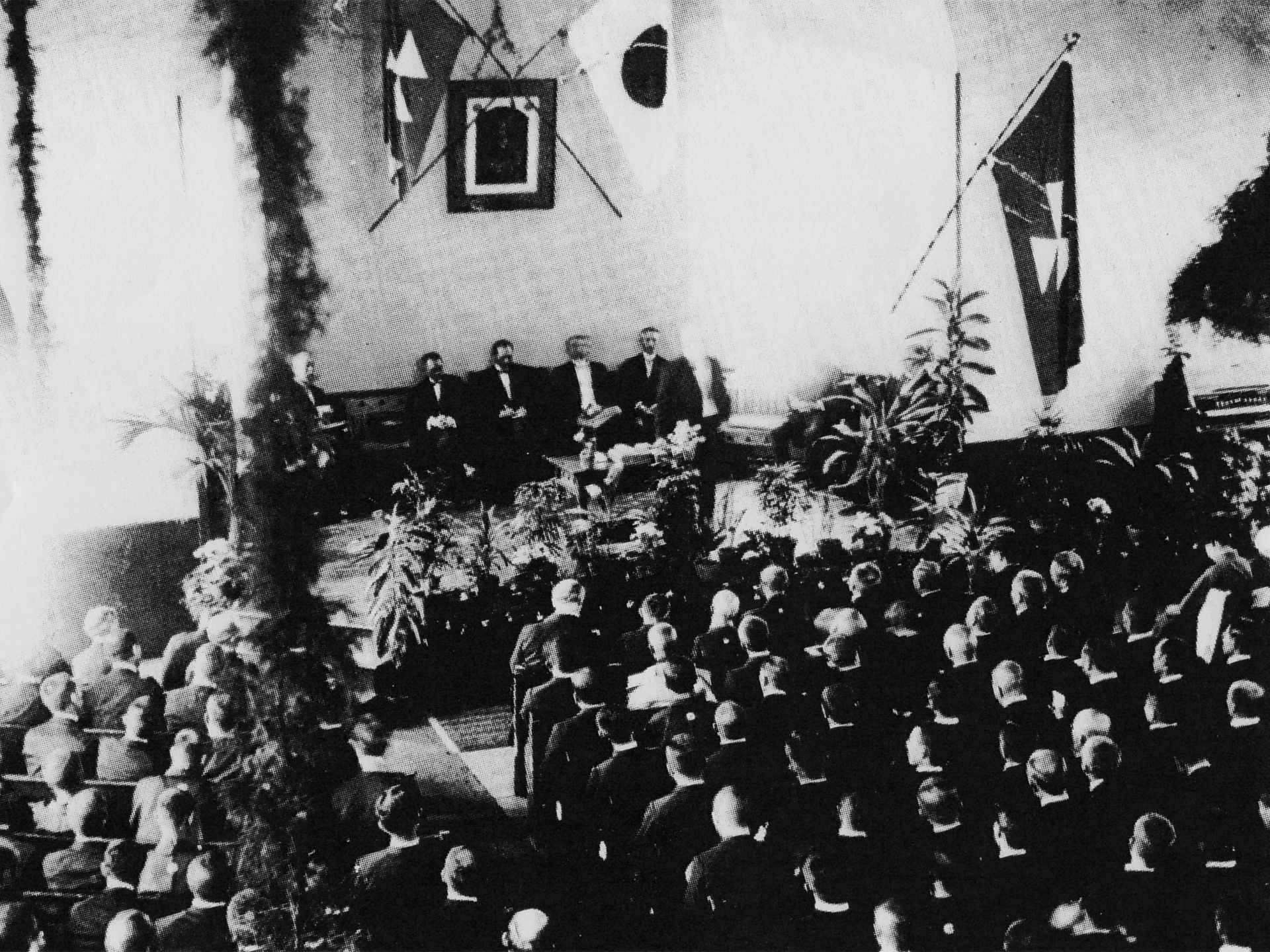
専門学校令による同志社大学開校式（1912年5月20日）

| 年                 | 出来事 |
| ------------------ | --- |
| 1874年 （明治7年） | - 10月 - 新島襄、アメリカン・ボード第65年会（バーモント州ラットランド）に出席し、日本でのキリスト教主義大学設立の意志を表明。5千ドルの寄付を得る。 - 11月 - 新島襄帰国。 |
| 1875年             | - 1月 - 新島襄、大阪での学校設立を目指すも府知事渡邊昇の反対により断念。 - 4月 - 新島京都に入り、府知事槇村正直、府顧問山本覚馬に学校設立を訴えて賛同を得る。 - 8月 - 新島・山本両名の結社により同志社と命名し、「私塾開業願」を京都府知事宛に提出（9月4日認可）。 - 11月 - 京都上京区寺町通丸太町上ル松蔭町の旧高松邸を仮校舎として官許同志社英学校を開校する。教員2人（新島とJ.D.デイヴィス）、生徒8人。 |
| 1876年             | - 9月 - 今出川校地（旧薩摩藩邸跡）に移転、新築校舎2棟落成。 - 熊本バンド約35人が入学。英学校に余科（神学科）を併置。 |
| 1877年             | - 4月 - 同志社分校女紅場を開設（同年9月同志社女学校と改称。現・同志社女子大学）。 |
| 1879年             | - 6月 - 同志社英学校第1回卒業式を挙行。 |
| 1880年             | - 4月 - 朝礼のとき生徒の校則違反に責任を感じ、校長自ら鞭を打つ（自責の杖事件）。 |
| 1883年             | - 2月 - 「同志社社則」4ヵ条を制定し、社員を5名（新島、山本、横井時雄、松山高吉、中村栄助）とする。 |
| 1884年             | - 4月 - 新島襄、休養と募金のため再度外遊する（翌年12月帰国）。 - 5月 - 「明治専門学校設立旨趣」および「同志社英学校設立始末」を印刷頒布。 - 9月 - 彰栄館竣工。 |
| 1885年             | - 12月 - 校友会を結成。 |
| 1886年             | - 6月 - 礼拝堂（チャペル）竣工、献堂式を挙行。 - 12月 - 英学校余科を廃し、神学専門科（英語神学科・邦語神学科）を設置。 - 仙台に東華学校を設立（1892年廃校）。 |
| 1887年             | - 3月 - 『同志社文学雑誌』創刊（1895年の87号まで）。 - 8月 - 同志社予備学校設置 (明治29年廃止）。 - 11月 - 書籍館（現・有終館）竣工。医学校構想の一環として、同志社病院・京都看病婦学校を創設。 |
| 1888年             | - 2月 - 小崎弘道、宮川経輝、湯浅治郎、大沢善助を社員に加える。 - 4月 - 知恩院に京都府内の名士を集めて大集会を開催、大学設立への協力を求める。 - 6月 - 同志社英学校と同志社予備学校を併せて同志社学院（予備学部、普通学部、神学部）設置。 - 9月 - 「同志社通則」36ヵ条を制定。 - 11月 - 「同志社大学設立の旨意」を全国の主要な雑誌・新聞に発表。                                                            |
| 1889年             | - 9月 - 同志社学院を同志社予備学校、同志社普通学校、同志社神学校と改称。 - 10月 - 新島襄、礼拝堂に全校生徒を集めて大学設立への決意を語った後に東京へ向かう。 - 11月 - 新島襄が前橋遊説中に倒れ、12月末大磯の百足屋旅館で療養するも病勢悪化。 |
| 1890年             | - 1月23日 - 新島襄、急性腹膜炎のため永眠。京都東山の若王子山上に葬られる。 - 7月 - J. N.ハリスの理科教育寄付金10万ドルにより理化学館竣工、 - 9月 - 波理須理化学校が開校。 |
| 1891年             | - 5月 - 『同志社神学叢書』刊行（1895年の第8輯まで）。 - 9月 - 同志社政法学校開校。政治学科と理財科を置く。 |
| 1892年             | - 3月 - 小崎弘道が第2代社長兼校長に就任。 - 6月 - 波理須理化学校を波理須理科学校と改称。 |
| 1893年             | - 6月 - 神学校内に宗教博物館を設置。 - 10月 - 同志社徽章を制定。 - 11月 - 神学館（現・クラーク記念館）竣工。 - 新島紀念文庫開設。 |
| 1895年             | - 10月 - キリスト教義と教育勅語の精神との全国的論争が同志社内部にも波及し、宣教師団と日本人教師団との内紛に拡大。 |
| 1896年             | - 4月 - 同志社普通学校を同志社高等普通学校と改称。 - 8月 - アメリカン・ボードとの関係悪化により外国人宣教師団が同志社から引き上げる（1900年復帰）。 |
| 1897年             | - 4月 - 横井時雄が第3代社長に就任。 - 9月 - 同志社高等普通学校を同志社高等学部文科学校、同志社政法学校を同志社高等学部政法学校、波理須理科学校を同志社高等学部波理須理科学校と改称。 |
| 1898年             | - 2月 - 徴兵猶予の特典を得るために同志社綱領を改訂し、校友・関係者の大反対を招き紛糾。 - 12月 - 混乱の責任を取って横井社長以下社員総辞職。 - 安部磯雄らにより同志社消費組合結成。 |
| 1899年             | - 2月 - 同志社綱領復活。 - 3月 - 同志社財団寄付行為制定。社員会を理事会と改称。 - 7月 - 西原清東が第4代社長に就任。 |
| 1900年             | - 7月 - 外国社友選出理事としてJ.D.デイヴィス、D.C.グリーン、G.E.アルブレヒトが就任。 |
| 1902年             | - 3月 - 片岡健吉が第5代社長兼校長に就任（翌年9月永眠）。 |
| 1904年             | - 3月10日 - 専門学校令による同志社専門学校を設置（同志社高等学部文科学校と同志社高等学部波理須理科学校を統合）。同志社高等学部政法学校廃止。 - 3月15日 - 専門学校令による同志社神学校を設置。 - 3月29日 - 下村孝太郎が第6代社長兼校長に就任。 |
| 1905年             | - 1月 - 『同志社新聞』創刊（のち『同志社時報』と改題、1927年の246号まで）。 |
| 1906年             | - 5月 - 同志社病院・京都看病婦学校閉館。 |
| 1907年             | - 1月 - 原田助が社長に就任、3月校長を兼任。 - 4月 - 同志社維持会を結成。 - 5月 - 故・新島襄、帝国教育会から六大教育家の一人として顕彰される。 |
| 1908年             | - この頃から紫のスクールカラーが使われ始める。 |
| 1909年             | - 4月 - 同志社カレッジソング制定。 - 12月 - 帝国教育会から「教育上功績上顕著なる私学の一」として慶應、早稲田、明治、中央、専修とともに表彰される。 |
| 1912年             | - 2月 - 専門学校と神学校を合併し大学と改称の件認可。 - 4月 - 専門学校令による同志社大学を開校。神学部・政治経済部・英文科を設置。 |

#### 大正

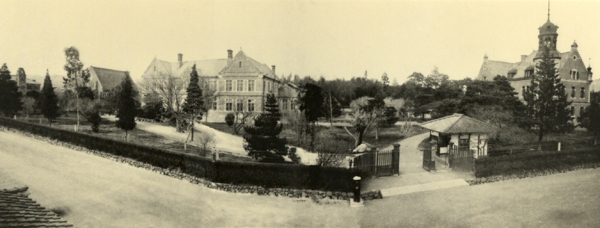
大正初期の今出川校地
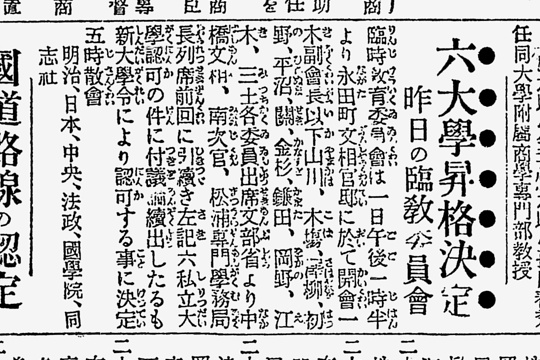
同志社大学など6校の昇格決定を報じる『東京朝日新聞』（1920年4月2日付朝刊3面）
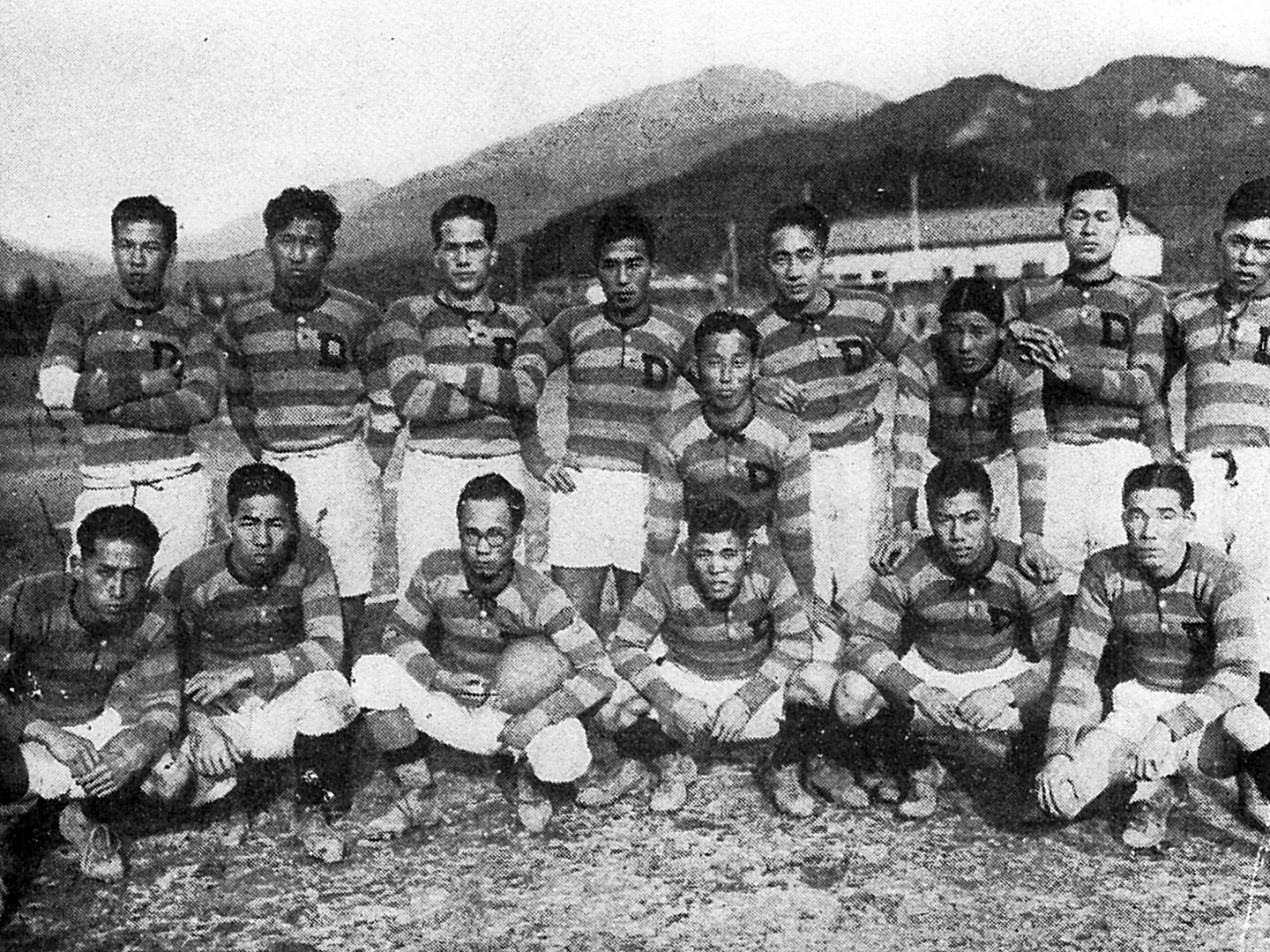
1926年冬のラグビー部

| 年                 | 出来事 |
| ------------------ | --- |
| 1913年 （大正2年） | - 10月 - 英文科卒業生に中等教員無試験検定資格を認定。 |
| 1916年             | - 1月 - 学長を置き、社長がこれを兼任する（翌年兼任制を廃止）。 - 3月 - 大学教室致遠館竣工。 |
| 1917年             | - 7月 - 図書館に愛山文庫（大原孫三郎の寄贈）を設置。 |
| 1918年             | - 1月 - 予科の修業年限を2年に延長する。 - 6月 - 社長を総長と改称する。 - 10月 - 本社機関を本部、大学、中学、女学校、図書館の五部制とする。 |
| 1919年             | - 1月 - 原田総長辞任。中村栄助が総長事務取扱となる。 - 2月 - 安部磯雄を次期総長に推薦するも拒絶される。 - 4月 - 英文科を文学部、政治経済部を法学部と改称。 - 9月 - 大学令による同志社大学設立申請書を文部大臣に提出。                                                                 |
| 1920年             | - 3月 - 『同志社論叢』創刊。 - 4月1日 - 海老名弾正が第8代総長に就任。 - 4月15日 - キリスト教系の私学で初めて大学令に基づいて大学に昇格。同志社大学文学部（神学科・英文学科）、法学部（政治学科・経済学科）、大学院、予科（3年制）を設置。 - 5月 - 2代目図書館（現・啓明館本館）竣工。 |
| 1921年             | - 12月 - 旧弘風館（予科校舎）竣工。 |
| 1922年             | - 3月 - 同志社女学校専門学部英文科卒業生は同志社大学各学部に入学資格あるものと指定される（翌年女子学生4名入学）。 - 4月 - 専門学校令による大学を同志社専門学校と改称再編し、神学部、英語師範部、高等商業部、政治経済部を設置。                                                        |
| 1923年             | - 2月 - 法学部法律学科設立認可。 - 3月 - 旧徳照館（高商部校舎）竣工。 - 11月 - 『基督教研究』創刊。 |
| 1925年             | - 11月 - 創立50周年記念式挙行。 - 12月 - 京都学連事件起こる。 |
| 1926年             | - 4月 - 文学部神学科に神学専攻、倫理学専攻を設置。 |

#### 昭和（戦前）

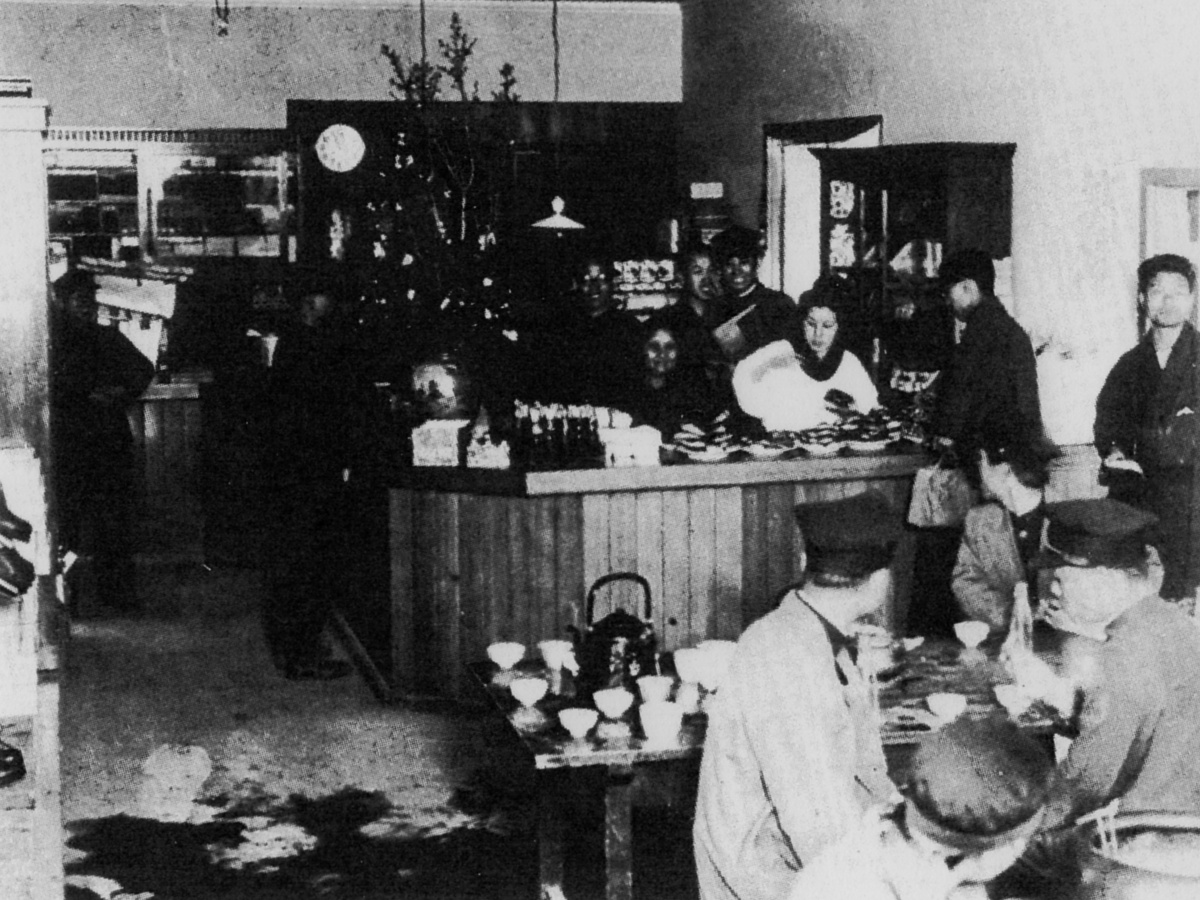
1927年頃の購買部
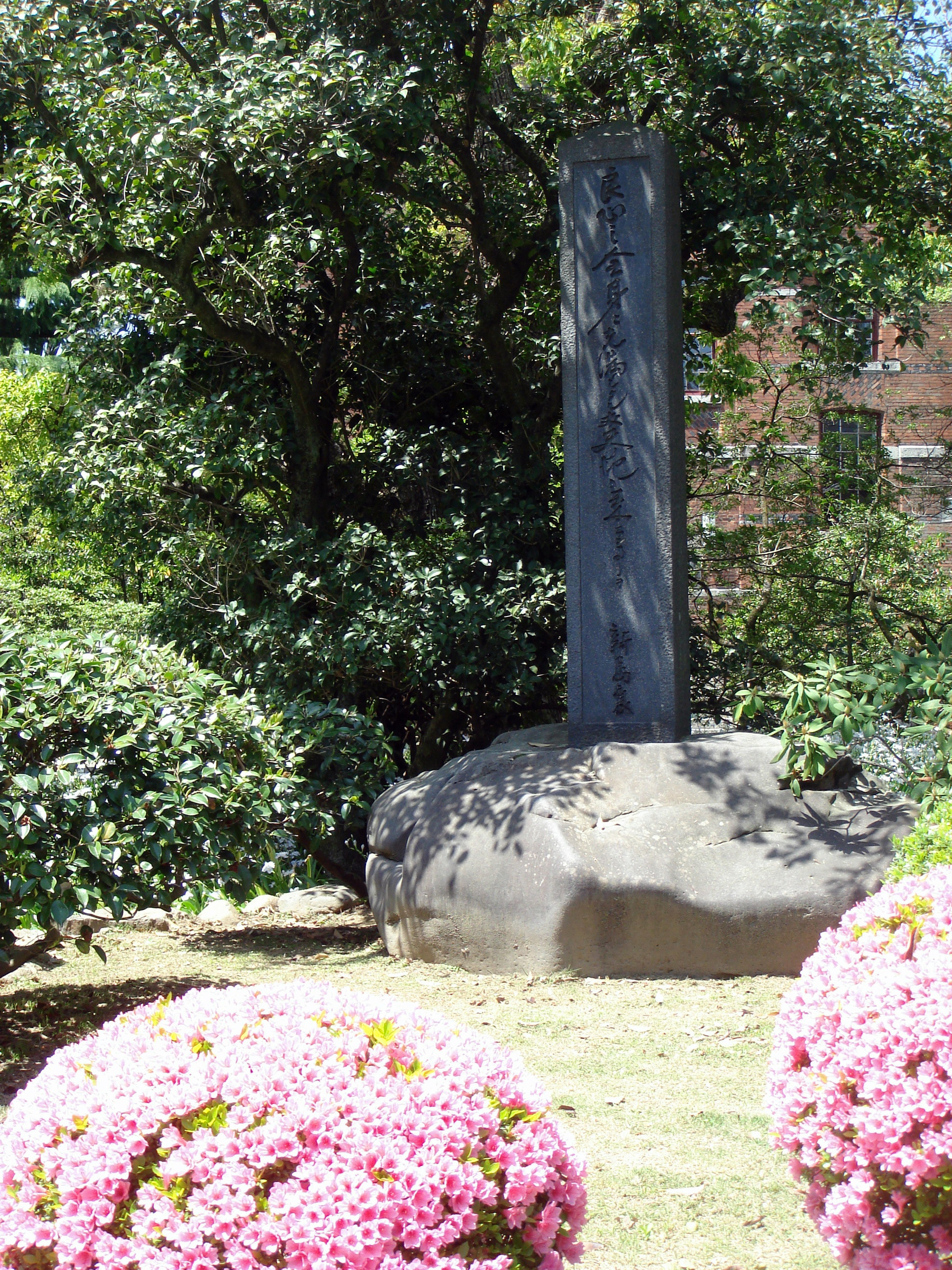
良心碑
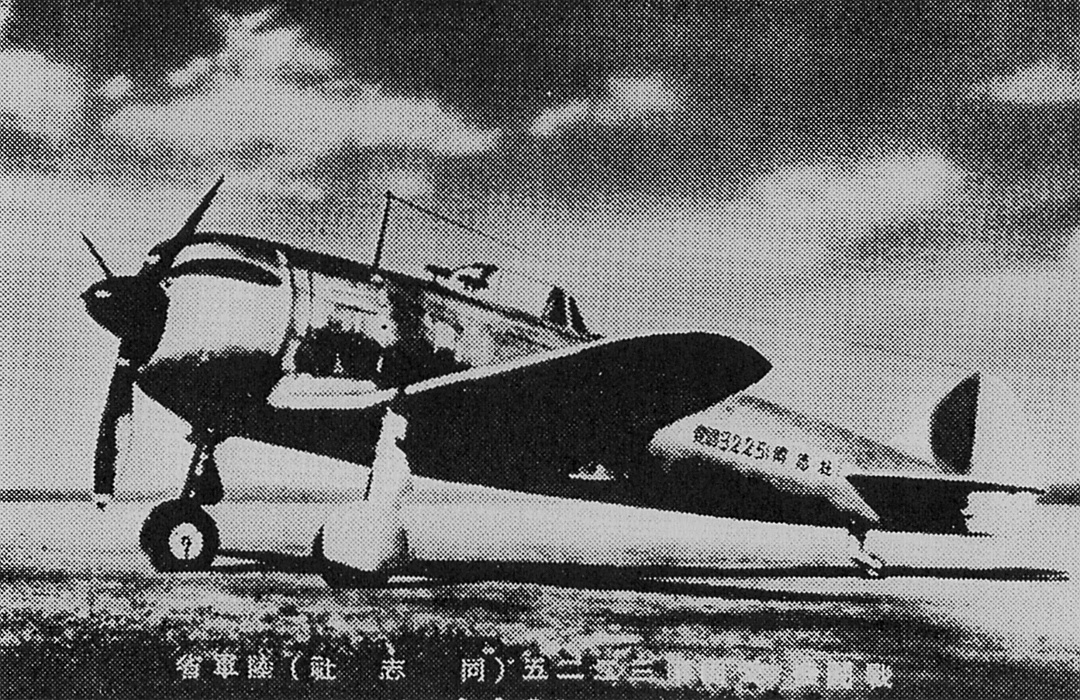
戦闘機同志社号

| 年                 | 出来事 |
| ------------------ | --- |
| 1927年 （昭和2年） | - 2月 - 文学部哲学科設立認可。 - 4月 - 専門学校英語師範部、政治経済部開校。同志社労働者ミッション設立。 |
| 1928年             | - 1月 - 学位規程認可。 - 11月 - 有終館出火事件により総長・理事・監事総辞職。中村栄助が総長事務取扱となる。 |
| 1929年             | - 4月 - 同志社専門学校高等商業部が愛宕郡岩倉村に移転。 - 4月 - 海老名前総長の復職と理事会の醜類一掃を求める学生運動発生（～5月）。 - 11月 - 大工原銀太郎（前九州帝大総長）が第9代総長に就任。 |
| 1930年             | - 12月 - 高等商業部が同志社高等商業学校として独立。 |
| 1931年             | - 4月 - 文学部神学科に社会事業学専攻を設置。 - 9月 - 関西六校野球連盟結成。 |
| 1932年             | - 2月 - 栄光館落成。 - 3月 - アーモスト館竣工。 - 5月 - 同志社大学社会事業後援会創立。 - 10月 - 神学教育協力委員会創立。 - 11月 - 新島会館竣工。 |
| 1933年             | - 2月 - 大学予科を2年制と3年制の2部制とする。 - 2月 - 専門学校英語師範部を1部・2部制とする。 - 2月 - 専門学校政治経済部を法経部と改称。 |
| 1935年             | - 2月 - 湯浅八郎が第10代総長に就任。 - 6月 - 同志社高商で神棚事件起こる。 |
| 1936年             | - 1月 - 国体明徴論文掲載拒否事件から法学部内で左右両派の対立激化。 |
| 1937年             | - 2月 - 「同志社教育綱領」を発表。 - 3月16日 - 法学部で「上申書」問題が起こり、憲兵司令官中島今朝吾が調停に乗り出す。 - 3月27日 - 専門学校法経部を法律経済部と改称し、英語師範部2部と神学部廃止（文学部神学科は存続）。 - 7月 - 配属将校の草川靖中佐に扇動された予科生によるチャペル籠城事件発生。主だった学生17名に諭旨退学または無期停学の処分。 - 12月 - 新村猛・真下信一両教授の治安維持法違反事件を受け、湯浅総長辞任。 |
| 1938年             | - 7月 - 牧野虎次が総長事務取扱に就任 (1941年7月より第11代総長）。 - 10月 - 奉安殿を設置（戦後解体）。 |
| 1939年             | - 3月 - 専門学校英語師範部を高等英語部と改称。 |
| 1940年             | - 4月 - 文学部哲学科倫理学および教育学専攻を倫理学、教育学専攻に分割。 - 7月 - 同志社東亜研究所を設置。 - 11月 - 有終館前の中庭に良心碑を建立。 |
| 1941年             | - 2月 - 学友会を解散し、大学修練団を結成。 - 3月 - 日米関係悪化により外国人教員が同志社から引き上げる。 - 4月 - 文学部（神学科、英文学科、哲学科）を神学科（神学専攻）、文化学科（哲学倫理学、心理学、英語英文学、文芸学、厚生学専攻）に改制。 - 9月 - 大学報国隊を結成。 |
| 1942年             | - 4月 - アーモスト館などの英語名の建物を日本名に変更（戦後旧称に戻す）。 - 11月 - 池田庄太郎の寄付による新島遺品庫竣工。 |
| 1943年             | - 2月 - 同志社大学神学教育後援会を結成。 - 4月 - 戦前最後の同立戦を開催。 - 6月 - 文学部神学科が日本西部神学校への合流を求められるもこれを拒否。 - 11月 - 出陣学徒武運長久祈願祭並に壮行会（平安神宮）に参加。 - 戦闘機同志社号を軍に献納。 |
| 1944年             | - 4月 - 同志社工業専門学校を設置し、電気通信科、機械科、化学工業科を設置。 - 4月 - 同志社専門学校高等英語部と法律経済部を統合し同志社外事専門学校設立。 - 4月 - 同志社高等商業学校を同志社経済専門学校と改称。 - 8月 - 同志社大学研究所（現・人文科学研究所）設置。 - 10月 - 法文学部（神・厚生・法経の3学科）1学部に縮小。                                                                                                  |
| 1945年             | - 同志社経専が今出川に一時移転（終戦後岩倉に戻る）。 - 8月 - 終戦により学徒勤労動員解除。 |

#### 昭和（戦後）

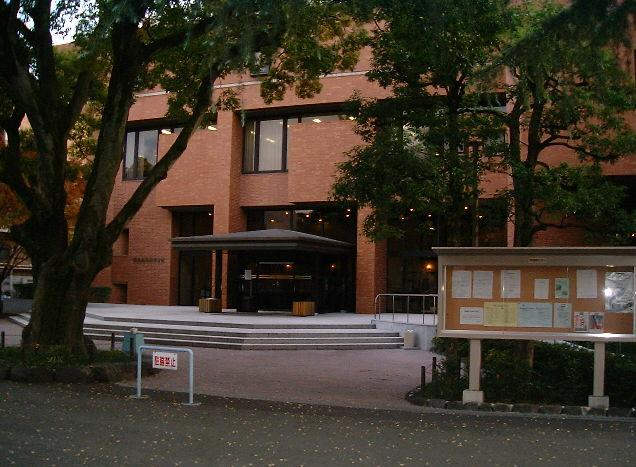
今出川図書館
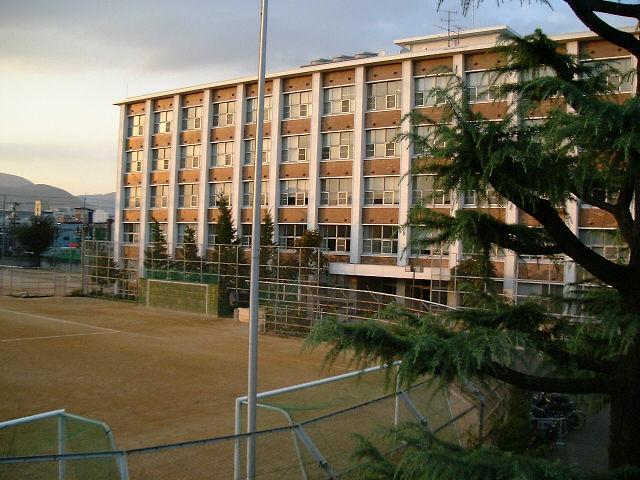
博遠館
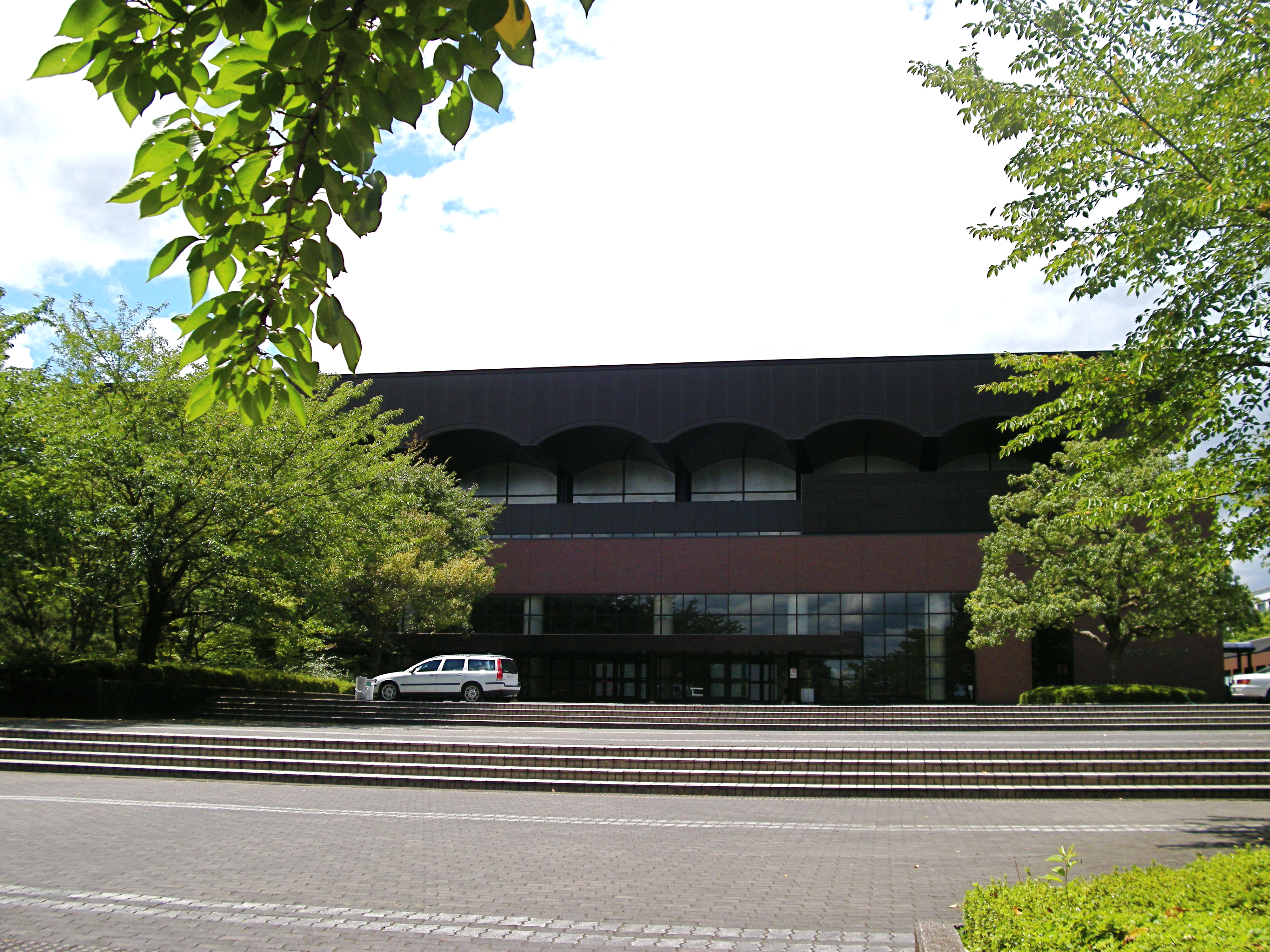
デイヴィス記念館

| 年     | 出来事 |
| ------ | --- |
| 1946年 | - 4月 - 法文学部を法経学部と文学部に再分離。厚生学科は文学部社会学科へ改組。 - 10月 - 図書館学講習所を開設。 |
| 1947年 | - 4月 - 湯浅八郎が第12代総長として再任。 - 6月 - 文学部神学科から旧制神学部へ改組。 - 7月 - 関西私立四大学学長懇談会を結成。 |
| 1948年 | - 4月 - 新制大学開校（総長・湯浅八郎）、4学部（神学部・文学部・法学部・経済学部）を開設。 |
| 1949年 | - 4月 - 商学部・工学部を開設、6学部体制となる。同志社経専が今出川に移転。 - 7月 - 旧制神学部に神学博士の学位論文審査権を認可。 - 7月 - 第1回夏期大学を開催 - 日本の大学では初となる点字での入試を開始。 - 学友会発足。                                             |
| 1950年 | - 3月 - 旧制の大学予科と学部を廃止。 - 4月 - 大学院修士課程、神・文・法・経済・商各研究科を開設。 - 4月 - 短期大学部（夜間2年制）英語・商・経・工各学科を開設。 - 4月 - 大学会計の乱脈に端を発する学生運動が起こる（6月湯浅総長辞職）。                            |
| 1951年 | - 3月 - 大学教養学部（一般教育課程）を廃止。 - 4月 - 学校組織を財団法人から学校法人に改める。 - 8月 - 大塚節治が第13代総長に就任。 |
| 1952年 | - 3月 - 同志社各専門学校（経専・工専・外専）を廃止。 - 6月 - 旧華族会館を買収、大学院校舎とする（1972年解体）。 |
| 1953年 | - 4月 - 大学院博士課程（神・文・法・経の各学研究科）設置。 - ハーバード・エンチン研究所より助成をうけ同志社東方文化研究室を設置。 |
| 1954年 | - 3月 - 明徳館第二期工事竣工。 - 4月 - 短期大学部を発展的に解消し、文・法・経済・商・工各学部に2部（4年制）を設置。 - 8月 - 新島先生海外渡航記念碑（函館市）の除幕式を挙行。 - 徳富蘇峰、山中湖畔の双宜荘を同志社に寄贈。                                          |
| 1955年 | - 4月 - 工学研究科修士課程開設。 |
| 1956年 | - 2月 - キリスト教社会問題研究会を設置。 - 5月 - 旧寧静館竣工。 |
| 1957年 | - 3月 - 同志社大学研究所を同志社大学人文科学研究所へ改称。 - 4月 - 大学大学院博士課程（商学研究科、工学研究科、電気工学、機械工学専攻）設置。 |
| 1958年 | - 3月 - ロックフェラー財団の援助によりアメリカ研究所開設。 |
| 1959年 | - 3月 - 弘風館全館竣工。 - 4月 - 日本電池新町工場跡を買収し、旧社屋を臨光館と命名。理工学研究所開設。 - 4月 - 大学院博士課程（工学研究科、工業化学専攻）設置。 |
| 1960年 | - 3月 - 旧制同志社大学廃止。 |
| 1961年 | - 10月 - 国内研究員制度が設けられる（翌年実施）。 - 創立90周年記念事業計画実施のため15億円の募金募債に着手、以来数年にわたる活動の結果、13億円余を達成。 |
| 1962年 | - 1月 - 尋真館竣工（新町）。 - 4月 - 工学部電気学科を電気工学科、機械学科を機械工学科と改称。 - 5月 - アーモスト館ゲストハウス 竣工。 - 12月 - 大学大成寮竣工。 |
| 1963年 | - 4月 - 工学部に電子工学科、機械工学第二学科、化学工学科を増設。工学部第2部廃止。 - 4月 - 社史史料編集所を設置。 - 7月 - 現神学館竣工。それまでの神学館をクラーク記念館と改称。 - 7月 - 礼拝堂が国の重要文化財に指定される。 - 11月 - 住谷悦治が第14代総長に就任。 |
| 1964年 | - 7月 - 神学部此春寮の入寮資格をめぐって寮生と神学部教授会が対立（翌年まで）。 - 8月 - 博遠館竣工。 - 工学部西原教授を長とする同志社アラスカ学術調査隊を派遣。 |
| 1965年 | - 4月 - 大学プール竣工（新町）。 - 6月 - 大学記念会館竣工。 - 8月 - 綴喜郡田辺町（現・京田辺市）での土地購入の方針を理事会で決定。 - 11月 - 熊本バンド奉教記念碑（熊本市）の除幕式を挙行。 - 11月29日 - 創立90限年記念式を栄光館にて挙行。                         |
| 1966年 | - 4月 - 文学部社会学科に産業関係学専攻を増設。 - 9月 - 近畿日本鉄道と第1次田辺土地売買契約を締結。 |
| 1967年 | - 4月 - 文学部文化学科教育学及心理学専攻を教育学、心理学専攻に分割。 - 4月 - 至誠館竣工。 |
| 1968年 | - 3月 - 第2次田辺土地売買契約を締結。 - 10月 - 大学ボート部エイトクルーがメキシコシティ五輪日本代表として出場。 |
| 1969年 | - 5月 - 大学運営時推置法案反対運動が高揚し、6月より半年間全学バリケード・ストに入り、教学まひ状態に陥る。 |
| 1970年 | - 山岳部、ヒマラヤ・ダウラギリ登頂に成功。 - 12月 - 大学山岳スキー部が立山で下山中に猛吹雪のため遭難、7名死亡の大事故となる。 |
| 1972年 | - 2月1日 - デモの計画していた学生約200人が、大学学生会館中庭から烏丸通に出ようとしたところで機動隊と衝突。学生50人が凶器準備集合、公務執行妨害の現行犯で逮捕。 |
| 1973年 | - 2月 - 同志社大学名誉教授規程を制定。 - 12月 - 大学新図書館竣工。旧図書館を啓明館と改称。 |
| 1974年 | - 11月 - 新町別館開館。 |
| 1975年 | - 9月 - 計算機センター発足。 - 11月11日 - 上野直蔵が第15代総長に就任。 - 11月29日 - 同志社創立100周年記念式を国立京都国際会館にて挙行。 |
| 1976年 | - 9月 - 光塩館（法・経研究室）竣工。 |
| 1978年 | - 7月 - アーモスト大学との教育交流に関する協定を締結。 - 12月 - 神学館チャペルにパイプオルガンを設置。 |
| 1979年 | - 5月 - 彰栄館・有終館・ハリス理化学館・クラーク記念館が国の重要文化財に指定される。 |
| 1980年 | - 8月 - 田辺校地（現・京田辺校地）造成工事着工。 |
| 1982年 | - 12月 - 徳照館（文学部研究室・事務室）竣工。 |
| 1985年 | - 1月9日 - 田辺校地起工式。 - 2月 - 田辺校地建築工事着工。 |
| 1986年 | - 4月 - 田辺校地開校。 - 4月 - 文学研究科社会福祉学専攻博士課程（後期課程）、国文学専攻博士課程（後期課程）開設。 - ラーネッド記念図書館開館。 |
| 1988年 | - 4月 - 文学研究科美学および芸術学専攻修士課程を開設。 - 9月 - 新島記念講堂（礼拝堂）竣工。 |

#### 平成

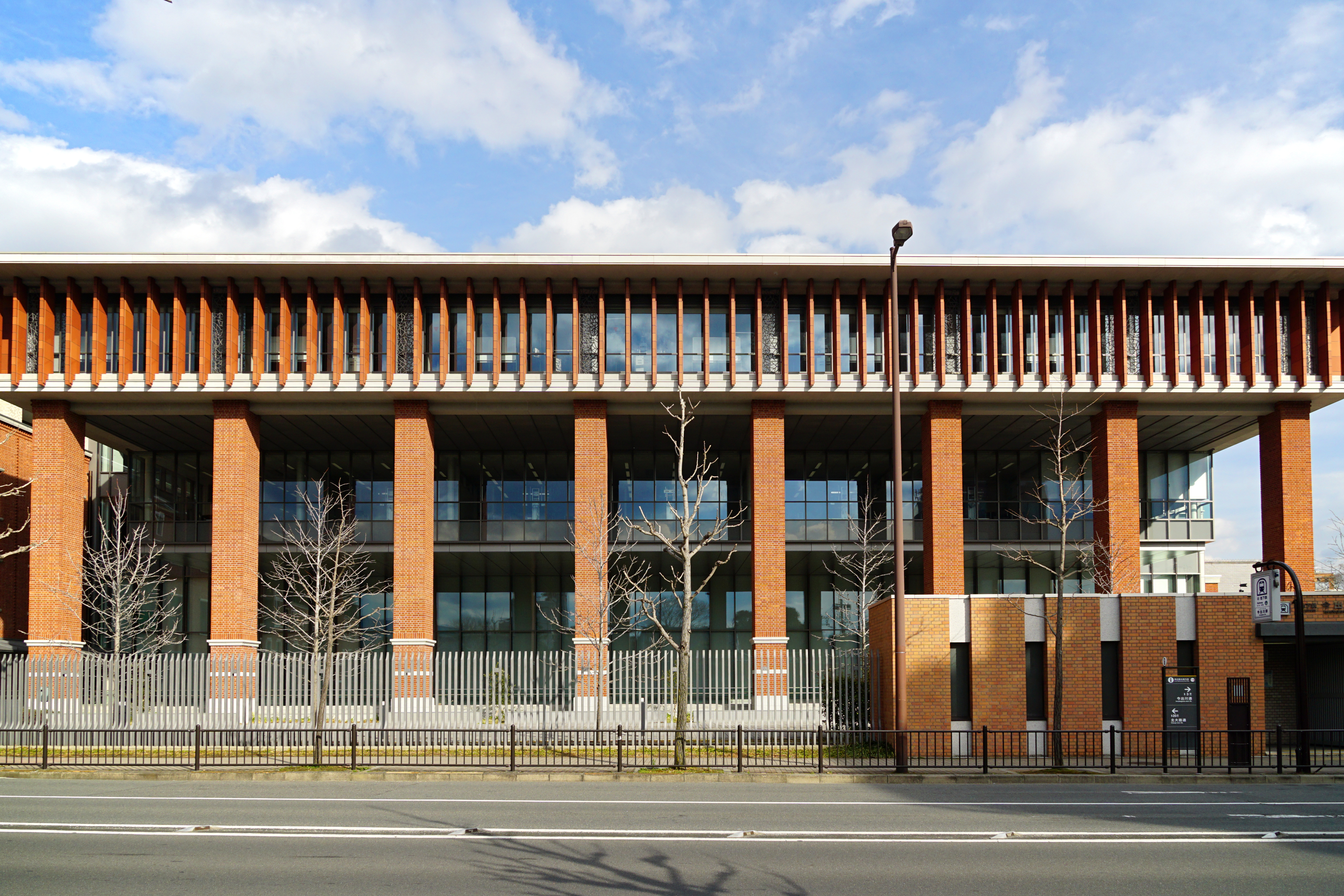
良心館（今出川）
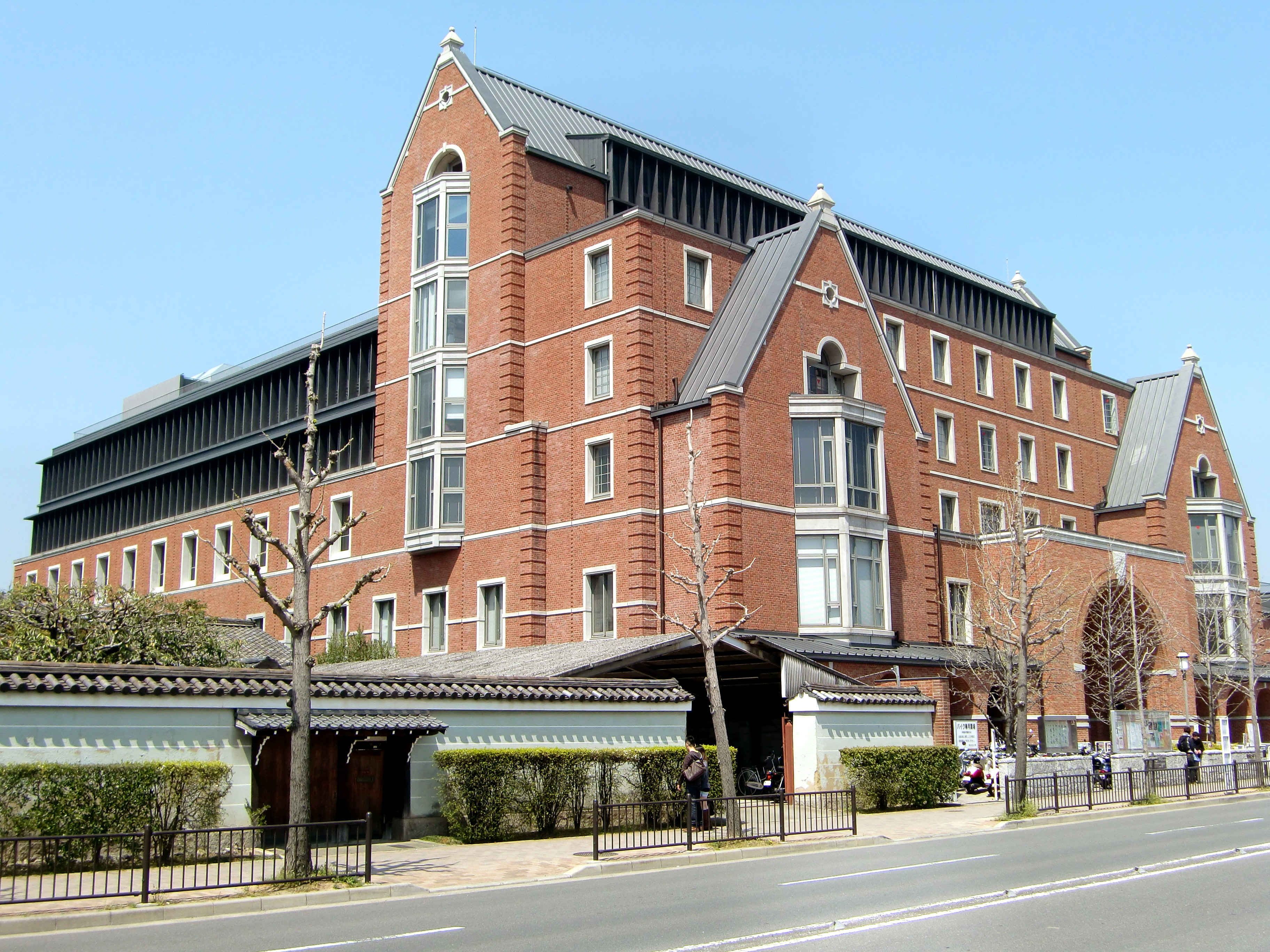
寒梅館（室町）
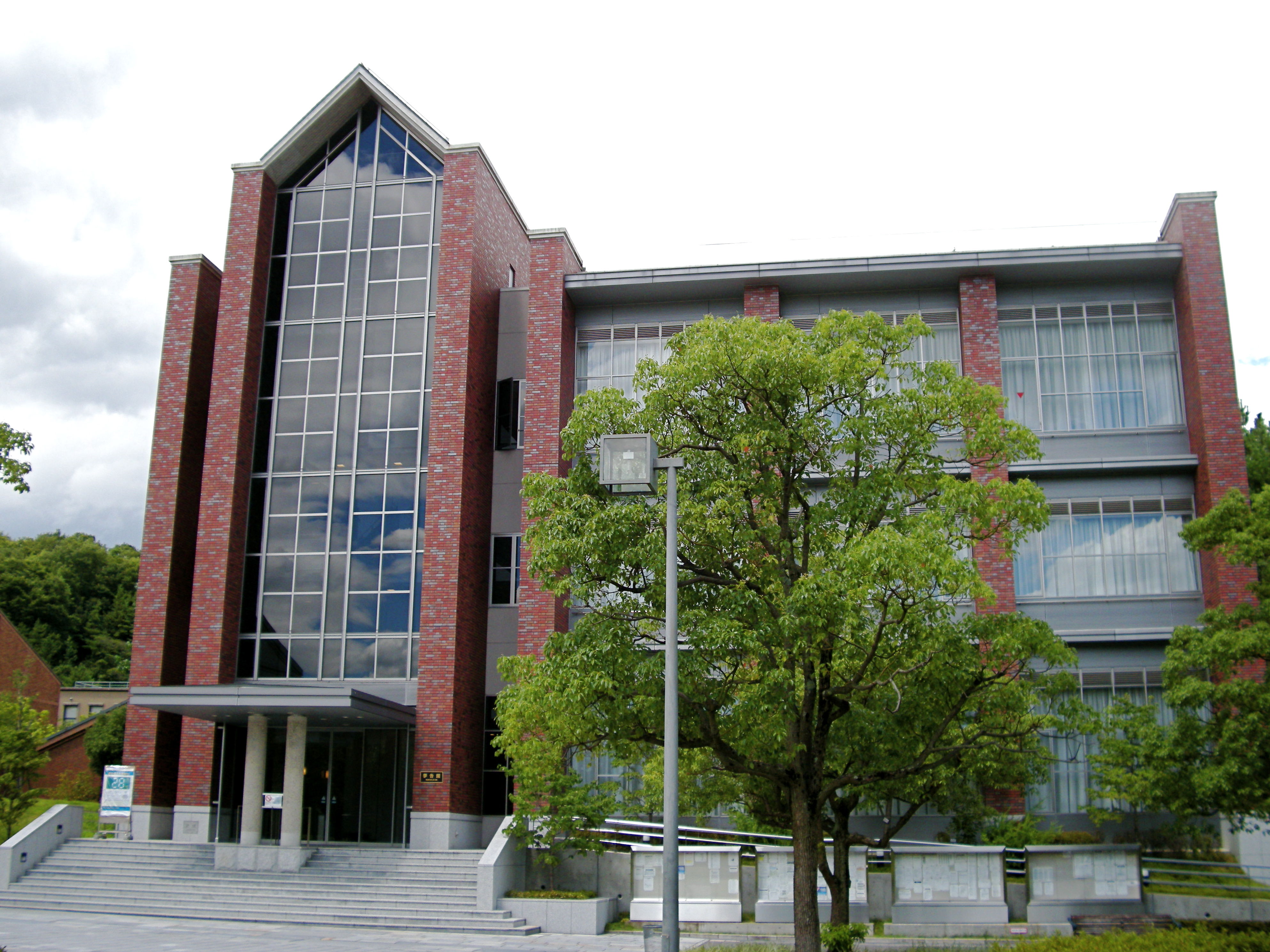
夢告館（京田辺）

| 年                 | 出来事 |
| ------------------ | --- |
| 1991年 （平成3年） | - 4月 - 初の大学院独立研究科として、アメリカ研究科を開設。 - 4月 - 学術情報センター発足（図書館と計算機センター、視聴覚室を統合）。 |
| 1993年             | - 4月 - 文学研究科教育学専攻修士課程、文学研究科社会学専攻修士課程、アメリカ研究科アメリカ研究専攻博士課程（後期課程）開設。 - 4月 - 言語文化教育研究センター開設。宗教センターをキリスト教文化センターへ改称。 |
| 1994年             | - 4月 - 工学部および工学研究科、理工学研究所を田辺校地に統合移転。知識工学科、機能分子工学科、物質化学工学科を開設。機械工学科を機械システム工学科に、機械工学第二学科をエネルギー機械工学科に改組。 |
| 1995年             | - 2月 - 今出川キャンパスに尹東柱詩碑を建立。 - 4月 - 大学院独立研究科として、総合政策科学研究科を開設。 |
| 1996年             | - 2月 - 同志社大学歴史資料館が開館。 - 4月 - 文学研究科美学および芸術学専攻に博士課程（後期課程）を開設。 |
| 1997年             | - 4月 - 文学研究科社会学専攻と総合政策科学研究科総合政策科学専攻に博士課程（後期課程）を開設。 - 4月 - 昼夜開講制を実施。 - 早稲田大学と国内交換留学を実施。 |
| 1998年             | - 4月 - 文学研究科新聞学専攻に博士課程（後期課程）を開設。 - 4月 - 工学研究科に知識工学専攻修士課程、および数理環境科学専攻修士課程を開設。 - 4月 - セメスター制度を実施。 |
| 1999年             | - 4月 - 留学生別科を設置。 |
| 2000年             | - 4月 - 大学院工学研究科知識工学専攻に博士課程（後期課程）を開設。 - 9月 - 滋賀県大津市に同志社びわこリトリートセンターを開設。 |
| 2001年             | - 4月 - 大学院文学研究科教育学専攻に博士課程（後期課程）を開設。 - 学術情報センターを総合情報センターと改称。 |
| 2002年             | - 9月 - 学生会館竣工（新町）。 |
| 2003年             | - 4月 - 大学院文学研究科産業関係学専攻修士課程を開設。 - 9月 - 京田辺キャンパスに情報メディア施設オープン（情報メディア館・ローム記念館）。 - 一神教学際研究センター設立。 - 学友会解散。 |
| 2004年             | - 4月 - 政策学部、専門職大学院（司法研究科、ビジネス研究科）開設。 - 4月 - 工学部2学科増設。 - 4月 - 寒梅館（室町キャンパス）竣工。 - 5月 - 学生部から学生支援センターへ名称変更。 - GPA制度導入。 |
| 2005年             | - 4月 - 文学部社会学科から社会学部に改組。 - 4月 - 文化情報学部開設。 - 4月 - アンチエイジングリサーチセンター開設。 - 9月 - 臨光館竣工（新町）。 |
| 2006年             | - 4月 - 工学部知識工学科をインテリジェント情報工学科に改組。 - 4月 - 付属小学校として同志社小学校が開校。 - 11月 - 学研都市キャンパス開設。 |
| 2007年             | - アンチエイジングドック開設。 |
| 2008年             | - 4月 - 工学部から理工学部に改組、それに伴い、2学科を改組、1学科増設。 - 4月 - 生命医科学部（3学科）、スポーツ健康科学部（1学科）、大学院生命医科学研究科開設。 - 10月 - 学研都市キャンパスに赤ちゃん学研究センター開設。 |
| 2009年             | - 4月 - 大学院総合政策科学研究科に一貫制博士課程の技術・革新的経営専攻を開設。 - 4月 - 文学部心理学科、文学研究科心理学専攻を心理学部・心理学研究科に再編し京田辺校地に展開。 - 4月 - 神学部、社会学部の学修校地を今出川校地へ統合。 - 9月 - 閉館していた温水プール施設、旧「レジーナ京都」を買収。継志館と改称し、施設を一般にも開放する。 |
| 2010年             | - 4月 - 大学院スポーツ健康科学研究科・大学院グローバル・スタディーズ研究科を開設。 - 4月 - 隣接する同志社中学校が岩倉校地へ移転。大学の今出川キャンパスの拡張が可能となる。 - 9月 - 多々羅キャンパス開設。 - 大学院アメリカ研究科募集停止。                                                                                                 |
| 2011年             | - 4月 - 京田辺校地にグローバル・コミュニケーション学部を開設。 - 4月 - 国際教育インスティテュートを設置。 - 9月 - 付属学校として同志社国際学院（初等部・国際部）開設。 |
| 2012年             | - 4月 - 大学院脳科学研究科を開設。 - 4月 - 大学院工学研究科を大学院理工学研究科に名称変更。 - 10月 - 良心館（今出川キャンパス）、志高館（烏丸キャンパス）竣工。 |
| 2013年             | - 4月 - 文学部・法学部・経済学部・商学部の学修校地を今出川校地に統合。 - 4月 - 今出川校地にグローバル地域文化学部を開設。 - 11月 - ハリス理化学館同志社ギャラリーが開館。 |
| 2014年             | - 4月 - 大学院ビジネス研究科に修士課程のグローバル経営研究専攻を開設。 |
| 2015年             | - 4月 - 理工学研究所をハリス理化学研究所に改組。 - 大学院脳科学研究科の学修校地を京田辺校地（学研都市キャンパス）から京田辺校地（京田辺キャンパス）に移転。 |
| 2017年             | - 4月 - 同志社大学テュービンゲンEUキャンパスを開設。 |
| 2019年             | - 4月 - 同志社大学新島塾開塾。 |

#### 令和
| 年                 | 出来事                                                        |
| ------------------ | ------------------------------------------------------------- |
| 2021年 （令和3年） | - 3月 - 多々羅キャンパス運営終了。 - 9月 - 継志寮開寮。       |
| 2023年             | - 6月 - 新創館（新町）竣工。 - 9月 - 新寧静館（今出川）竣工。 |

## 基礎データ

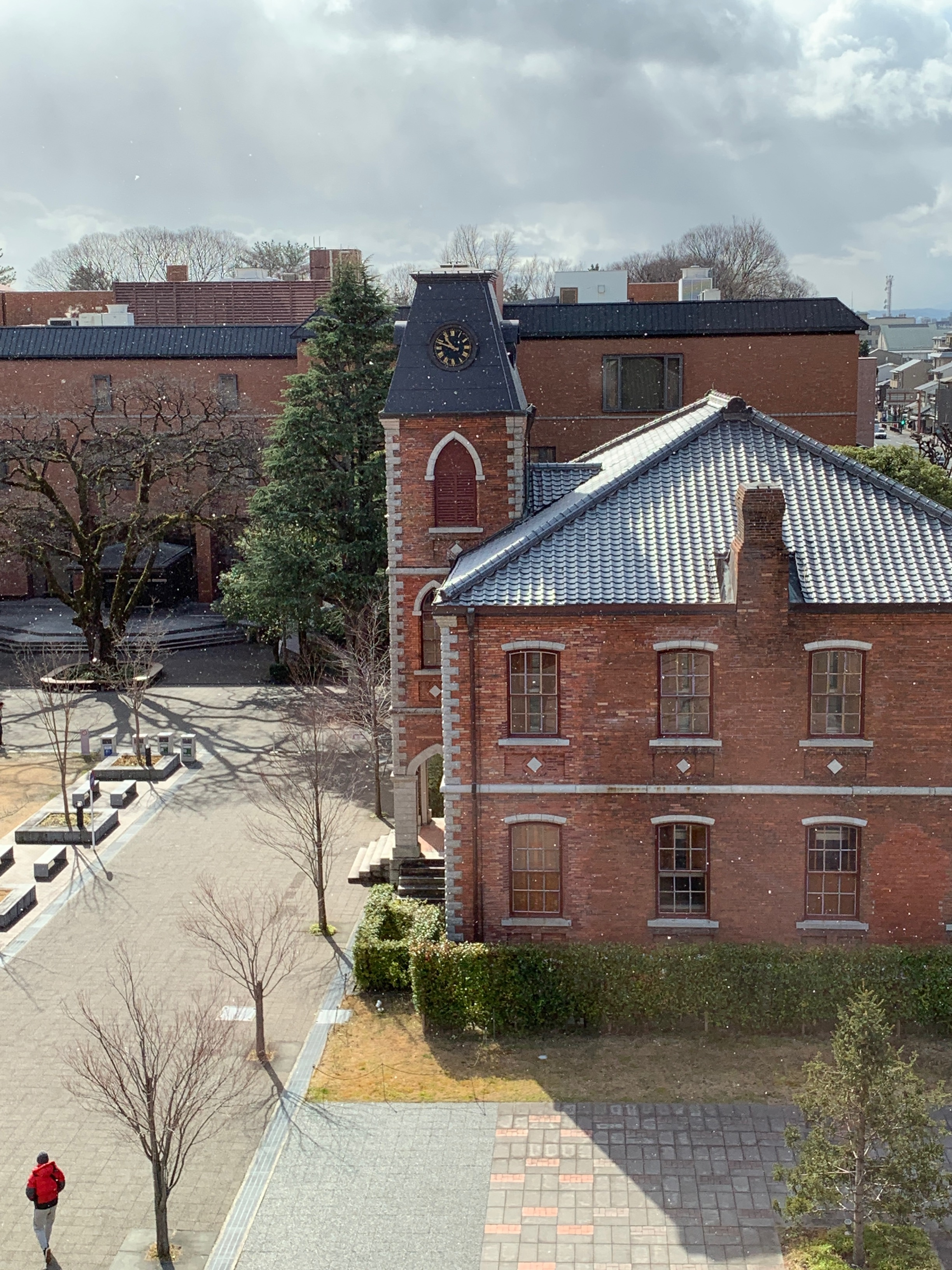
今出川図書館と彰栄館（重要文化財）

### 所在地
- 今出川校地
  - 今出川キャンパス（〒602-8580 京都府京都市上京区今出川通烏丸東入玄武町601番地）
  - 新町キャンパス（〒602-0047 京都府京都市上京区新町通今出川上ル近衛殿表町159-1）
  - 烏丸キャンパス（〒602-0898 京都府京都市上京区烏丸通上立売上る相国寺門前町647-20）
  - 室町キャンパス（寒梅館）（〒602-0023 京都府京都市上京区烏丸通上立売下ル御所八幡町103）
  - 継志館（〒602-0932 京都市上京区新町今出川下ル徳大寺殿町345）
- 京田辺校地
  - 京田辺キャンパス（〒610-0394 京都府京田辺市多々羅都谷1-3）
  - 学研都市キャンパス（〒619-0225 京都府木津川市木津川台4丁目1-1）
- 大阪サテライト・キャンパス（〒530-0001 大阪府大阪市北区梅田2-1-22 桜橋アストリアビル9F）
- 東京サテライト・キャンパス（〒104-0031 東京都中央区京橋2丁目7番19号 京橋イーストビル3階）
- 同志社大学テュービンゲンEUキャンパス（Keplerstraße 2, Raum 042 & 043, 72074 Tübingen Deutschland）

### 象徴
徽章

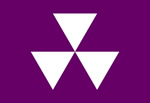
学校法人同志社の徽章

1893年制定。正三角形を3つ寄せたもので、国あるいは土を意味するアッシリア文字「ムツウ」を図案化したものである。（「ムツウ」については、クル (シュメール神話)参照）知・徳・体の三位一体あるいは調和を目指す同志社の教育理念を顕すものと解釈されている。考案者は湯浅半月。
キャラクター
- Ben-K

Ben-K（べんけい）と読む。2009年に制作された。創立者である新島襄の生誕165周年を記念して新島が猟犬とし飼育していたビーグル犬の「弁慶号」をモチーフにしているが、新島襄のようなヒゲを生やし洋装を着用している。また、ビーグル犬の特性である強い意志、何事にも果敢に挑戦する姿勢をもって、建学の精神である「自由・自治を尊ぶ精神の養成」を学生に実践してほしいとの願いが込められている。
スクールカラー
ロイヤル・パープル（古代紫と江戸紫の中間色）と白の2色。使用を始めた時期は卒業生の証言から1908年頃と考えられている。創立者新島襄の母校、アーモスト大学のスクールカラーと同色である。
校歌
- Doshisha College Song[117]（ウィリアム・メレル・ヴォーリズ作詞・カール・ヴィルヘルム（英語版）作曲）

1908年に同志社の教員であったシドニー・ギューリックが音楽好きの学生に頼まれ校歌を作ることにした。当時京都YMCA会館を建設するために京都に滞在していた友人であるウィリアム・メレル・ヴォーリズに作詞を依頼。ヴォーリズはドイツの軍歌（あるいは愛国歌）の「ラインの守り」を基にし、歌詞をつけた。また当時の多くの宣教師の出身校であるイェール大学の校歌にも同じメロディが使われている。なお、ヴォーリズは後に致遠館（1916年築）など、いくつもの建物の設計も行っている。
- 同志社校歌[120]（湯浅半月作詞・大中寅二作曲）

大正中期頃から日本語の校歌もほしいという卒業生、教職員、学生らの要望があり、1935年（昭和10年）の同志社創立60周年を記念して後述の同志社大学歌とともに誕生した。校祖新島襄の大志と同志社の使命を構成の骨組みとした賛歌である。作詞者の湯浅半月は同志社徽章の考案者であり、作曲者の同志社校友・大中寅二は霊南坂教会のオルガニストとしても長く活躍した。
- 同志社大学歌[122]（北原白秋作詞・山田耕筰作曲）

同志社大学で毎年新入生に配布される、カレッジソング集 (CD) に収録されている。2004年度までは同大学グリークラブによる伴奏なしの男声合唱のものが収録されていたが、2005年度からアカペラで混声5人とボイスパーカッションによるアレンジで収録されている他、同志社交響楽団によるオーケストラver.も収録されている。編曲、歌は同大学のアカペラサークル 「One Voices」。野球応援等の際に応援団が斉唱する際は、歌に合わせて腕を振ることになっている。
応援歌
Doshisha Cheer

One, two, three,

Who are we?

La, la, la, Doshisha!

One, two, three,

Who are we?

La, la, la, Doshisha!

One, two, three,

Who are we?

La, la, la, Doshisha!
- Doshisha Cheer[120]

1903年に教員であったロンバード (英: Frank Alanson Lombard) によって旗奪いを盛り上げるために作られた。応援歌というより掛け声である。スポーツの応援の時は、カレッジソング斉唱とエールの間に必ず使われる他、スポーツの応援時以外にもあらゆるイベントで使われる。
- 第一応援歌 Doshisha Heroes[120]

日本語では「同志社ヒロス」と表記され、しばしば「ヒロス」と略される。5つの応援歌の中でも最もよく歌われる。カレッジソング同様に英語の歌であり、短い曲であるため状況により何回も繰り返しを行う。
- 第二応援歌 戦いの野に[123][リンク切れ]
- 第三応援歌 同志社アトム

マスコットソング。鉄腕アトムの主題歌の替え歌である。
- 第四応援歌 レッツゴー同志社[124][リンク切れ]

今出川校地の緑と歴史のある校舎を歌詞に取り入れている。
- 第五応援歌 若草萌えて[120]

アメリカ南北戦争の北軍行進曲「Tramp! Tramp! Tramp!」を原曲とする。北海道大学校歌「永遠の幸」と同一のメロディとなっている。

### 統計
| 学部                               | 学科                               | 2014年度 | 2015年度 | 2016年度 | 2017年度 | 2018年度 |
| 神学部                             | 神学科                             | 62       | 62       | 66       | 64       | 63       |
| 神学部                             | 学部計                             | 62       | 62       | 66       | 64       | 63       |
| 文学部                             | 英文学科                           | 294      | 315      | 513      | 305      | 325      |
| 文学部                             | 哲学科                             | 80       | 59       | 65       | 72       | 73       |
| 文学部                             | 美学芸術学科                       | 66       | 56       | 85       | 71       | 72       |
| 文学部                             | 文化史学科                         | 126      | 123      | 130      | 137      | 120      |
| 文学部                             | 国文学科                           | 136      | 126      | 125      | 117      | 135      |
| 文学部                             | 学部計                             | 702      | 679      | 720      | 702      | 725      |
| 社会学部                           | 社会学科                           | 94       | 94       | 81       | 102      | 89       |
| 社会学部                           | 社会福祉学科                       | 98       | 105      | 74       | 112      | 97       |
| 社会学部                           | メディア学科                       | 87       | 94       | 77       | 113      | 79       |
| 社会学部                           | 産業関係学科                       | 77       | 87       | 87       | 92       | 79       |
| 社会学部                           | 教育文化学科                       | 73       | 90       | 90       | 82       | 72       |
| 社会学部                           | 学部計                             | 429      | 470      | 409      | 501      | 416      |
| 法学部                             | 法律学科                           | 644      | 662      | 674      | 681      | 760      |
| 法学部                             | 政治学科                           | 222      | 198      | 237      | 200      | 236      |
| 法学部                             | 学部計                             | 866      | 860      | 911      | 880      | 996      |
| 経済学部                           | 経済学科                           | 928      | 862      | 904      | 999      | 815      |
| 経済学部                           | 学部計                             | 928      | 862      | 904      | 999      | 815      |
| 商学部                             | 商学科                             | 890      | 883      | 936      | 841      | 894      |
| 商学部                             | 学部計                             | 890      | 883      | 936      | 841      | 894      |
| 政策学部                           | 政策学科                           | 447      | 390      | 422      | 465      | 398      |
| 政策学部                           | 学部計                             | 447      | 390      | 422      | 465      | 398      |
| 文化情報学部                       | 文化情報学科                       | 308      | 312      | 294      | 334      | 284      |
| 文化情報学部                       | 学部計                             | 308      | 312      | 294      | 334      | 284      |
| 理工学部                           | インテリジェント情報工学科         | 87       | 93       | 73       | 78       | 92       |
| 理工学部                           | 情報システムデザイン科             | 88       | 87       | 92       | 70       | 88       |
| 理工学部                           | 電気工学科                         | 79       | 110      | 96       | 66       | 84       |
| 理工学部                           | 電子工学科                         | 88       | 113      | 99       | 74       | 92       |
| 理工学部                           | 機械システム工学科                 | 118      | 120      | 117      | 87       | 101      |
| 理工学部                           | エネルギー機械工学科               | 74       | 106      | 76       | 67       | 72       |
| 理工学部                           | 機能分子・生命化学科               | 78       | 91       | 87       | 72       | 75       |
| 理工学部                           | 化学システム創成工学科             | 92       | 99       | 96       | 70       | 77       |
| 理工学部                           | 環境システム学科                   | 54       | 50       | 55       | 42       | 55       |
| 理工学部                           | 数理システム学科                   | 38       | 54       | 48       | 35       | 38       |
| 理工学部                           | 学部計                             | 796      | 923      | 839      | 661      | 774      |
| 生命医科学部                       | 医工学科                           | 99       | 75       | 120      | 99       | 91       |
| 生命医科学部                       | 医情報学科                         | 94       | 94       | 106      | 97       | 100      |
| 生命医科学部                       | 医生命システム学科                 | 65       | 51       | 65       | 69       | 74       |
| 生命医科学部                       | 学部計                             | 258      | 220      | 291      | 265      | 265      |
| スポーツ健康科学部                 | スポーツ健康科学科                 | 227      | 225      | 227      | 224      | 227      |
| スポーツ健康科学部                 | 学部計                             | 227      | 225      | 227      | 224      | 227      |
| 心理学部                           | 心理学科                           | 144      | 157      | 159      | 182      | 162      |
| 心理学部                           | 学部計                             | 144      | 157      | 159      | 182      | 162      |
| グローバル・コミュニケーション学部 | グローバル・コミュニケーション学科 | 151      | 143      | 147      | 155      | 167      |
| グローバル・コミュニケーション学部 | 学部計                             | 151      | 143      | 147      | 155      | 167      |
| グローバル地域文化学部             | グローバル地域文化学科             | 196      | 188      | 201      | 192      | 213      |
| グローバル地域文化学部             | 学部計                             | 196      | 188      | 201      | 192      | 213      |
| 全学部計                           | 全学部計                           | 6404     | 6374     | 6526     | 6471     | 6399     |

## 教育および研究

### 組織

#### 学部

##### 神学部

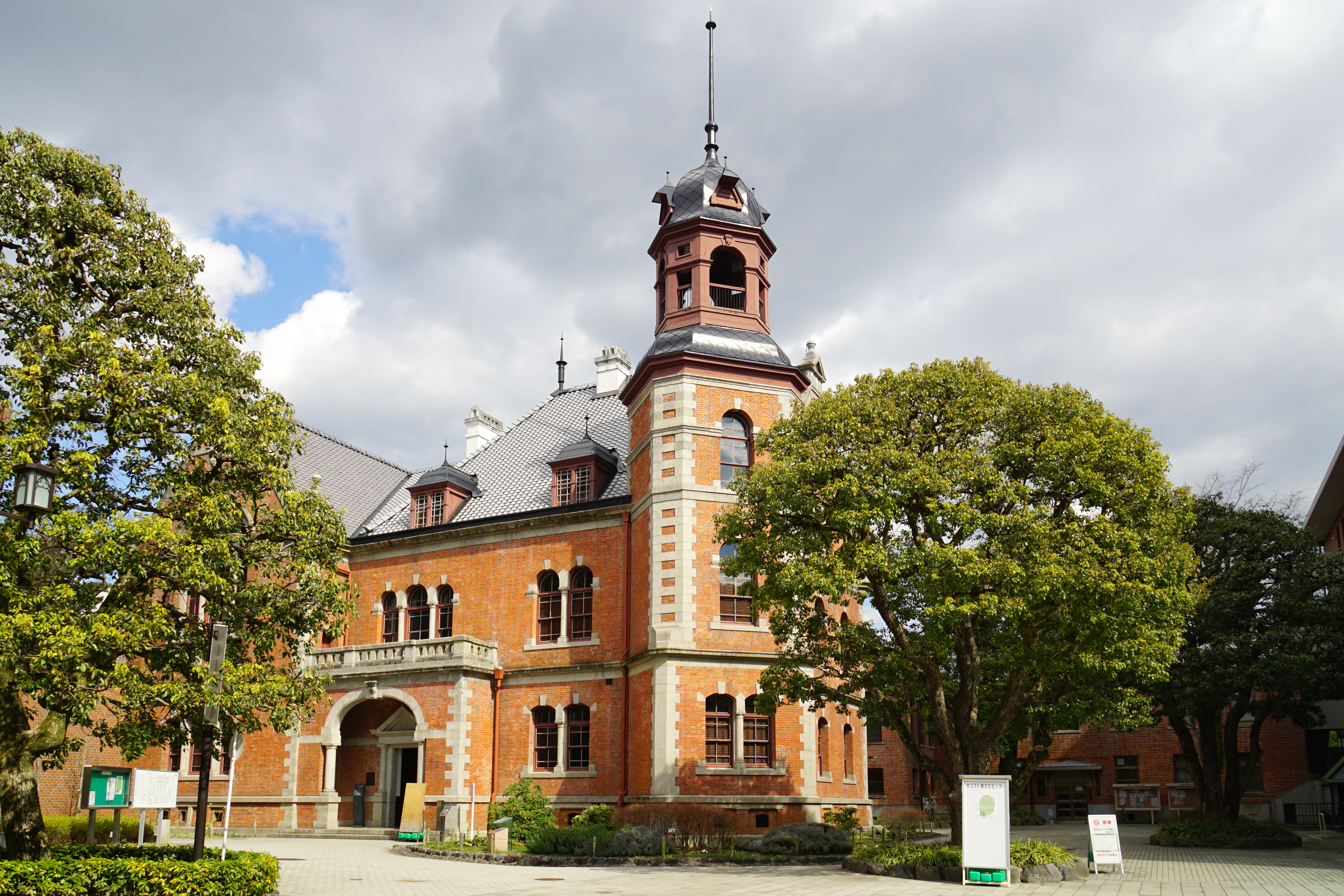
クラーク記念館（旧神学館）

神学部のルーツは同志社英学校に設けられた余科（バイブル・クラス）に求められる。その後幾度かの名称変更を経て1904年に専門学校令による同志社神学校、1912年に専門学校令による同志社大学神学部となり、1920年大学令による同志社大学文学部神学科となった。同学科は十五年戦争期におけるキリスト教弾圧や神学校大合同などの逆風の下でも命脈を保ち、終戦後の1947年に旧制神学部、翌年新制神学部となった。
その学風は新島襄やJ.D.デイヴィスらによってもたらされたニューイングランドのピューリタニズム、熊本バンドの思想的根幹となった自由主義神学、昭和初期に芦田慶治や大塚節治らによって植え付けられた弁証法神学が渾然一体となったものと評された。
1999年に神学部神学科と明示される。日本基督教団認可神学校だが、現在は、特定教派の牧師養成のみを目的とせず、一神教を中心に幅広く宗教を学べる学部となっている。キリスト教神学のみならず、ユダヤ教、イスラーム関連科目が設置されていることも特徴。卒業後の進路は他学部と変わらず一般企業への就職が多い。以前は1、2年次は京田辺校地で学び、3、4年次は今出川校地で学んだが、2009年度より全学年を今出川校地へ統合。
- 神学科

##### 文学部

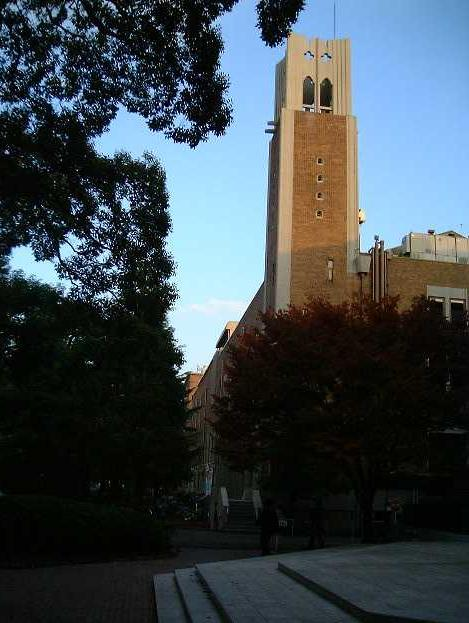
明徳館

もともと文学部には英文学科、文化学科、社会学科が存在したが、2005年度より社会学科が社会学部へ改組されたのに伴い、文化学科の各専攻が学科へ改組。以前は1、2年次は京田辺校地で学び、3、4年次は今出川校地で学んでいたが、2013年度から全学年を今出川校地に統合。副専攻の制度を設けており、希望者は2年次から各コースの履修を始める。
- 英文学科
- 哲学科[127]
  - 哲学・倫理学コース
  - 現代倫理・現代社会コース
  - 宗教・文化コース
- 美学芸術学科
- 文化史学科[注 15]
  - 日本文化史コース
  - 西洋文化史コース
- 国文学科

第2部文化学科国文学専攻は2003年3月廃止。
- 副専攻コース
  - 学科型副専攻[注 16]
    - 英文学コース
    - 哲学コース
    - 美学芸術学コース
    - 文化史学コース
    - 国文学コース

  - 横断型専攻
    - 人文学総合コース
    - メディア文化コース
    - アジア文化コース
    - 国際専修コース

##### 社会学部

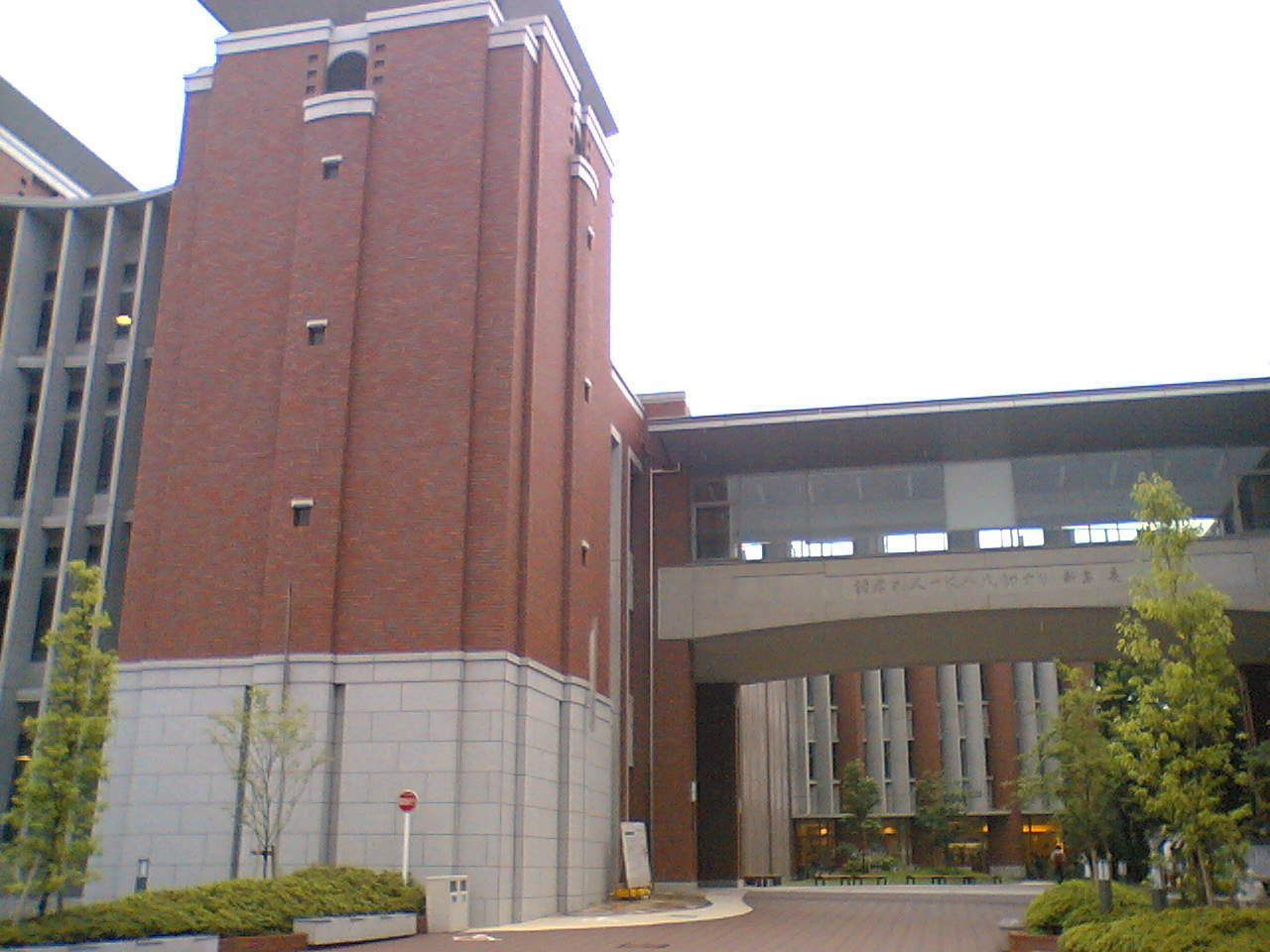
臨光館

現在の同志社大学社会学部の前身は1941年4月に設置された文学部文化学科厚生学専攻。1944年10月に法文学部厚生学科に改組され、1946年4月に文学部社会学科が誕生する。その後、2005年度に社会学部へ改組された。以前は1、2年次は京田辺校地で学び、3、4年次は今出川校地で学んだが、2009年度より全学年を今出川校地へ統合。主に新町キャンパスで学ぶ。
- 社会学科
- 社会福祉学科

社会福祉学科は1931年に大学レベルでは日本最初の社会事業学専攻として創設。
- メディア学科

1948年の新制大学に合わせて文学部社会学科新聞学専攻として開設された。2004年4月に文学部社会学科メディア学専攻に名称変更され、翌年2005年には社会学部メディア学科に改組される。
- 産業関係学科

前身の産業関係学専攻は1966年に設置された。社会学、経済学、法学、医学等の諸学問を範囲とし学際的視野から「働くこと」について学ぶカリキュラムとなっており、産業や労働問題を扱う学科である。
- 教育文化学科

社会学部発足以前は、文化学科教育学専攻として設置されていた。社会学部の設置する学科としては唯一異なる学科に属していた。教育文化学科は教員養成を目的としない、教育を学問としてとらえる学科となっている。

##### 法学部
1891年に同志社政法学校が開校したが、1904年に廃止される。現在の法学部の前身は、1912年に専門学校令による同志社大学に開設された政治経済部である。1919年に政治経済部を法学部と改称。1920年には大学令による同志社大学に昇格し、法学部政治学科が誕生した（1923年には法律学科も増設）。1944年に同志社専門学校高等英語部と法律経済部が統合され同志社外事専門学校が設置される。また、同年に大学令による同志社大学の文学部と法学部が統合され、法文学部法経学科となるが、2年後の1946年に法経学部へと再分割され、1948年には新制学部として法学部（法律学科、政治学科）が置かれる。そして1949年に同志社外事専門学校は同志社大学に吸収、1952年に専門学校は廃止され、同志社で政治、法律を学ぶところが一本化される。
以前は1、2年次は京田辺校地で学び、3、4年次は今出川校地で学んでいたが、2013年度から全学年を今出川校地に統合。ゼミは必修ではない。第2部は2004年3月廃止。
- 法律学科
  - 履修モデル[128]
法曹モデル、公務員モデル、企業法務モデル、基礎法学モデル
  - 科目パッケージ（2012年度入学生以前）[129]
民事司法パッケージ、刑事司法パッケージ、行政と法（公務員）パッケージ、外交と法（外交官）パッケージ、企業ビジネス法務パッケージ、企業人事・法務と法パッケージ、国際・企業取引と法パッケージ、知的財産と法（弁理士）パッケージ、雇用社会の法パッケージ、税務と法（税理士）パッケージ、犯罪と法パッケージ、国際社会と法パッケージ、法の歴史と理論パッケージ、社会問題と法（ジャーナリスト）パッケージ
- 政治学科[注 17]
  - 国際関係コース
  - 現代政治コース
  - 歴史・思想コース

##### 経済学部

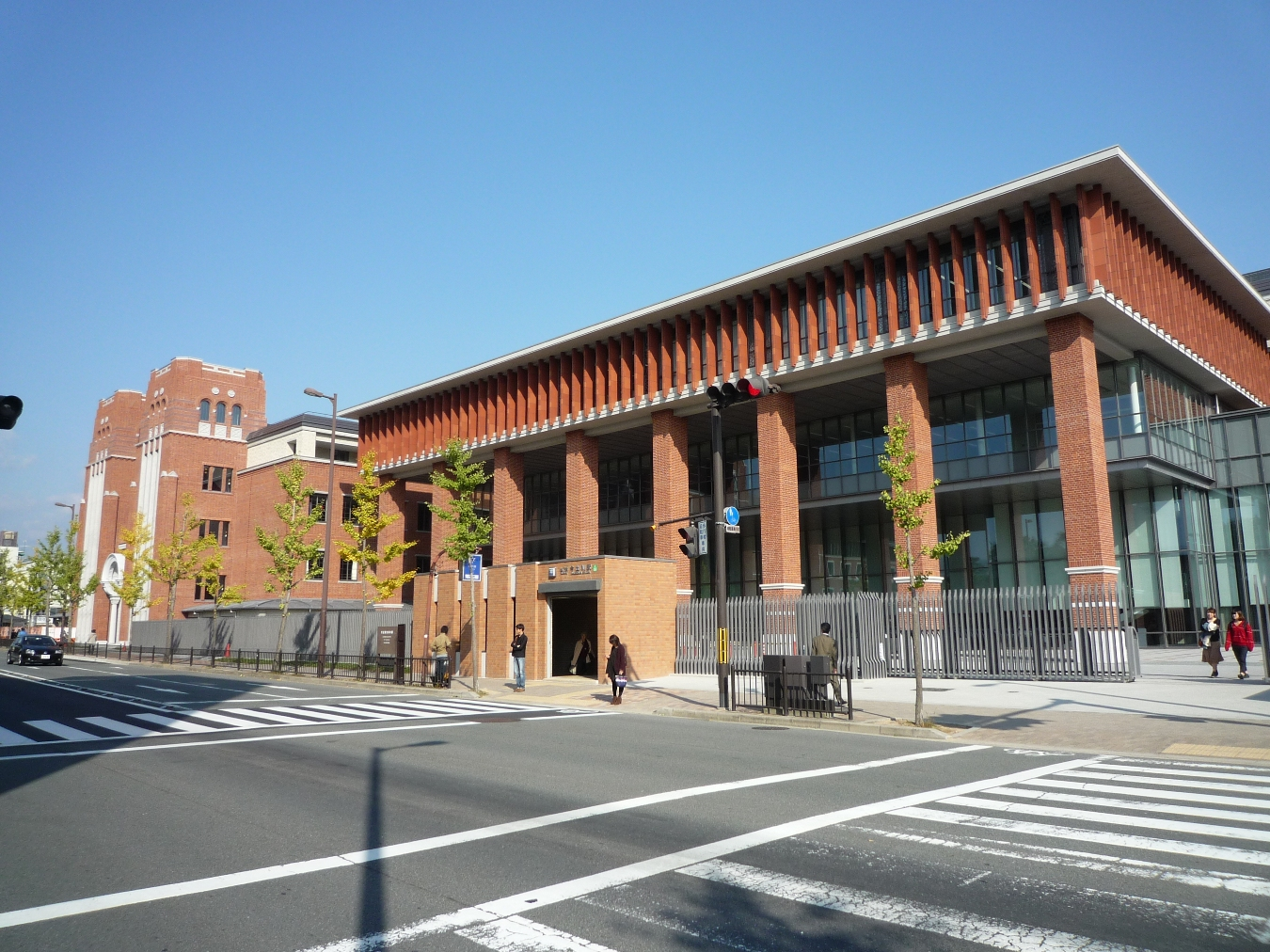
良心館

1891年に同志社政法学校が開校し理財科が置かれたが、1904年に同志社政法学校は廃止される。現在の同志社大学経済学部の前身は、1912年に専門学校令による同志社大学に開設された政治経済部である。1919年に政治経済部を法学部と改称。1920年には大学令による同志社大学に昇格し、法学部経済学科が誕生した。1922年に専門学校令による同志社専門学校に政治経済部が置かれる。1944年に同志社専門学校高等英語部と法律経済部が統合され同志社外事専門学校が設置される。また、同年に大学令による同志社大学の文学部と法学部が統合され、法文学部法経学科となるが、2年後の1946年に法経学部経済学科へと再分割され、1948年には新制学部として同志社大学経済学部が置かれる。そして1949年に同志社外事専門学校は同志社大学に吸収、1952年に専門学校は廃止され、同志社で経済を学ぶところが一本化される。1999年に経済学部経済学科と学科名が明示される。
専門科目のほとんどが週に2回の4単位の授業でカリキュラムが構成されている。1年次春学期に基礎ゼミナールという必修の少人数制ゼミ形式のカリキュラムが組まれている。本格的なゼミは2年次秋学期より履修可能で、必修ではない。そのため、卒業論文も必修ではない。ゼミの数はおよそ50で、各ゼミの人数にかなりばらつきがある。以前は1、2年次は京田辺校地で学び、3、4年次は今出川校地で学んでいたが、2013年度から全学年を今出川校地に統合。第2部は2004年3月廃止。コース制は2005年4月廃止。副専攻制度を設けており、希望者は2年春学期に申請する。
- 経済学科

##### 商学部

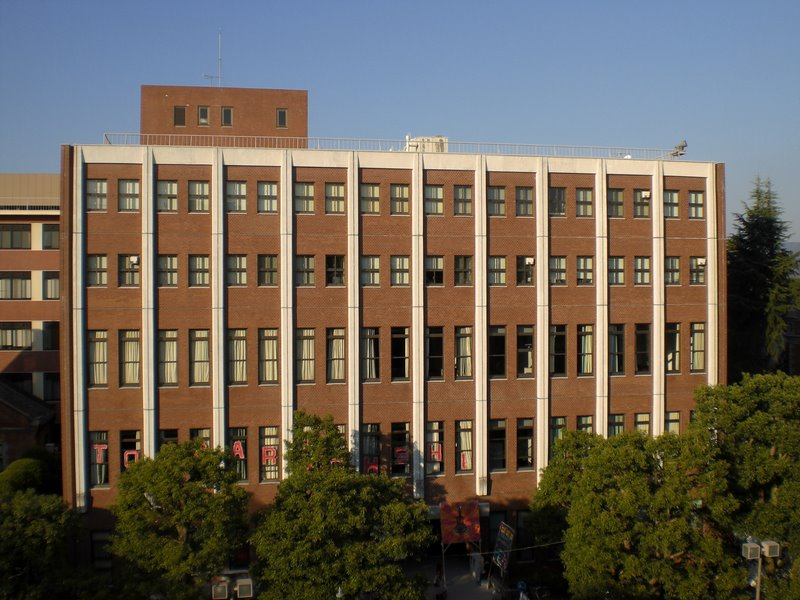
至誠館

現在の商学部の前身は1922年に同志社専門学校の再編時に開設された高等商業部である。その後、1930年12月に高等商業部は同志社高等商業学校として独立。戦時下の1944年に同志社経済専門学校に改称される。1949年に同志社大学に商学部が開設され、1949年に同志社経済専門学校は同志社大学商学部に吸収され、同志社経済専門学校は1952年に廃止される。1999年に商学部商学科と明示される。1学年の人数は約800人強で早稲田大学、慶應義塾大学などと比べ小規模な単位での授業が展開されている。ゼミは2年次秋学期より履修可能で、必修ではない。そのため、卒業論文も必修ではない。商学部のカリキュラムが2007年（平成19年）度の特色GP、学生と教員の幸せな出会いをめざす導入教育〜大規模学部における組織的教育改善とその効果の測定〜として採用された。以前は1、2年次は京田辺校地で学び、3、4年次は今出川校地で学んでいたが、2013年度から全学年を今出川校地に統合。第2部は2003年3月廃止。
- 商学科
  - 商学総合コース
    - 5つの専門科目の学系から主学系と副学系を選ぶ

  - フレックス複合コース
    - 主学系を選択した上で、商学部専門科目をより深く学習する「専門特化型」か、法学や社会学と言った他領域への学問的関心に対応した「副専攻型」を選ぶ

  - 専門科目の学系：「経済・歴史」、「商業・金融」、「貿易・国際」、「企業・経営」、「簿記・会計」

##### 政策学部
2004年に55年ぶりに新設された学部。法学・経済学・社会学などの特定の分野に偏らず、社会科学の幅広い領域を学ぶことができる。全学年を今出川校地（主に新町キャンパス）で学ぶ。
- 政策学科

##### 文化情報学部
2005年に開設された学部。これまで自然科学の分析対象ではなかった「文化」を、「データサイエンス」という手法で探究する文理融合の学部。全学年を京田辺校地で学ぶ。選択科目は文化クラスター科目、データサイエンス科目などで構成。文化クラスター科目は「文化科目」、「言語科目」、「人間行動科目」、「人間社会科目」に分かれ、データサイエンス科目は「データ分析科目」、「基礎数理科目」、「情報・コンピュータ科目」に分かれる。
- 文化情報学科

##### 理工学部

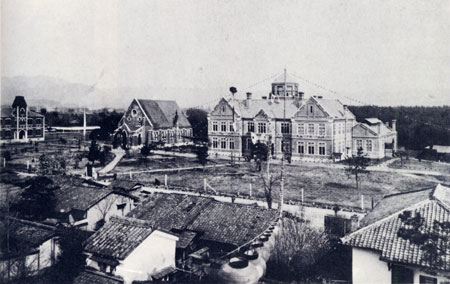
波理須理化学校ができた1890年の写真。右の建物が波理須理化学館、左が同志社礼拝堂、左端が彰栄館で、現在すべて重要文化財になっている。理化学館中央の天文台は濃尾大地震のあと1893年に撤去された。

1890年に波理須理化学校が開校。その後1892年に波理須理科学校、1897年に同志社高等学部波理須理科学校に名称変更される。1904年に同志社高等学部文科学校と合併し、専門学校令による同志社専門学校が設置されるが、1912年に廃止される。現在の理工学部の前身は、1944年に設置された同志社工業専門学校（電気通信科、機械科、化学工業科）である。1949年には同志社大学に工学部（電気学科、機械学科、工業化学科）が設置され、1954年には夜間の第二部（電気工学科、機械工学科、工業化学科）も設置される。1962年に電気学科を電気工学科、機械学科を機械工学科に改称。1963年3月に第二部は廃止され、1963年4月から電子工学科、機械工学第二学科、化学工学科が増設される。1994年には工学部を全学科を京田辺校地に移転し、知識工学科を増設し、機械工学科を機械システム工学科、機械工学第二学科をエネルギー機械工学科、工業化学科を機能分子工学科、化学工学科を物質化学工学科に改組。
全学年を京田辺校地で学ぶ。2008年度より工学部から改組。
- インテリジェント情報工学科

1994年に工学部知識工学科を開設。2006年に知識工学科からインテリジェント情報工学科に改称される。「理工学基礎」、「情報工学」、「知的処理」、「リメディアル」の科目群がある。
- 情報システムデザイン学科

2004年に工学部情報システムデザイン学科を開設。「理工学基礎」、「情報科学」、「情報システム」の科目群がある。情報システムの科目群はさらに「システム設計」の科目と「人間・社会科学系」の科目に分類される。
- 電気工学科

1949年に工学部電気学科を開設。その後1962年に電気工学科へ名称変更。1年次から「理工学基礎」の科目と「電気工学基礎」の科目を学び、2年次秋学期から「インフラストラクチャ」分野や「パワーエレクトロニクス」分野の科目を学ぶ。
- 電子工学科

1963年に工学部電子工学科を開設。1年次から「理工学基礎」の科目と「電子工学基礎」の科目を学び、2年次秋学期から「情報通信」分野や「光・電子デバイス」分野の科目を学ぶ。
- 機械システム工学科
  - 材料コース
  - 熱・流体コース
  - 機力・制御コース
  - 理工学コース
1949年に工学部機械学科を開設。1962年に機械工学科、1994年に機械システム工学科へ名称変更。入学すると、「理工学共通科目」、「数学・物理科目」、「機械工学基礎科目」から学ぶ。「機械工学専門科目」には、材料コース、熱・流体コース、機力・制御コース、理工学コースがあるが、機械システム工学科では、主に材料コース、機力・制御コースにおいて、機械システム系の研究テーマの基礎となる科目が多く設置されている。
- エネルギー機械工学科
  - 材料コース
  - 熱・流体コース
  - 機力・制御コース
  - 理工学コース
1963年に工学部機械工学第二学科を開設。1994年にエネルギー機械工学科へ名称変更。入学すると機械システム工学科同様に、「理工学共通科目」、「数学・物理科目」、「機械工学基礎科目」から学ぶ。「機械工学専門科目」も同様に、材料コース、熱・流体コース、機力・制御コース、理工学コースがるが、エネルギー機械工学科では、主に熱・流体コース、機力・制御コース、理工学コースにおいて、エネルギー機械系の研究テーマの基礎となる科目が多く設置されている。
- 機能分子・生命化学科

1949年に工学部工業化学科を開設。1994年に機能分子工学科、2008年に機能分子・生命化学科へ名称変更。カリキュラムは、1年次から始まる共通科目のほか、主に3－4年次に学ぶ工学関連科目群と理学関連科目群がある。共通科目には、工学の基礎である数学および物理学について学ぶ科目群や、化学の基礎である物理化学、無機化学、有機化学、生命化学などを学ぶ科目群、実験科目がある。
- 化学システム創成工学科
  - マテリアル・プロセスデザインコース
  - 環境・バイオテクノロジーコース
1963年に化学工学科を開設。1994年に物質化学工学科、2008年に化学システム創成工学科へ名称変更。入学するとまず、「数理基礎」、「化学基礎」、「化学システム工学基礎」の3分野を中心に基礎学力を固めることを目指す。秋学期からは「実験実習」が、2年次からはコース科目が始まる。コースの専門科目を重点的に履修できる一方、両コースにわたって幅広く履修することも可能。
- 環境システム学科

2004年に開設。カリキュラムは、大きく「工学・環境科学の基礎」、「環境システム学共通科目」、「環境システム学展開科目」、「実験・実習科目」で構成されている。
- 数理システム学科

2008年に開設。2年次から始まる専門科目には、数理分野、情報統計分野、応用数理分野がある。

##### 生命医科学部
全学年を京田辺校地で学ぶ。2008年度に開設。
- 医工学科
応用科目は、「ティッシュエンジニアリング」、「バイオメカニクス」、「バイオマテリアル」、「メディカルロボティク」の4分野の科目群に分かれている
- 医情報学科
応用科目は、「生体計測」、「脳神経科学」、「情報処理工学」、「生体情報」の4分野の科目群に分かれている
- 医生命システム学科
応用科目は、「分子生命」、「神経科学」、「システム生命」の3分野の科目群に分かれている

##### スポーツ健康科学部
全学年を京田辺校地で学ぶ。2008年度に開設。
- スポーツ健康科学科
  - 履修モデル
    - 健康科学領域
    - トレーニング科学領域
    - スポーツ・マネジメント領域

##### 心理学部
2009年度に文学部心理学科を心理学部へ改組され、これまでは2年生まで京田辺、それ以降は今出川で分離していたが全学年を京田辺へ統合。
- 心理学科[127]
  - 神経・行動心理学コース
  - 臨床・社会心理学コース
  - 発達・教育心理学コース

##### グローバル・コミュニケーション学部
2010年度に開設。全学年を京田辺校地で学ぶ。英語コースではアメリカ、カナダ、イギリス、オーストラリア、ニュージーランドの5カ国13校、中国語コースでは中国、台湾の計3校のいずれかへの留学（1年間）を必修としている。
- グローバル・コミュニケーション学科
  - 英語コース
  - 中国語コース
  - 日本語コース（留学生対象）

##### グローバル地域文化学部
2013年度に開設。全学年を今出川校地（主に烏丸キャンパス）で学ぶ。
- グローバル地域文化学科
  - ヨーロッパコース
  - アジア・太平洋コース
  - アメリカコース

#### 研究科

##### 神学研究科
1950年に修士課程が開設され、1953年に博士課程が開設される。日本で最も長い歴史を持つ神学教育機関。現在は博士課程の前期課程と後期課程がある。
- 神学専攻
  - 前期課程のコース
    - 聖書神学研究コース
    - 歴史神学研究コース
    - 組織神学研究コース
    - 実践神学研究コース
    - 一神教学際研究コース

##### 文学研究科
1950年に修士課程が開設され、1953年に博士課程が開設される。2005年度に文学研究科と社会学研究科に分割される。現在は博士課程の前期課程と後期課程がある。
- 哲学専攻
- 英文学・英語学専攻

2005年度に英文学専攻から改称。
- 文化史学専攻
- 国文学専攻
- 美学芸術学専攻

##### 社会学研究科
2005年度に文学研究科より分割される。博士課程の前期課程と後期課程がある。
- 社会福祉学専攻

1950年に日本最初の大学院社会福祉学専攻として開設される。
- メディア学専攻

2005年度に新聞学専攻から改称。
- 教育学専攻
- 社会学専攻
- 産業関係学専攻

##### 法学研究科
1950年に修士課程が開設され、1953年に博士課程が開設される。現在は博士課程の前期課程と後期課程がある。
- 政治学専攻
- 私法学専攻
- 公法学専攻

##### 経済学研究科
1950年に修士課程が開設され、1953年に博士課程が開設される。現在は博士課程の前期課程と後期課程がある。2012年度まで、前期課程の両専攻には「研究職コース」、「政策分析コース」、「国際比較コース」、「キャリアアップコース」が設けられていた。
- 前期課程
  - 理論経済学専攻
    - 理論分析コース
    - 政治経済学・経済史コース

  - 応用経済学専攻
    - アプライド・エコノミクスコース
    - クリエイティブ・エコノミーコース
- 後期課程
  - 経済政策専攻

##### 商学研究科
1950年に修士課程が開設され、1953年に博士課程が開設される。現在は博士課程の前期課程と後期課程がある。
- 商学専攻

##### 総合政策科学研究科
1995年に独立研究科としてスタート。2009年に5年一貫制の技術・革新的経営専攻を併設した。2012年11月以降は今出川校地・烏丸キャンパスの志高館で学ぶ。
- 総合政策科学専攻
  - 博士課程（前期課程）
    - 政策研究コース
    - ソーシャル・イノベーションコース

  - 博士課程（後期課程）
    - 公共政策コース
    - 企業政策コース
    - 国際政策コース
    - ソーシャル・イノベーションコース
- 技術・革新的経営専攻（一貫博士課程）

##### 文化情報学研究科
2007年度に博士課程（前期）、博士課程（後期）が開設される。
- 文化情報学専攻
  - 文化資源学コース
  - 言語データ科学コース
  - 行動データ科学コース
  - データ科学基盤コース

##### 理工学研究科
1955年に修士課程が開設された。2012年に工学研究科から理工研究科に改称。博士課程の前期課程と後期課程がある。
- 情報工学専攻

2008年度に知識工学専攻から改組
- 電気電子工学専攻

2008年度に電気工学専攻から改組
- 機械工学専攻
- 応用化学専攻
- 数理環境科学専攻

##### 生命医科学研究科
2008年度に開設。博士課程の前期課程と後期課程がある。
- 医工学・医情報学専攻
  - 医工学コース
  - 医情報学コース
- 医生命システム専攻

##### スポーツ健康科学研究科
2010年度に開設。博士課程の前期課程と後期課程がある。
- スポーツ健康科学専攻

##### 心理学研究科
2009年度に文学研究科心理学専攻を心理学研究科へ改組。博士課程の前期課程と後期課程がある。
- 心理学専攻
  - 前期課程のコース
    - 心理学コース
    - 臨床心理学コース

##### グローバル・スタディーズ研究科
2010年度に開設。今出川校地・烏丸キャンパスの志高館で学ぶ。博士課程の前期課程と後期課程がある。
- グローバル・スタディーズ専攻
  - アメリカ研究クラスター
  - 現代アジア研究クラスター
  - グローバル社会研究クラスター

##### 脳科学研究科
2012年度より開設。一貫制博士課程。京田辺校地・学研都市キャンパスに設置されていたが、2015年2月から京田辺に統合。
- 発達加齢脳専攻

##### 司法研究科
専門職学位課程。法科大学院。2004年度に開設される。今出川校地・室町キャンパスの寒梅館で学ぶ。寒梅館には模擬法廷や、24時間使用できる自習室が設置されている。2017年度の新司法試験の合格者数は全国で14位、合格率は17.9%。
- 法務専攻

##### ビジネス研究科
専門職学位課程。2004年度に開設される。今出川校地・室町キャンパスの寒梅館で学ぶ。2009年秋よりすべての授業を英語で実施するグローバルMBAプログラムが設立される。2023年10月18日にビジネス教育の国際認証機関であるAMBA（The Association of MBAs：英国）からMBAプログラムの国際認証を取得した。2023年10月現在、世界のビジネススクールの約2％、305校のみが国際認証AMBAを取得しており、同志社ビジネススクールの国際認証AMBAの取得は、日本国内のビジネススクールでは4校目で、関西に拠点を置く大学では初となる。
- ビジネス専攻

##### アメリカ研究科
1991年度に日本で最初のアメリカ研究の独立研究科として修士課程を開設。1993年度に修士課程を博士課程（前期）と改称し、博士課程（後期）を増設。2010年に募集停止。
- アメリカ研究専攻

#### 別科
- 留学生別科（日本語教育センター）

#### 短期大学部
同志社大学では1950年から1958年まで同志社大学短期大学部が存在し、学生募集は1953年度まで行っていた。1954年度より、同志社大学の文・法・経済・商・工の各学部に第2部（夜間部）を設置するに伴い、短期大学の学生募集を停止し、1958年12月10日をもって廃止。それぞれ2部に改組させる。

#### 附属機関
以下の附属機関は2018年4月現在。
- キリスト教文化センター
今出川と京田辺に事務室がある[139]。1993年に宗教センターから名称変更
- 学生支援機構
  - 学生支援センター
  - カウンセリングセンター
  - 保健センター
  - キャリアセンター
- 教育支援機構
  - 教務部
  - 全学共通教養教育センター
京田辺に設置
  - 学習支援・教育開発センター
  - 免許資格課程センター
今出川に設置
- 入学センター
- 国際連携推進機構
  - 国際センター
  - 国際教養教育院
    - グローバル教育センター
    - 日本語・日本文化教育センター

  - 国際教育インスティテュート
  - EUキャンパス支援質
- 学長室
  - 企画課
  - 庶務課
  - 交友課
  - 一貫教育推進課
  - 募金課
- 広報部
  - 広報課
  - 東京オフィス
- 総務部
- 財務部
- 施設部
- 京田辺校地総務部
- 図書館
- アメリカ研究所
1958年、今出川に設置
- 人文科学研究所
1944年に同志社大学研究所として開設。1957年に人文科学研究所に名称変更。
- ハリス理化学研究所
1959年、京田辺に設置。2015年4月、「理工学研究所」から改組。
- 歴史資料館
京田辺キャンパス知真館２号館にある。入館料は無料[140]。
- 同志社社史資料センター
今出川キャンパス啓明館にある。1963年に法人本部の組織として同志社社史史料編集所が設けられ、1983年に同志社社史資料室と改称。1995年に法人本部から大学（人文科学研究所）に移管し、2004年に現在の名称となった。同志社創立以来のさまざまな資料の収集・整理・公開および社史編纂などの活動を行っている[141][142]。
- 研究開発推進機構
  - リエゾンオフィス
  - 知的財産センター
  - 先端的教育研究拠点
  - 研究センター群
  - 寄付研究プロジェクト群
  - 大学院高度化推進支援センター
- 高等研究教育機構
  - 高等教育院
- 環境保全・実験実習支援センター
京田辺に設置
- 男女共同参画推進室
- 倫理審査室

| 先端的教育研究拠点                 | 拠点   | 備考                                       |
| ---------------------------------- | ------ | ------------------------------------------ |
| 一神教学際研究センター             | 今出川 | 私立大学戦略的研究基盤形成支援事業選定拠点 |
| 技術・企業・国際競争力研究センター | 今出川 | 私立大学戦略的研究基盤形成支援事業選定拠点 |
| エネルギー変換教育センター         | 京田辺 | 私立大学戦略的研究基盤形成支援事業選定拠点 |
| ライフリスク研究センター           | 今出川 |                                            |

| 研究センター                                         | 拠点     | 備考                                       |
| ---------------------------------------------------- | -------- | ------------------------------------------ |
| インフラストラクチャー研究センター                   | 京田辺   |                                            |
| 電磁エネルギー応用研究センター                       | 京田辺   | 私立大学戦略的研究基盤形成支援事業選定拠点 |
| 高等教育・学生研究センター                           | 継志館   |                                            |
| 文化遺産情報科学研究センター                         | 京田辺   |                                            |
| 生体医療材料研究センター                             | 京田辺   |                                            |
| 犯罪学研究センター                                   | 今出川   |                                            |
| 関係論的システムデザイン研究センター                 | 京田辺   |                                            |
| ソーシャル・イノベーション研究センター               | 江湖館   |                                            |
| 国際比較法文化研究センター                           | 今出川   |                                            |
| アフガニスタン平和・開発研究センター                 | 今出川   |                                            |
| 古都ローマ・京都歴史遺産研究センター                 | 今出川   |                                            |
| コリア研究センター                                   | 今出川   |                                            |
| イノベーティブコンピューティング研究センター         | 京田辺   |                                            |
| モビリティ研究センター                               | 京田辺   |                                            |
| ニューロセンシング・バイオナビゲーション研究センター | 京田辺   |                                            |
| 国際ビジネス法務研究センター                         | 今出川   |                                            |
| 実証に基づく心理トリートメント研究センター           | 京田辺   |                                            |
| 波動エレクトロニクス研究センター                     | 京田辺   |                                            |
| 高次神経機能障害研究センター                         | 京田辺   |                                            |
| 先端複合材研究センター                               | 京田辺   |                                            |
| 神経疾患研究センター                                 | 学研都市 |                                            |
| 新エネルギー変換材料研究センター                     | 京田辺   |                                            |
| 管径方向分配現象研究センター                         | 京田辺   |                                            |
| 治療システム研究センター                             | 京田辺   |                                            |
| ナノ・バイオサイエンス研究センター                   | 京田辺   |                                            |
| 市民外交研究センター                                 | 今出川   |                                            |
| 先端バイオメカニクス研究センター                     | 京田辺   |                                            |
| 創造経済研究センター                                 | 今出川   |                                            |
| アディポサイト＆マッスルサイエンス研究センター       | 京田辺   |                                            |
| 体力医科学研究センター                               | 京田辺   |                                            |
| <奄美-沖縄-琉球>研究センター                         | 今出川   |                                            |
| 超音波医科学研究センター                             | 京田辺   |                                            |
| こころの科学研究センター                             | 京田辺   |                                            |
| 高機能微粒子研究センター                             | 京田辺   |                                            |
| 京都と茶文化研究センター                             | 今出川   |                                            |
| 東南アジアのプランテーション研究センター             | 今出川   |                                            |
| 先端医工学研究センター                               | 京田辺   |                                            |

| 寄付研究プロジェクト             | 拠点   | 備考                                                                   |
| -------------------------------- | ------ | ---------------------------------------------------------------------- |
| アンチエイジングリサーチセンター | 京田辺 | 2005年に開設。バイオメディカル研究プロジェクト                         |
| 炎症・再生医療研究センター       | 今出川 | バイオメディカル研究プロジェクト                                       |
| 赤ちゃん学研究センター           | 京田辺 | 2008年10月に開設。心理学部の主要施設で、同様の研究施設としては日本初。 |
| 糖化ストレス研究センター         | 京田辺 |                                                                        |
| 天然物基盤創薬研究センター       |        |                                                                        |

##### 図書館
同志社の図書館の歴史は1876年に図書縦覧室を設け、創立者である新島襄が自らの書籍を公開、貸し出ししたことが始まりである。1887年に初代図書館（現：有終館）が完成。当時この図書館は日本で最大であった。1915年に2代目図書館（現:啓明館西館）が完成。1920年に現在の啓明館本館が完成した。1973年に現在の今出川図書館が完成。1986年に京田辺校地開校に伴いラーネッド記念図書館が完成。ラーネッドという名前は同志社大学初代学長のドワイト・ホイットニー・ラーネッドからきている。

###### 年表
- 1876年 図書縦覧室を設け、創立者である新島襄が自らの書籍を公開、貸し出しを開始。
- 1882年 同志社政法学校開校に伴い図書を分置。
- 1887年 初代図書館（現：有終館）が完成。
- 1912年 図書館の教室への転用のためさらに分置が進む。
- 1915年 2代目図書館（現：啓明館西館）が完成。
- 1917年 同志社図書館規則を制定。館長をおくことが明文化される。
- 1918年 同志社職制が制定され、館長と司書をおくことが定められる。さらに、同志社本部・同志社大学・同志社女学校と並ぶ機関の一つと位置づけられる。
- 1920年 2代目図書館本館（現：啓明館本館）が完成。また、同志社全体の図書館から大学令による同志社大学開校に伴い、女子大学などの図書と分散する。
- 1921年 初代図書館を有終館に改称。
- 1946年 同志社大学図書館学講習所を開設。
- 1949年 同志社図書管理規定が制定され同志社全体として図書管理の一元化を図る。
- 1954年 図書の各学校個別管理を図る。
- 1967年 新町読書室を開設。
- 1973年 啓真館と聚芳館の跡地に今出川図書館が完成[146]。
- 1976年 EU情報センターを開設。
- 1986年 京田辺校地開校に伴いラーネッド記念図書館が完成。
- 1991年 図書館、計算機センター、視聴覚室を統合した学術情報センターが発足。
- 1996年 図書館利用カード（バーコード）を廃止し、学生証・社員証（磁気カード）と兼用化。
- 2001年 総合情報センターに名称変更。
- 2010年 同志社大学図書館に名称変更。
- 2017年 改修のため一時閉館。
- 2018年 1月15日（月）にリニューアルオープン[147]。
- 2023年 今出川新図書館建設のため現図書館を閉館。建設期間中は新寧静館に図書館機能が移転[148]。

### 研究

#### 21世紀COEプログラム
21世紀COEプログラムとして、2件のプロジェクトが採択された。
| 分野               | プログラム名                     | 採択年 |
| ------------------ | -------------------------------- | ------ |
| 社会科学           | 技術・企業・国際競争力の総合研究 | 2003   |
| 学際・複合・新領域 | 一神教の学際的研究               | 2003   |

#### 私立大学戦略的研究基盤形成支援事業
2007年までは「私立大学学術研究高度化推進事業」。
| 申請区分               | 事業名                                                                   | 選定年 |
| ---------------------- | ------------------------------------------------------------------------ | ------ |
| 研究拠点を形成する研究 | 高次神経機能障害の発症メカニズムの解明と新規治療法の開発                 | 2012   |
| 研究拠点を形成する研究 | 統合的電力・通信社会環境の形成プロジェクト                               | 2010   |
| 研究拠点を形成する研究 | 先進微粒子材料の科学と工学の融合                                         | 2009   |
| 研究拠点を形成する研究 | ゼロエミッション技術を基盤とした環境調和型エネルギーグリッドの最適化研究 | 2009   |
| 研究拠点を形成する研究 | 持続的イノベーションを可能とする人と組織の研究                           | 2009   |
| 研究拠点を形成する研究 | 一神教とその世界に関する基礎的・応用的研究拠点の形成                     | 2008   |
| 研究拠点を形成する研究 | 先端的分子生命化学の研究拠点形成                                         | 2008   |

| 研究組織                                   | 研究プロジェクト | 選定年                               |
| ハイテク・リサーチ・センター整備事業       | ハイテク・リサーチ・センター整備事業 | ハイテク・リサーチ・センター整備事業 |
| ------------------------------------------ | --- | ------------------------------------ |
| 複合材料研究センター                       | 先進複合材料の開発とその応用 | 2007                                 |
| 界面現象研究センター                       | 界面微細構造制御により発現する物性の評価研究 | 2006                                 |
| 工学研究科                                 | ナノハイブリッド構造応用技術の研究 | 2001                                 |
| 工学研究科                                 | ナノ構造ハイブリッドデバイス物性研究 | 1996                                 |
| 学術フロンティア推進事業                   | |                                      |
| 知能情報研究センター                       | 人間と生物の賢さの解明と，その応用 | 2005                                 |
| 医工学研究センター                         | 医工学研究の新展開－生体適合材料と福祉・介護システムの開発 | 2005                                 |
| ワールドワイドビジネス研究センター         | 1. 政府・国家と企業に関する研究 2. ワールドワイドビジネスの企業行動に関する法的な研究 3. ワールドワイドビジネスの企業行動に関する経済学的な研究 4. ワールドワイドビジネスの戦略的マネジメントにおける新傾向の研究 | 2004                                 |
| トータルヒューマンケア・サポート研究機構   | トータルヒューマンケア・サポート研究プロジェクト | 2003                                 |
| エネルギー変換研究センター                 | 次世代ゼロエミッション・エネルギー変換システム | 2003                                 |
| 工学研究科                                 | 知能情報科学とその応用 | 2000                                 |
| ワールドワイドビジネス研究センター         | ワールドワイドビジネスの総合的研究 | 1999                                 |
| トータル・ヒューマンケア・サポート研究機構 | 少子高齢化社会における“こころ”と“からだ”の生涯健康教育に関する多角的研究 | 1998                                 |
| 工学研究科                                 | 先端材料と複雑系科学など | 1997                                 |
| 社会連携研究推進事業                       | |                                      |
| 選定なし                                   | |                                      |
| オープン・リサーチ・センター整備事業       | |                                      |
| 選定なし                                   | |                                      |

### 教育

#### 産官学連携教育

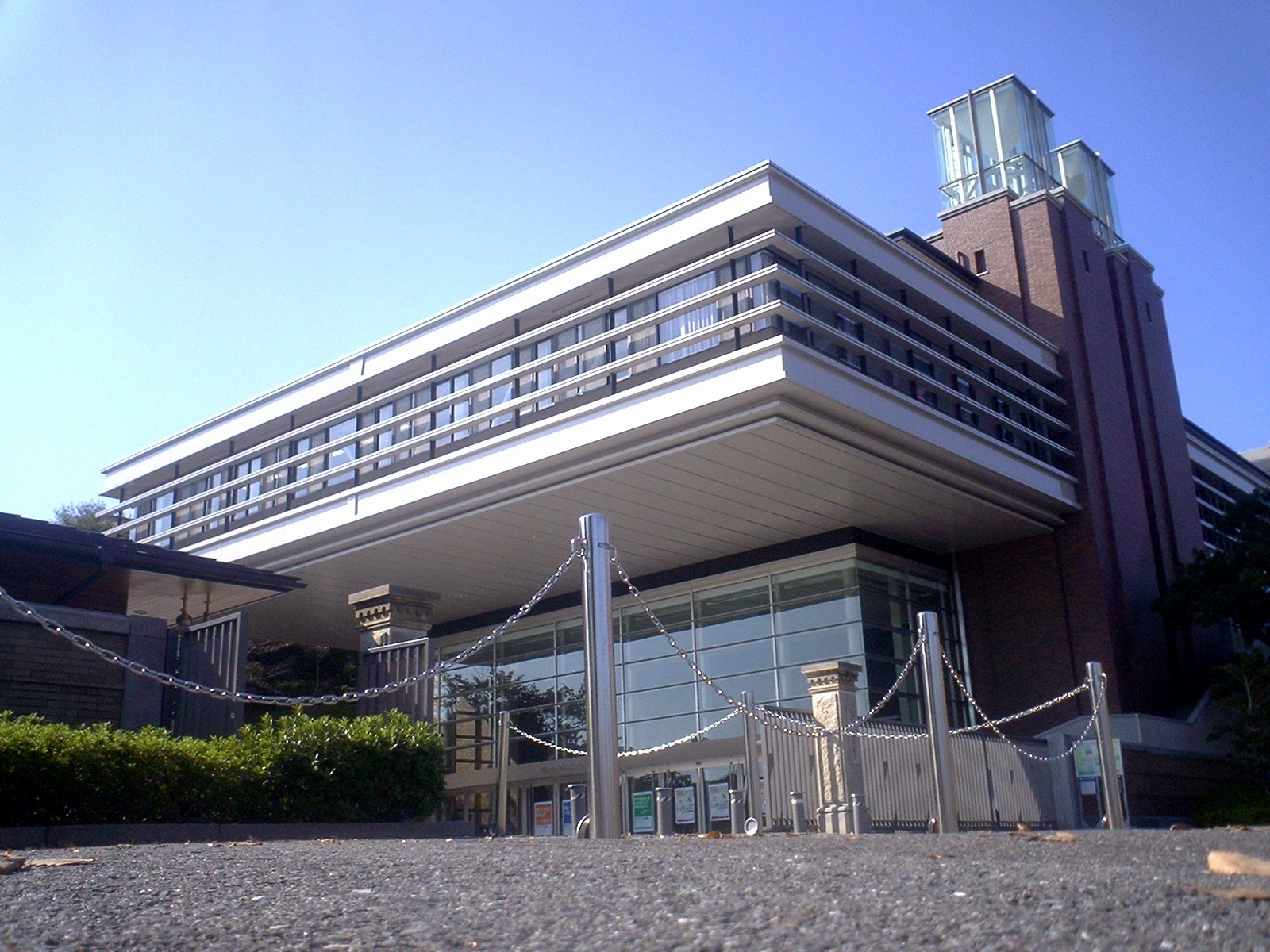
京田辺校地 同志社ローム記念館

同志社大学は様々な方法で産官学連携による教育を行っている。
- 同志社ローム記念館プロジェクト[149]
  - 同志社ローム記念館プロジェクトは産官学地域連携を通し、文化の創造・発信と次世代社会を担う人材を育成することを目的とした課外プロジェクト。京田辺校地にある同志社ローム記念館にプロジェクトルームを与えられ活動する。プロジェクトは学生主体で運営され、同志社大学や協賛企業から金銭面、物品面の支援もある。コアプロジェクトと呼ばれるプロジェクトが置かれ、同志社ローム記念館プロジェクト全体の運営を取り仕切る。2004年（平成16年）度の現代的教育ニーズ取組支援プログラムに「プロジェクト主義教育による人材育成 『プロデュース・テクノロジー』の創成」として採択された。
- プロジェクト科目[150]
  - 2006年度より、従来の教室での座学中心の授業形態とは異なった実践型・参加型の科目で、全学共通の教養教育科目として「プロジェクト科目」が設置された。地域社会や企業と連携し、学生に生きた智恵や技術を学ばせるとともに、現場に学ぶ視点を育み、問題の「所在」と「解決」を考え抜く力を陶冶することを目的としている。2006年（平成18年）度の現代的教育ニーズ取組支援プログラムに「公募制のプロジェクト科目による地域活性化―往還型地域連携活動のモデルづくりを目指して-」として採択された。

#### 教育制度
- 飛び級制度
3年次終了時に成績が特に優秀と認められた場合には4年次を受けることなく大学院に進学することができる飛び級制度を設けている。大学は中退扱いになるので学位は取得できない。

- ダブルディグリーシステム
理工学研究科とエコール・サントラル国立理工科学学院の両大学の修士を取得することができるダブルディグリーシステムを導入している。

- 学内ダブルディグリーシステム
同志社大学の工学研究科とビジネス大学院で理工学修士とビジネス修士を3年間で取得することができる。

- 外国語honors（外国語科目成績優秀者表彰制度）
2006年度より作られた、外国語科目の成績優秀者を表彰する制度。受賞者には、学長表彰と成績証明書への記載がされる[151]。

- 学部奨励学生制度
学部生の身分のままで研究科前期課程の科目の履修を開始し、大学院入学後、1年で前期課程が終了できる制度。

#### 採択されたプログラム
以下のプログラムに採択されている。
| プログラム名                                                                    | 採択されたテーマ                                                             | 採用年度 |
| ------------------------------------------------------------------------------- | ---------------------------------------------------------------------------- | -------- |
| 大学間連携共同教育推進事業                                                      | データに基づく課題解決型人材育成に資する統計教育室保証                       | 2012     |
| 博士課程教育リーディングプログラム                                              | グローバル・リソース・マネジメント                                           | 2012     |
| グローバル人材育成推進事業 （通称：グローバル30plus）                           | 良心と進取の気性に溢れる同志社グローバル人材育成のための実践的取組           | 2012     |
| 大学教育・学生支援推進事業 （大学教育推進プログラム）                           | プロジェクト・リテラシーと新しい教養教育                                     | 2009     |
| 教育研究高度化のための支援体制整備事業                                          | 国際的教育研究拠点形成の多面的・総合的支援体制整備                           | 2009     |
| 大学教育充実のための戦略的大学連携支援プログラム                                | 相互評価に基づく学士課程教育質保証システムの創出―国公私立4大学IRネットワーク | 2009     |
| 大学教育・学生支援推進事業 （学生支援推進プログラム）                           | 個性を活かした障がい学生のキャリア支援と既卒者の再就職支援                   | 2009     |
| 国際化拠点整備事業 （グローバル30）                                             |                                                                              | 2009     |
| 質の高い大学教育推進プログラム                                                  | 相互啓発による創造的学力育成カリキュラム                                     | 2008     |
| 質の高い大学教育推進プログラム                                                  | 政策提案能力を養う理論と実践との交流教育                                     | 2008     |
| 質の高い大学教育推進プログラム                                                  | 文理融合型教育による課題解決能力の育成                                       | 2008     |
| 大学教育の国際化加速プログラム （国際共同・連携支援）                           | 外国語教育の全学的質保証と国際交流促進                                       | 2008     |
| 特色ある大学教育支援プログラム （特色GP）                                       | 学生と教員の幸せな出会いをめざす導入教育                                     | 2007     |
| 特色ある大学教育支援プログラム （特色GP）                                       | 情報環境の整備と成績評価の厳格化                                             | 2006     |
| 特色ある大学教育支援プログラム （特色GP）                                       | 産官学地域連携による人材育成プログラム                                       | 2005     |
| 特色ある大学教育支援プログラム （特色GP）                                       | 大学連携による新しい教養教育の創造                                           | 2004     |
| 特色ある大学教育支援プログラム （特色GP）                                       | 大学コミュニティーの創造                                                     | 2004     |
| 現代的教育ニーズ取組支援プログラム （現代GP）                                   | アクションプラン主導型発見的キャリア教育                                     | 2007     |
| 現代的教育ニーズ取組支援プログラム （現代GP）                                   | 公募制のプロジェクト科目による地域活性化                                     | 2006     |
| 現代的教育ニーズ取組支援プログラム （現代GP）                                   | けいはんな知的特区活性化デザインの提案                                       | 2005     |
| 現代的教育ニーズ取組支援プログラム （現代GP）                                   | 企業法務プロフェッショナル育成                                               | 2005     |
| 現代的教育ニーズ取組支援プログラム （現代GP）                                   | プロジェクト主義教育による人材育成                                           | 2004     |
| 社会人の学び直しニーズ対応教育推進プログラム                                    | ソーシャル・イノベーション型再チャレンジ支援教育プログラム                   | 2007     |
| 新たな社会的ニーズに対応した学生支援プログラム                                  | 地域コミュニティによる学生支援方策                                           | 2007     |
| 専門職大学院等教育推進プログラム （法科大学院等専門職大学院形成支援プログラム） | 全国法曹キャリア支援プラットフォーム（13大学共同）                           | 2007     |
| 専門職大学院等教育推進プログラム （法科大学院等専門職大学院形成支援プログラム） | 「伝統産業グローバル革新塾」プロジェクト                                     | 2006     |
| 専門職大学院等教育推進プログラム （法科大学院等専門職大学院形成支援プログラム） | ビジネススクール教育の質保証システム開発                                     | 2005     |
| 専門職大学院等教育推進プログラム （法科大学院等専門職大学院形成支援プログラム） | 国際的視野と判断力をもつ法律家の養成                                         | 2004     |
| 専門職大学院等教育推進プログラム （法科大学院等専門職大学院形成支援プログラム） | 同志社ビジネススクール地域連携事業推進プロジェクト                           | 2004     |
| 大学院教育改革支援プログラム                                                    | 安全・安心の設計システム技術者養成課程                                       | 2008     |
| 大学院教育改革支援プログラム                                                    | 研究センター連携型オープンフィールド教育                                     | 2007     |
| 大学院教育改革支援プログラム                                                    | 国際的「理論・実践循環型」教育システム                                       | 2007     |
| 大学院教育改革支援プログラム                                                    | 電力・通信インフラ研究者・技術者育成課程                                     | 2007     |
| 「魅力ある大学院教育」イニシアティブ                                            | ソーシャル・イノベーション研究コース                                         | 2005     |

### 学問の自由
建学の精神がキリスト教に基づいており、キリストの教えや建学の精神に反することは研究および教育の場でも制限を受けると考えられている。同志社の教育理念として、「キリスト教主義」「自由主義」「国際主義」が掲げられているが、前提は建学精神としてキリスト教精神に基づく「良心」である。

## 学生生活
大学生が人口の１割という多さの京都市は、伝統的に大学生に親しみが強く同志社の学生のことを「同やん」と呼ぶ。そうした京都の温かい眼に育まれる学生生活を同志社大学の学生は送っている。

### 部活動・クラブ活動・サークル活動

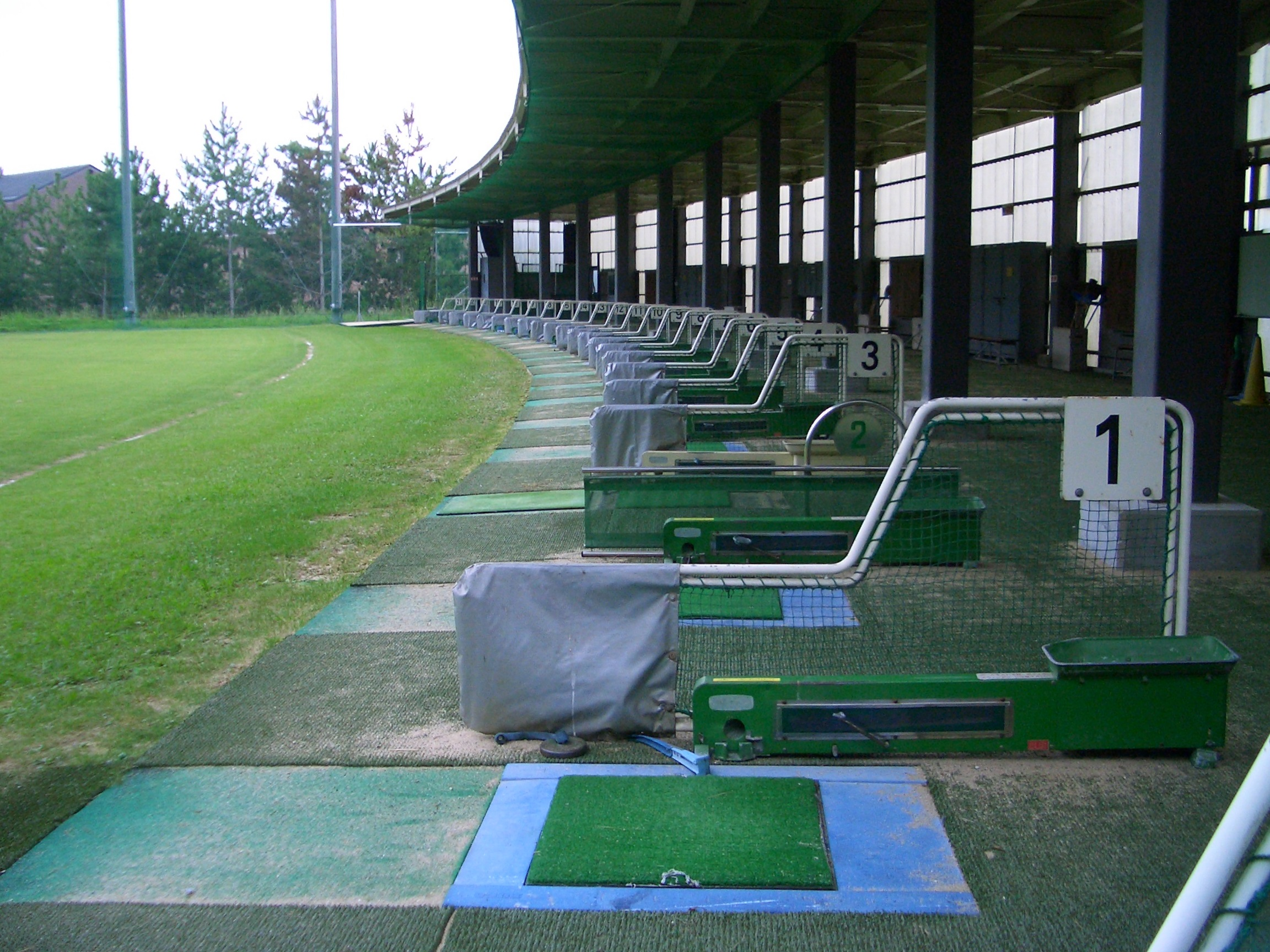
京田辺校地ゴルフ練習場

同志社大学で活動する団体は「学生支援センター登録団体」、「学友団公認団体」と「その以外」に分けられる。新入生入学時期には各団体のオリエンテーション期間が設けられており、各団体は校地内に設けたブースで新入生に参加を呼びかけている。こうした団体の紹介に専門のフリーペーパーを発行する団体も存在する。同一スポーツでも複数の団体が存在するため、同志社大学内の団体のみが加盟するDoshisha Tennis League（硬式テニス）、D-League（サッカー）などといった連盟が存在する。
- 学生支援センター登録団体
学生支援センターに団体の登録申請を提出すれば登録団体と認められる。ただし人数や、顧問を置くことなどの条件がある。コピー機や会議室など様々な学校の備品が使えるようになる。およそ170団体[153]。
- 学友団公認団体
学友団公認団体は学生支援センター登録団体を経て審査をパスすればなることができる。登録団体の特権に加え、BOXと呼ばれる部室の提供、補助金など大学からの支援が多くなる。体育会も公認団体に属し、およそ170団体[153]。

### 学園祭
同志社大学の学園祭は今出川キャンパスで行われる「同志社EVE」と京田辺キャンパスで行われる「同志社クローバー祭」がある。どちらの学園祭も地域社会に開かれている。
- 同志社EVE
創立記念日である11月29日の前日まで行われるため「EVE」と名づけられた。11月1日～28日を開催期間としているが、一般的な学園祭としては最後の3日間である11月26日～28日の期間に行われている（したがって多くの大学で見られるように休日に合わせて行われていないため、この3日間が全て平日となる年度もある）。
今出川キャンパス内にブースが立ち並び、教室ではライブや展示会などが行われる。学友団の公認団体だけではなく、学生支援センター登録団体や、ゼミ単位での出店も多く見られる。同志社の学生のみならず他大学の学生や一般人も多く出入りする。同志社EVEの歴史は古く、およそ60回続いている。正式名称は第○○○回同志社EVEであり、この○○○は同志社設立からの年数であり、「同志社EVE」の開催回数ではない。この学園祭は大学主導で行われるのではなく、毎年同志社EVE実行委員会が結成され、運営にあたる。なお、同志社EVEは学生内で一般に「EVE祭」と呼ばれるが、同志社EVEは「学生活動の発露の場」であり、他大学の学園祭とは趣旨が違うため、「EVE祭」とは呼ばない。翌日の創立記念日は全学休講となる[154][155]。また、この時期から年末にかけて西門（烏丸通に面した門）付近の大きなヒマラヤスギにイルミネーションが施され、雑誌に紹介されるなど人気である[156][157]。これは毎年の恒例となっているがJR福知山線脱線事故の起こった年は実施されなかった。
講義回数の増加に伴い、EVE期間の縮小が大学側より提案された。これは学友会による反対署名運動が行われたものの、2010年度から段階的に縮小されている。
- 同志社クローバー祭（旧愛称：ADAM祭）
もともと京田辺キャンパスには学園祭はなく、京田辺市との包括協定の一環として2005年度から開催されている。「大学と地域が連携した全く新しいお祭り」を目指しており、学生だけでなく市民も模擬店やステージ発表に参加できる。その他アーティストライブやOB・OGによる講演会なども行われる。今出川キャンパスで行われる「同志社EVE」に対して「ADAM祭」と呼ばれていた（この「ADAM」という名称は聖書の「アダムとイブ」から付けられたものである）が、EVE実行委員会から「同志社EVEの由来を間違って認識されてしまう」とクレームが入り、2010年より管轄が総務課から学生支援課に移ったことを機に「クローバー祭」に改称された。主催は大学であるが、企画・運営は学生が実行委員会を組んで行われている。また京田辺市が共催し、広報などの面でバックアップをしている。2013年に文系学部が今出川キャンパスに移転し来場者数は半減したが、実行委員会の努力により増加し約1万2千人[158]。開催時期は「EVE」よりも早く11月上旬ごろで、京田辺市主催の「市民文化祭」と同日。スポーツフェスティバルも併せて開催される。
- スポーツフェスティバル
2002年度から京田辺キャンパスで行われている。開催時期は同志社クローバー祭と同じ11月上旬で、地域住民も参加可能である。

### スポーツ

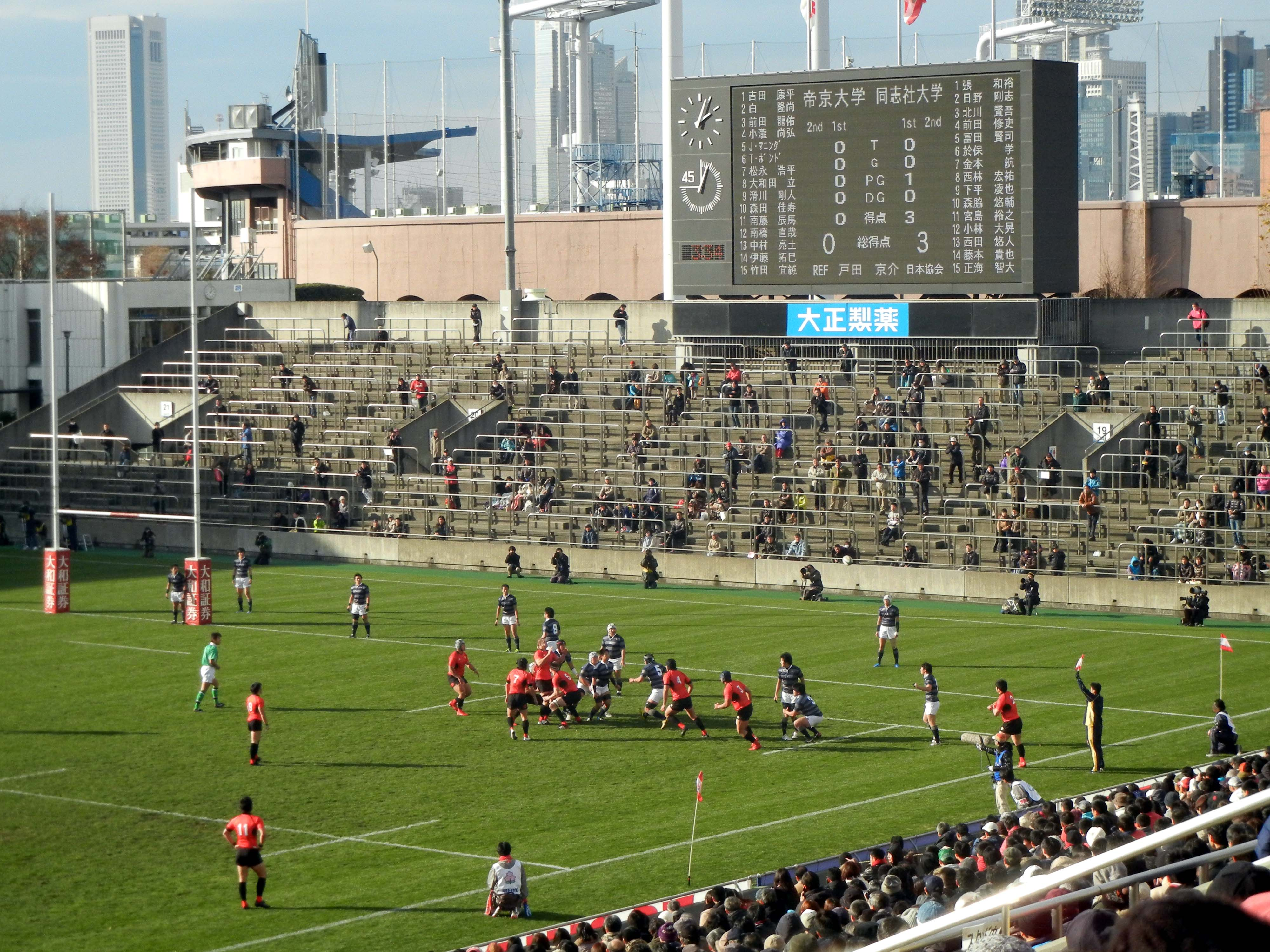
ラグビー部（紺が同志社大学）

スポーツは大学スポーツ協会には参加していない。
- 硬式野球部は関西学生野球連盟に加盟、同立戦は大学野球ファンにはよく知られている。
- ワイルドローバーはアメリカンフットボールのチームの愛称で、新島襄が脱国し、アメリカ合衆国に渡った時の船名に由来する。
- ラグビー部は関西学生ラグビー界では著名で、1980年代前半には全国大学ラグビーフットボール選手権大会において3連覇を含む4度の優勝を成し遂げた。
- バスケットボール部は全日本大学バスケットボール選手権大会に52回出場して準優勝1回を誇る強豪である。

#### 体育会の一覧
- アイスホッケー部
- フィギュアスケート部
- スピードスケート部
- スキー部
- 水泳部
- ボート部
- ボードセイリング部
- ヨット部
- カヌー部
- 山岳部
- ワンダーフォーゲル部
- アーチェリー部
- 弓道部
- 射撃部
- ゴルフ部
- ボウリング部
- 自動車部
- 自転車競技部
- トライアスロン部
- 航空部
- ボクシング部
- 相撲部
- 柔道部
- レスリング部
- 空手道部
- 剣道部
- フェンシング部
- 日本拳法部
- 少林寺拳法部
- 合気道部
- 居合道部
- 馬術部
- アメリカンフットボール部（ワイルドローバー）
- ラグビー部
- サッカー部
- バスケットボール部
- バレーボール部
- ハンドボール部
- ラクロス部
- 硬式野球部
- 準硬式野球部
- 軟式野球部
- ソフトボール部
- テニス部
- ソフトテニス部
- 卓球部
- 陸上ホッケー部
- バドミントン部
- 陸上競技部
- 体操競技部

## 大学関係者と組織

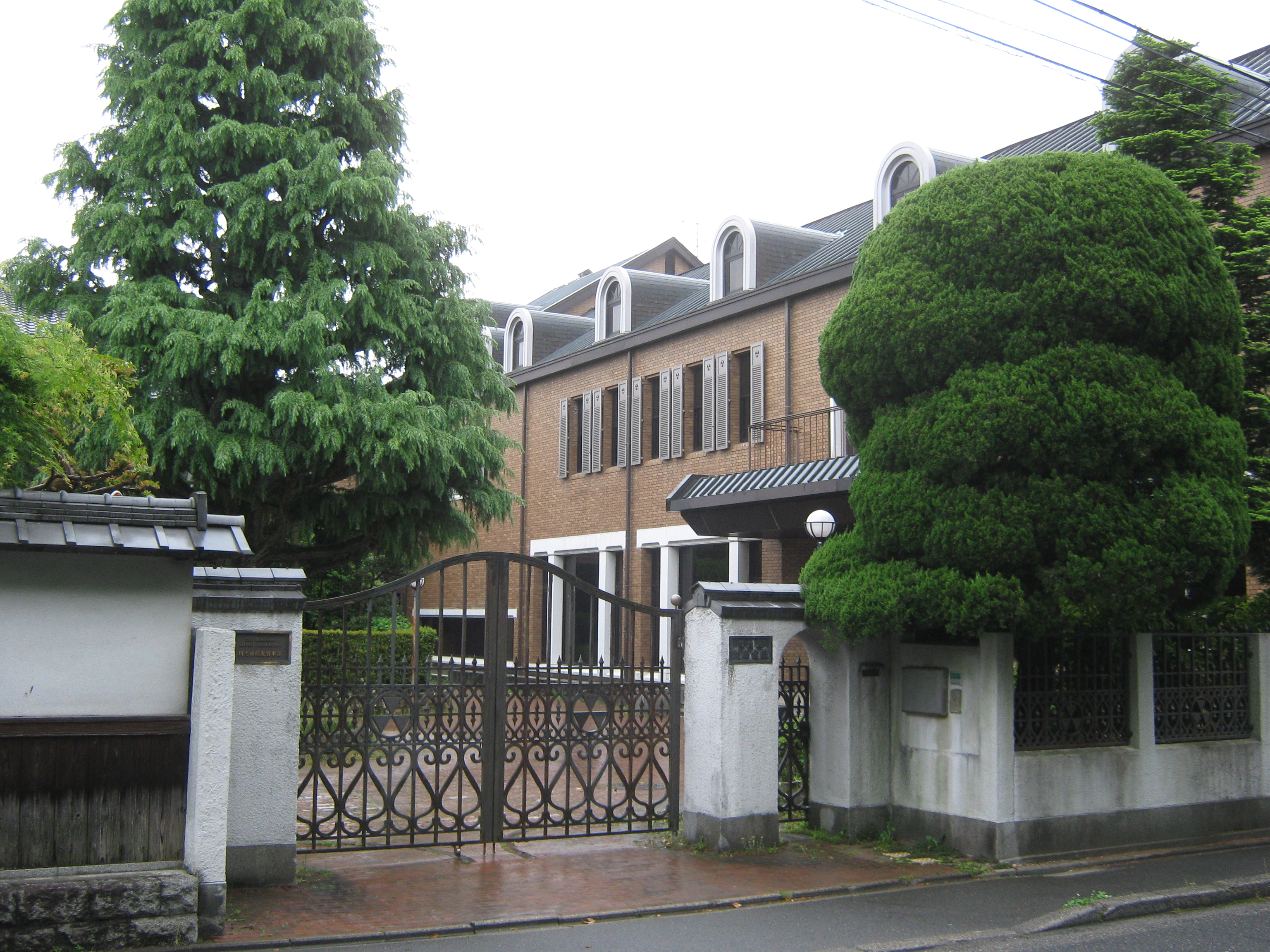
同志社校友会・京都市上京区

### 同窓会

#### 同志社校友会
「同志社校友会」と称される同窓会の会員は、同志社大学をはじめ、系列校である
- 同志社中学校・高等学校
- 同志社香里中学校・高等学校
- 同志社国際中学校・高等学校
- 同志社小学校
- 同志社国際学院初等部・国際部

以上の学校を卒業した者又は別科を終了した者となっている。
これには旧予科旧制中学4年修了者も含まれる。ただし、同志社女子大学及び同志社女子中学校・同志社女子高等学校の卒業生は同志社同窓会と呼ばれる別団体の加入となる。
主な活動としては講演会及び親睦のための事業、同志社の発達をサポートするうえで必要とされる事業、同志社で学ぶ学生や生徒及び児童の支援、卒業後の学生の社会人としての活動の支援、全国支部長会の開催と支部活動の支援などがあげられる。
校友会員として会費を納入すると、校友会機関誌である「The Doshisha Times」（デジタル版有）が届けられる。
また全国各地に支部があり、海外にも36の支部が存在する。

#### 学部別同窓会
- 同志社大学商学部樹徳会
同志社大学商学部の卒業生で組織される。1926年に結成された徳照会が前身。
- 同経会
同志社大学経済学部卒業生で組織される。1961年に設立。
- 同志社大学政法会
同志社大学法学部卒業生で組織される。会員数は約4万7千人。1994年に設立。
- 総政会
同志社大学大学院総合政策研究科の修了生で組織される。
- 同志社大学大学院司法研究科アラムナイ・アソシエーション 寒梅会
同志社大学大学院司法研究科（=法科大学院）の修了生で組織される。2007年に設立。
- 史友会 (同志社大学文学部文化史学同窓会)
同志社大学文学部文化史学科及びその前身である文化学科文化史専攻修了者の同窓会。
- 心理学同窓会
同志社大学文学部文化学科心理学専攻、文学部心理学科、心理学部、文学研究科心理学専攻、心理学研究科を卒業したものの親睦をはかると同時に、心理学部、心理学研究科、同志社大学の発展に寄与することを目的として設立。発足は1955年で一時休止を経た後、1978年に再結成された。

## 施設

### 今出川校地
今出川校地は京都市上京区にある今出川キャンパス、新町キャンパス、室町キャンパス、烏丸キャンパス、継志館がある校地。人文・社会科学系の研究拠点である。洋風で統一感のある校舎群が特徴となっている。

#### 今出川キャンパス
今出川キャンパスは旧薩摩藩邸の跡地で、同志社英学校時代から利用されている。隣接して冷泉家、南に京都御所、北に相国寺がある。今出川キャンパス内では同志社礼拝堂、クラーク記念館など、5棟が国の重要文化財に指定されている。これらの建物は現在でも講義・事務所・礼拝等に使用されている。
今出川キャンパスの敷地面積は 63,050㎡。

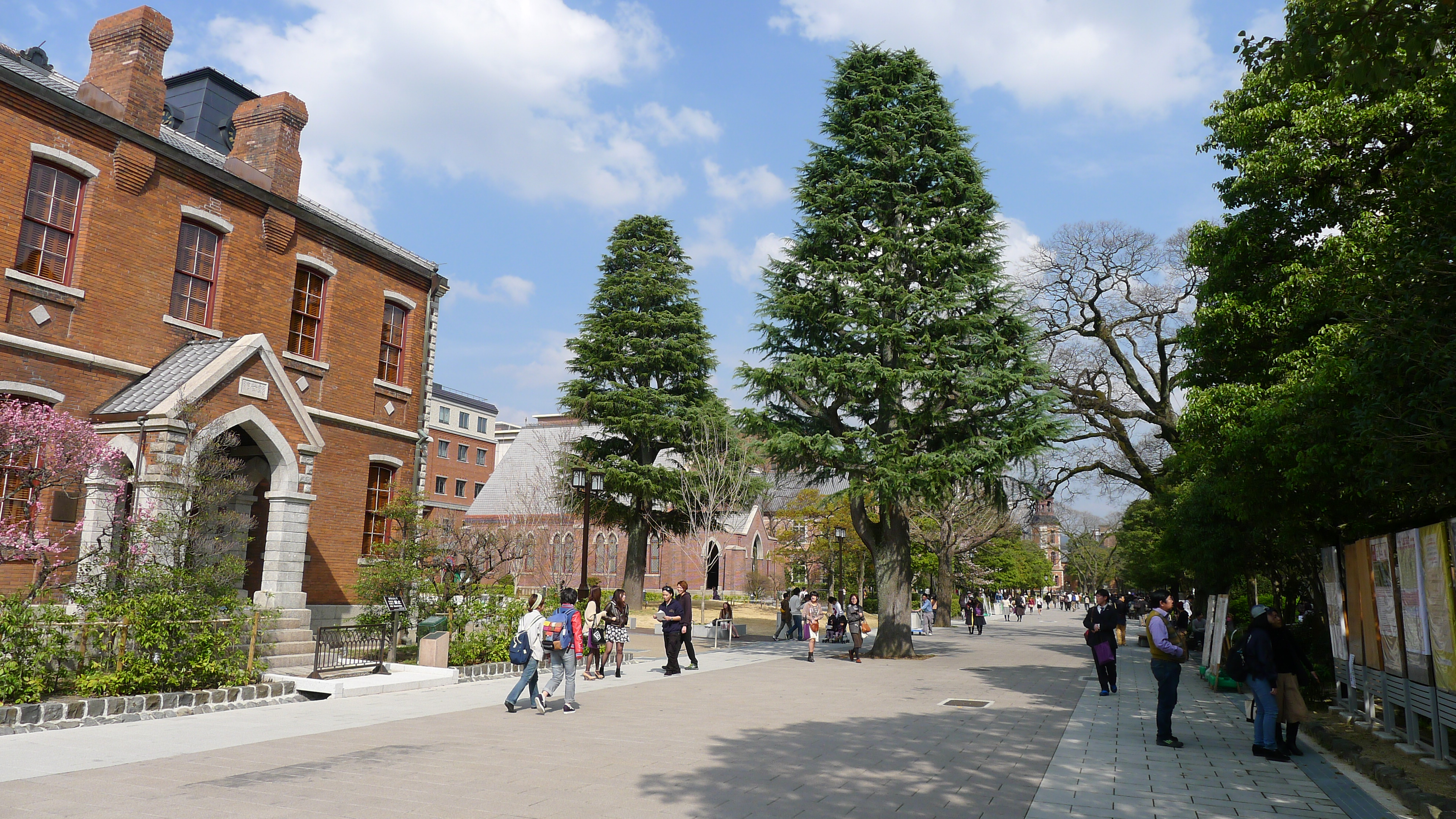
西門からの今出川キャンパス
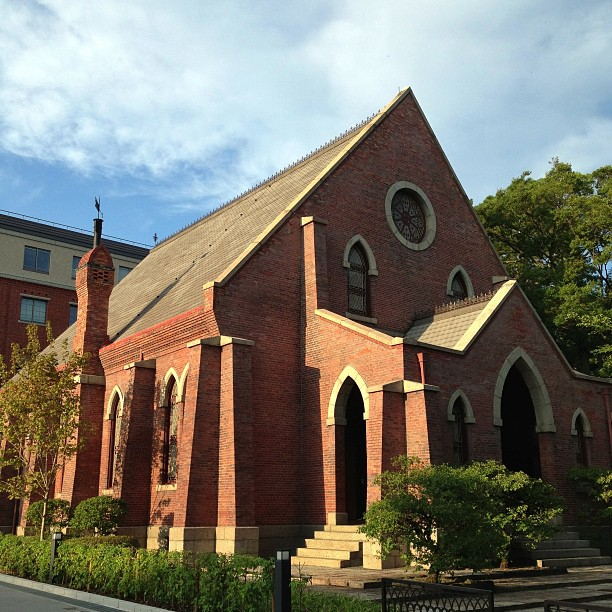
同志社礼拝堂 （重要文化財）
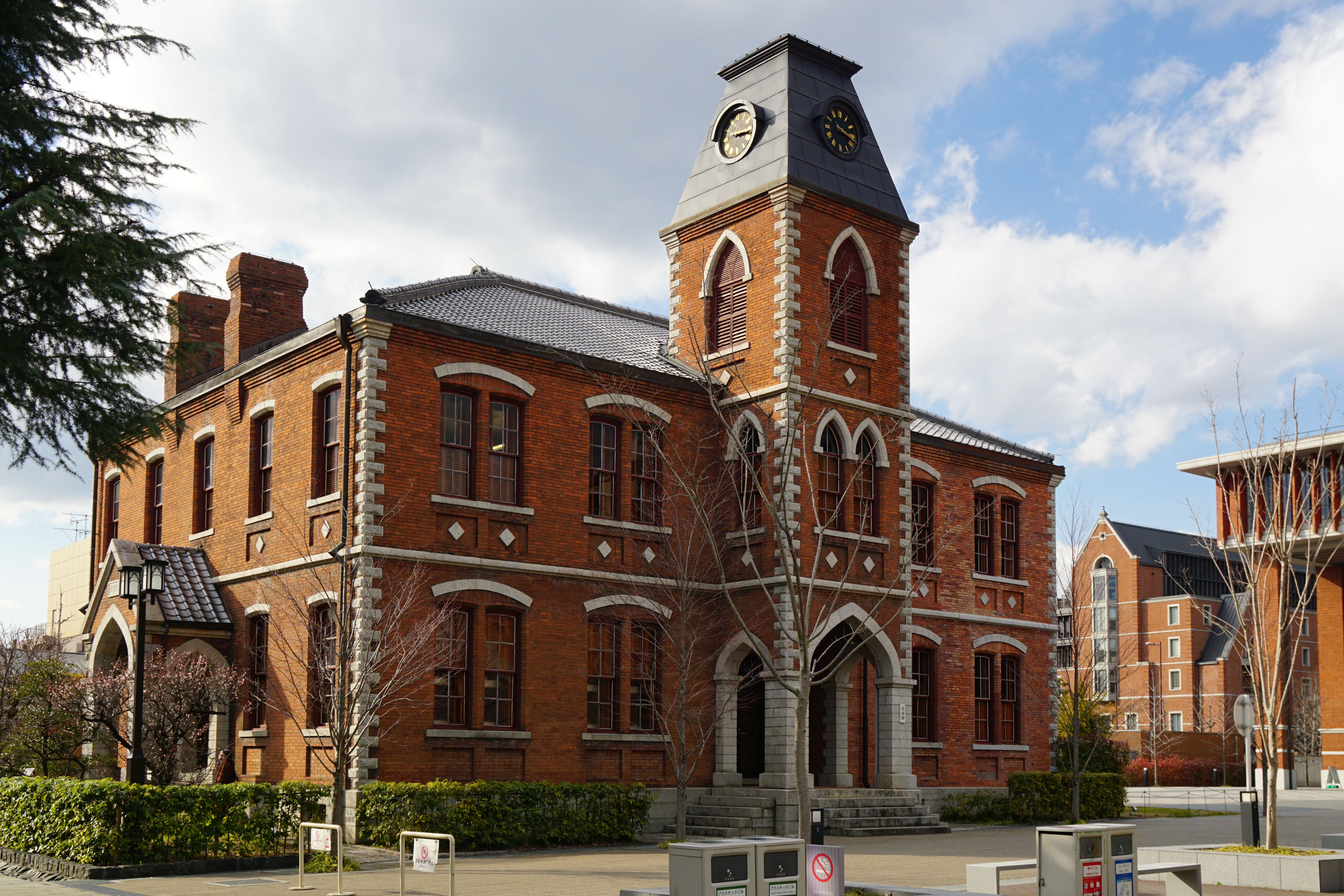
彰栄館 （重要文化財）
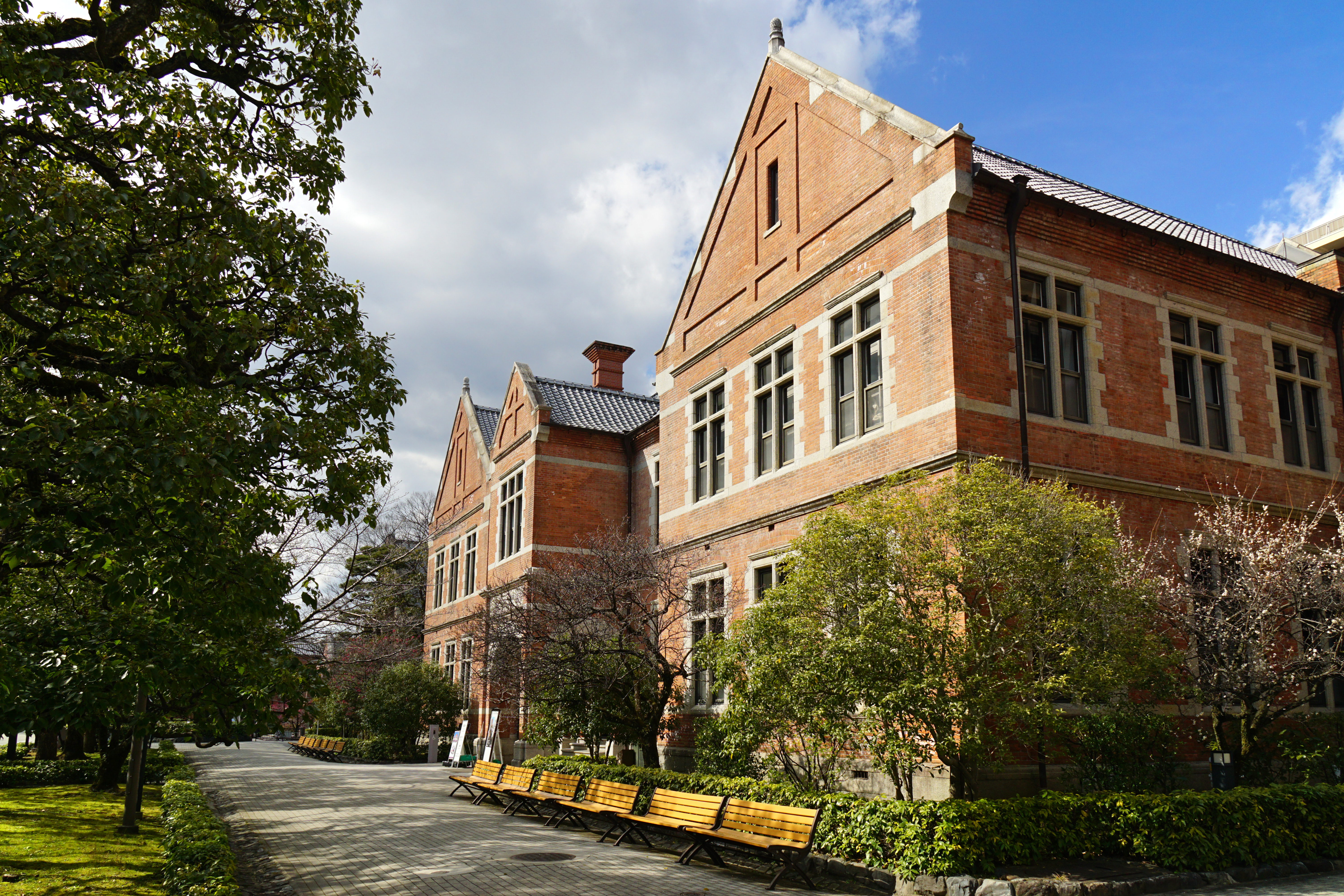
ハリス理化学館 （重要文化財）
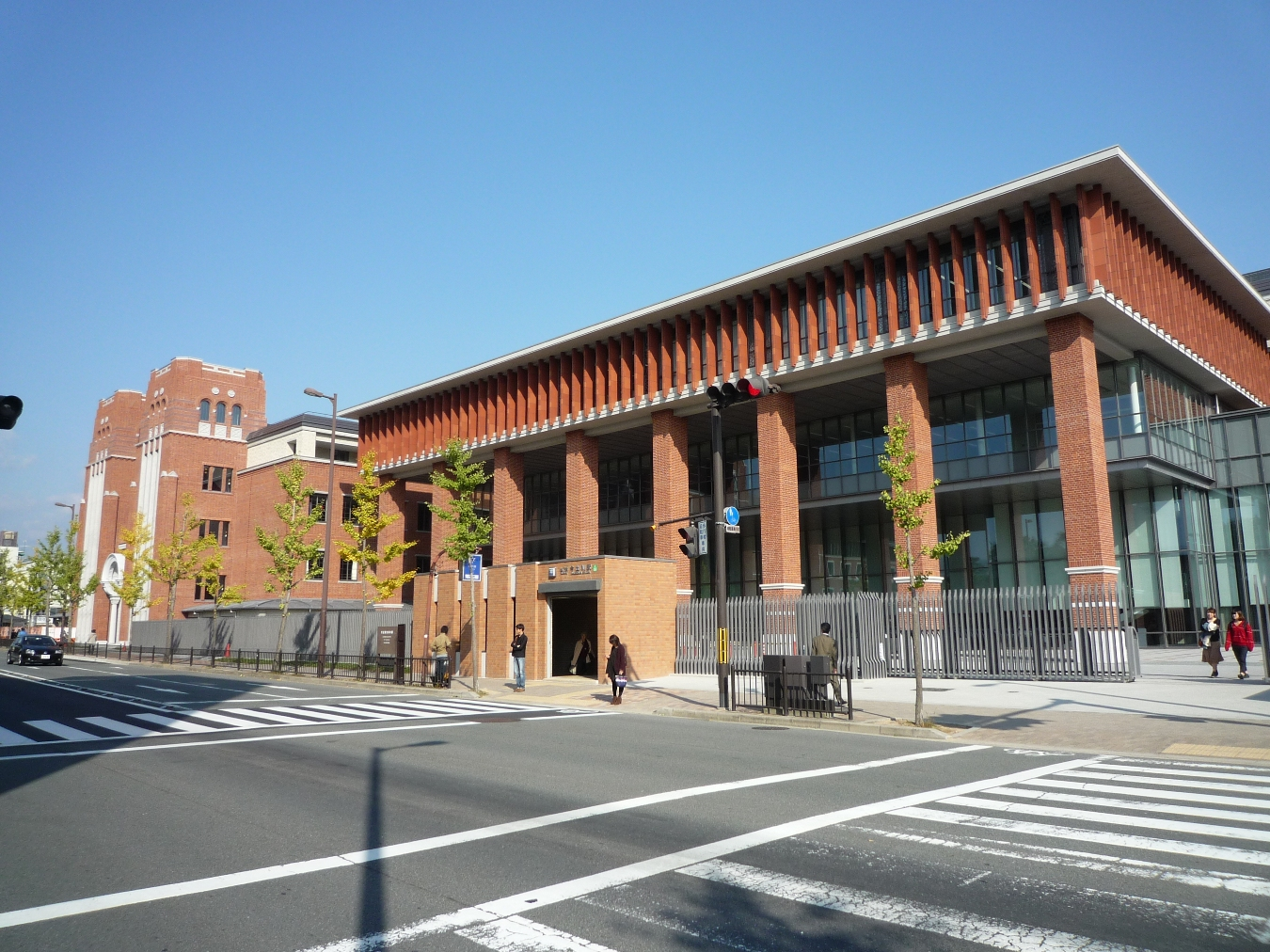
今出川キャンパスの最大校舎である良心館
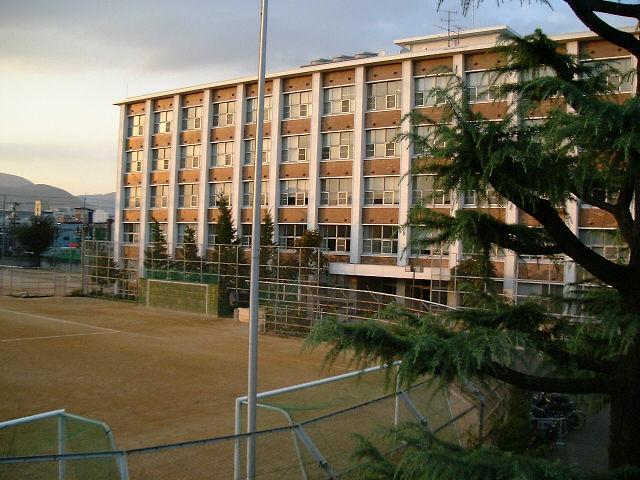
博遠館
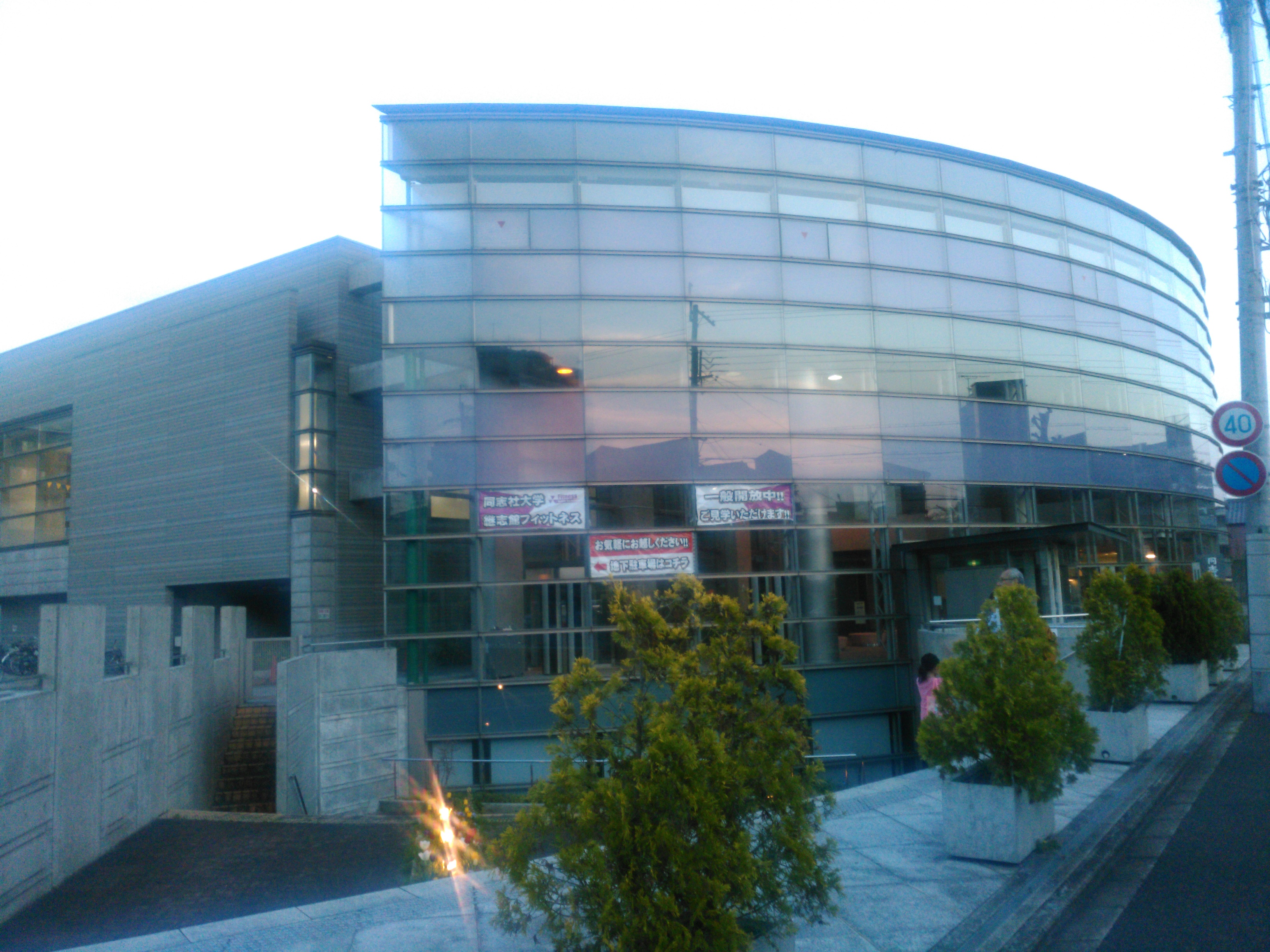
継志館

#### 新町キャンパス
1959年に旧日本電池本社跡地に設置されたキャンパス。2005年秋には政策学部と社会学部が主に使用する臨光館が改築、完成した。臨光館は五摂家の一つの近衛家の邸宅の跡地でもある。また、サークル活動の拠点にもなっている。

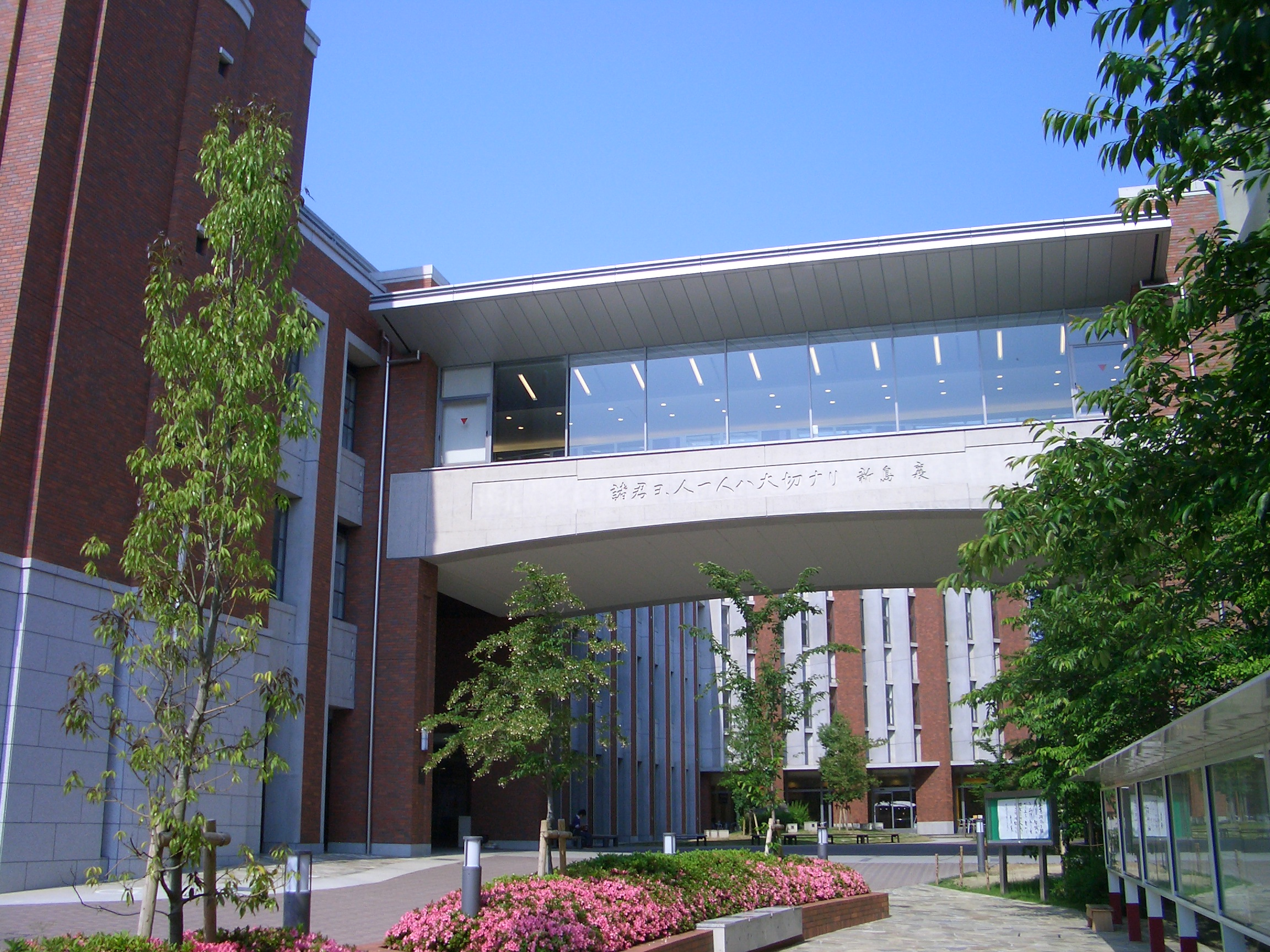
右の尋真館と左の臨光館を三階で結ぶ渡り廊下には創立者である新島襄の言葉『諸君ヨ、人一人ハ大切ナリ』と書かれている。
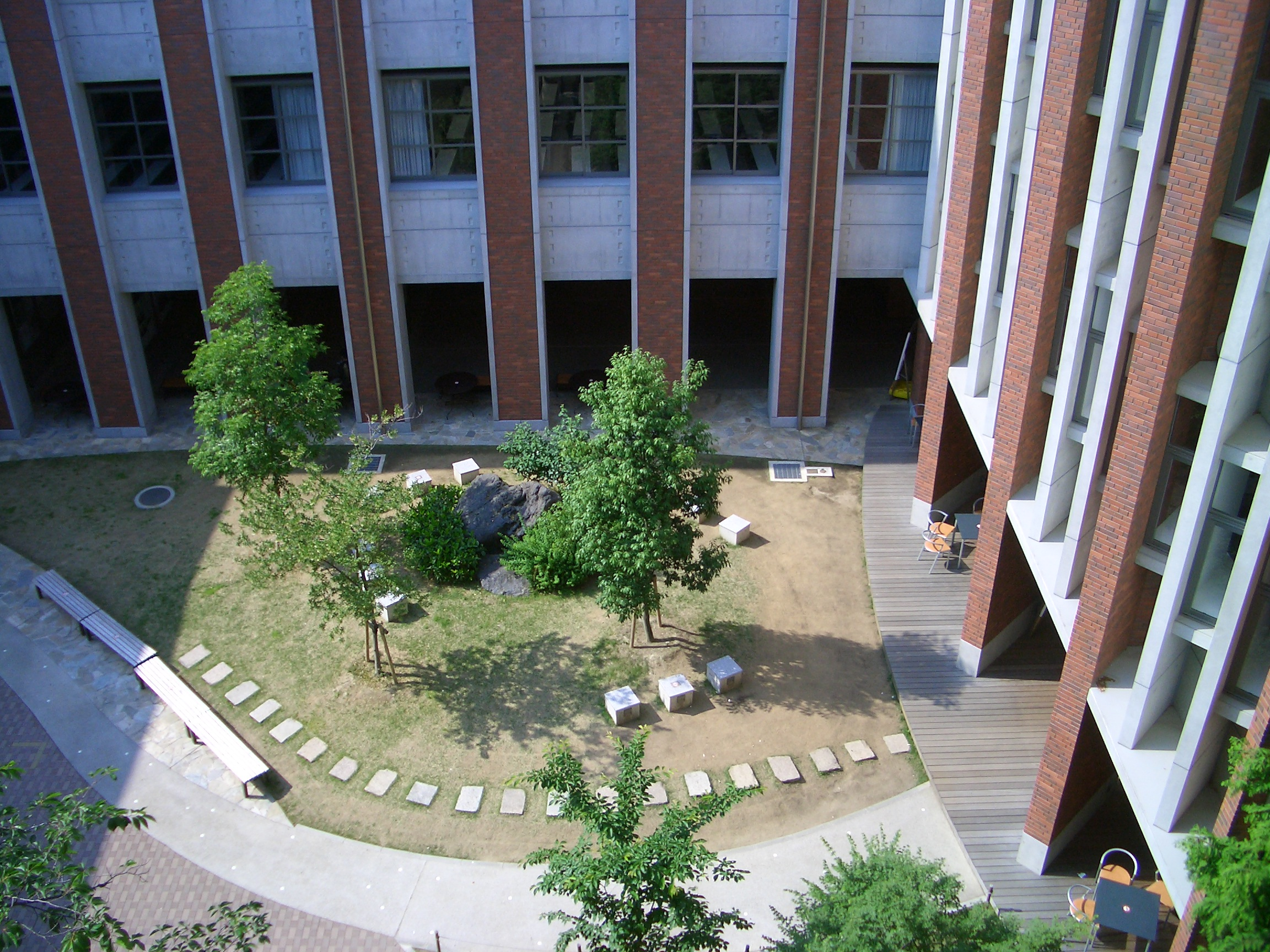
臨光館

#### 室町キャンパス
室町キャンパスは、烏丸通を挟んで今出川キャンパスの向かいに位置している。旧大学会館跡地であり、2004年3月の寒梅館完成時に命名され、寒梅館一棟のみが室町キャンパスと呼ばれる。法科大学院、ビジネス大学院、総合政策科学研究科が主に使用している。

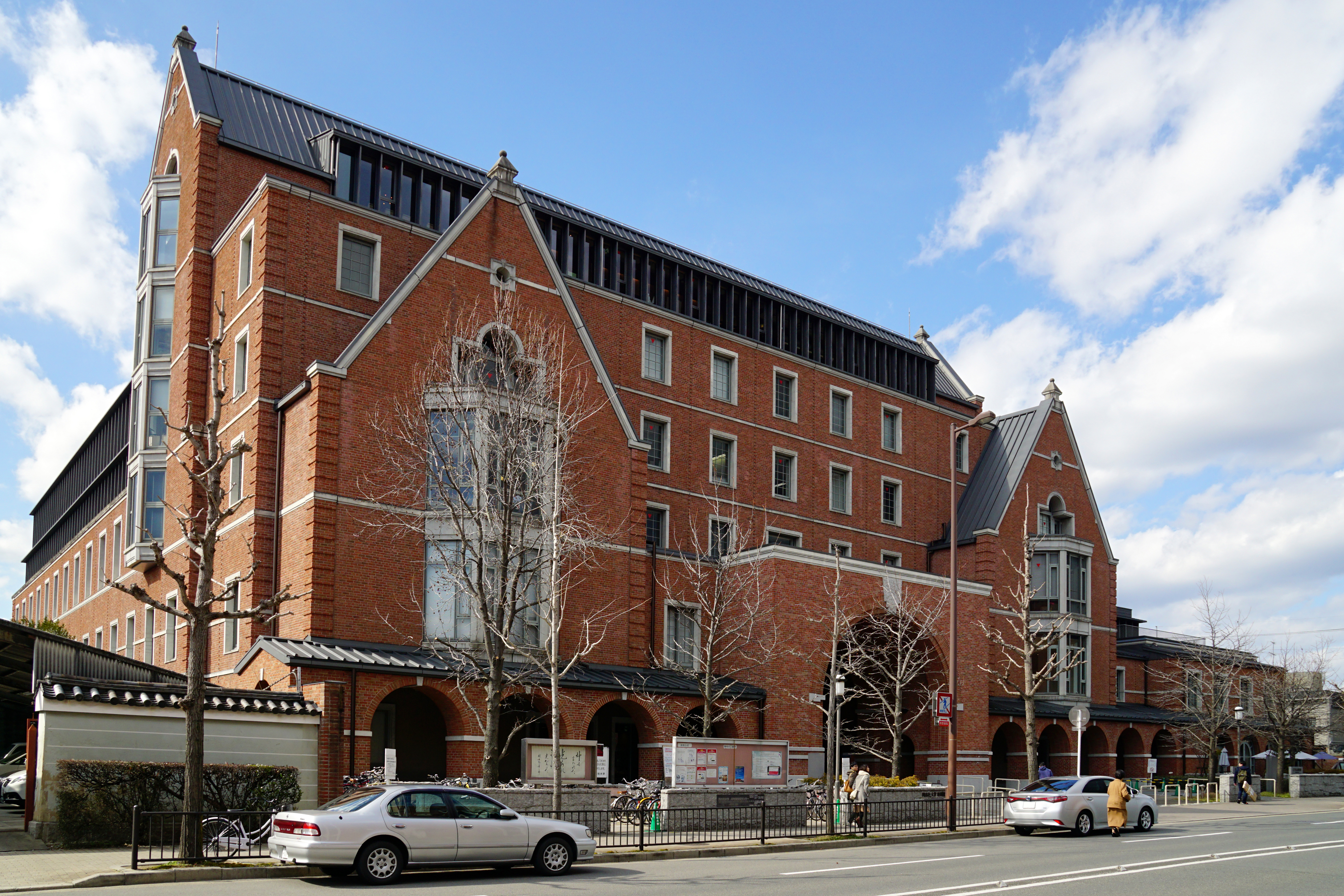
寒梅館
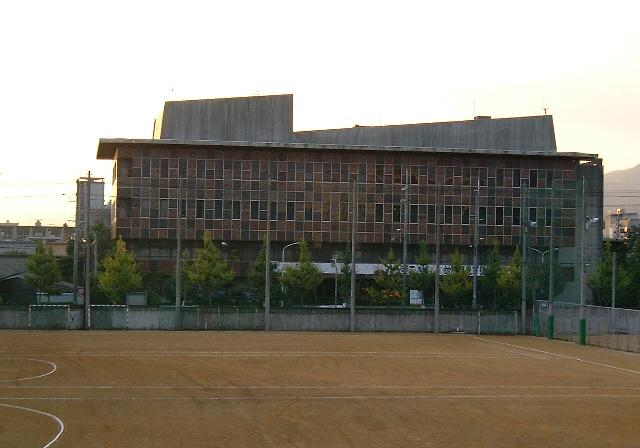
寒梅館が建設される前に建っていた大学会館

#### 烏丸キャンパス
烏丸キャンパスは今出川キャンパスより北に300mの位置にある、志高館（略称：SK）という校舎一棟で成立しているキャンパス。2010年10月に京都市市繊維技術センターの跡地（約7,700m2）を購入し、2012年11月から使用を開始した。使用学部、研究科は国際教育インスティテュート、グローバル地域文化学部（2013年4月開設）、総合政策科学研究科、グローバル・スタディーズ研究科である。
キャンパス内には日本初となる「キャンパス内交番」を設置している。キャンパス敷地内に設置されている京都府警察上京警察署上御霊前交番には、「トラブル」防止のための学生に対する監視・管理・威嚇の役割が期待されているとし、学生による建設反対運動が行われた。（参考）

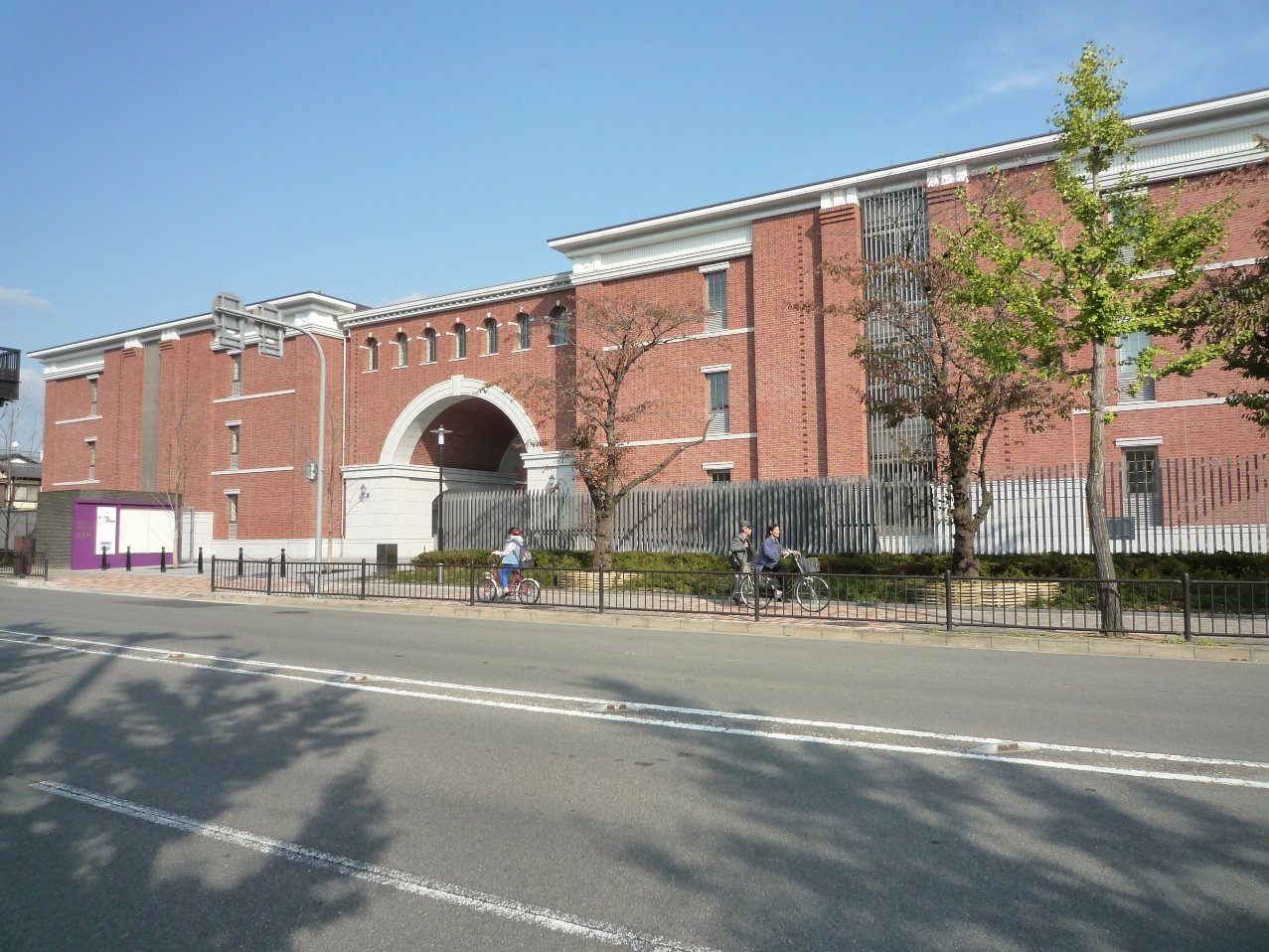
志高館

### 京田辺校地
京田辺校地は京都府京田辺市の京田辺キャンパスを中心とした校地。相楽郡の学研都市キャンパスを含む。理系、スポーツ系の研究拠点であり、体育会系の活動拠点でもある。

#### 京田辺キャンパス
京田辺キャンパスは1986年に同志社女子大学京田辺キャンパスと同志社国際中学校・高等学校に隣接する79万m2の丘陵に開校されたキャンパス。この地は継体天皇の筒城宮の伝承が残る。開校当時は全学部の1・2年次教育を担っていたが、1994年工学部が全面移転したことを皮切りに、理系拠点としての整備が進み、理学・工学・生命科学・情報学系、心理・体育・外国語学系の全学年と、文・法・商・経済学部の1・2年次教育が展開されていた。2013年4月より文系学部は今出川キャンパスに移転し、主に理系学部のキャンパスとなる。京田辺キャンパスの敷地面積は、 788,583㎡。

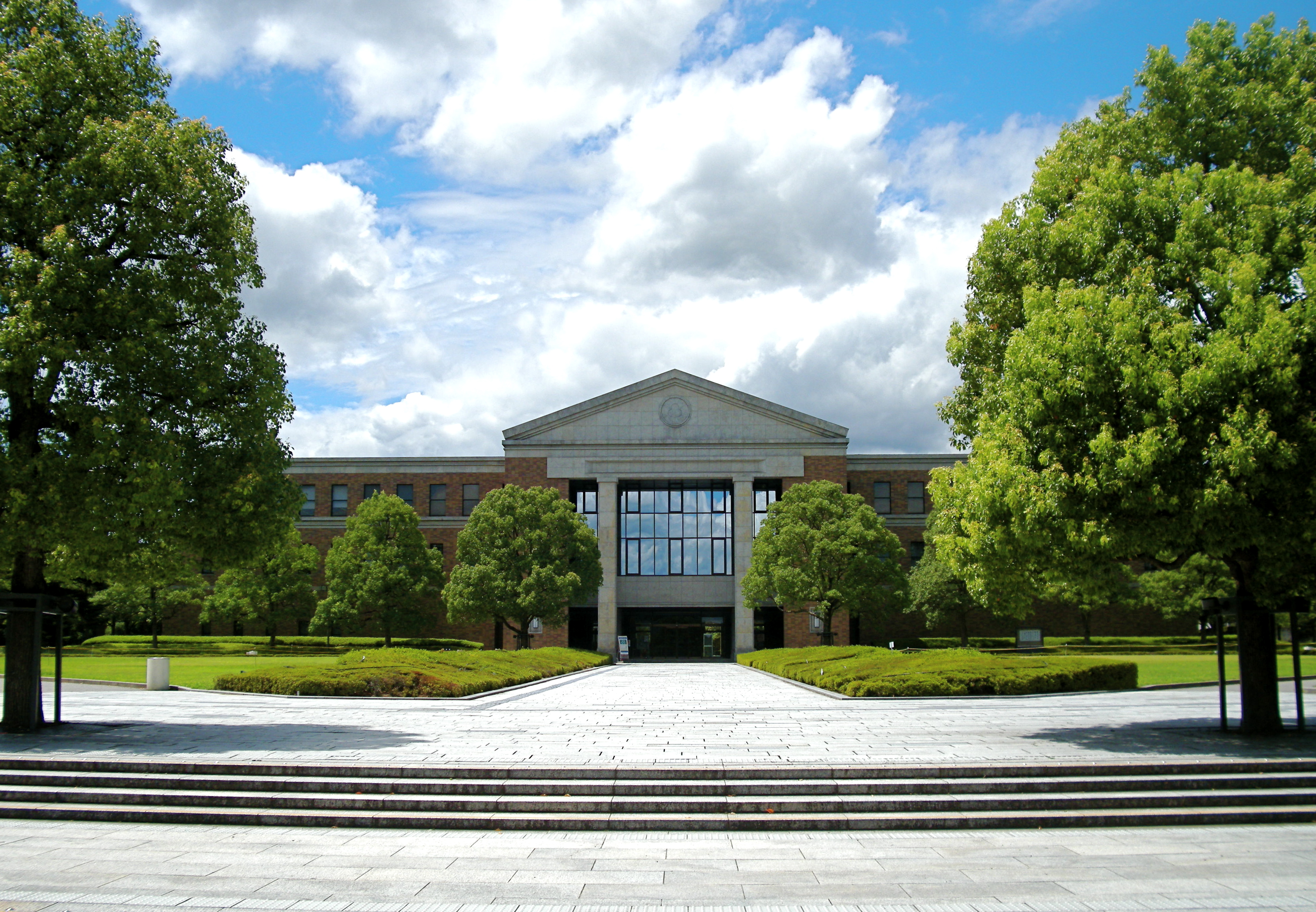
ラーネッド記念図書館
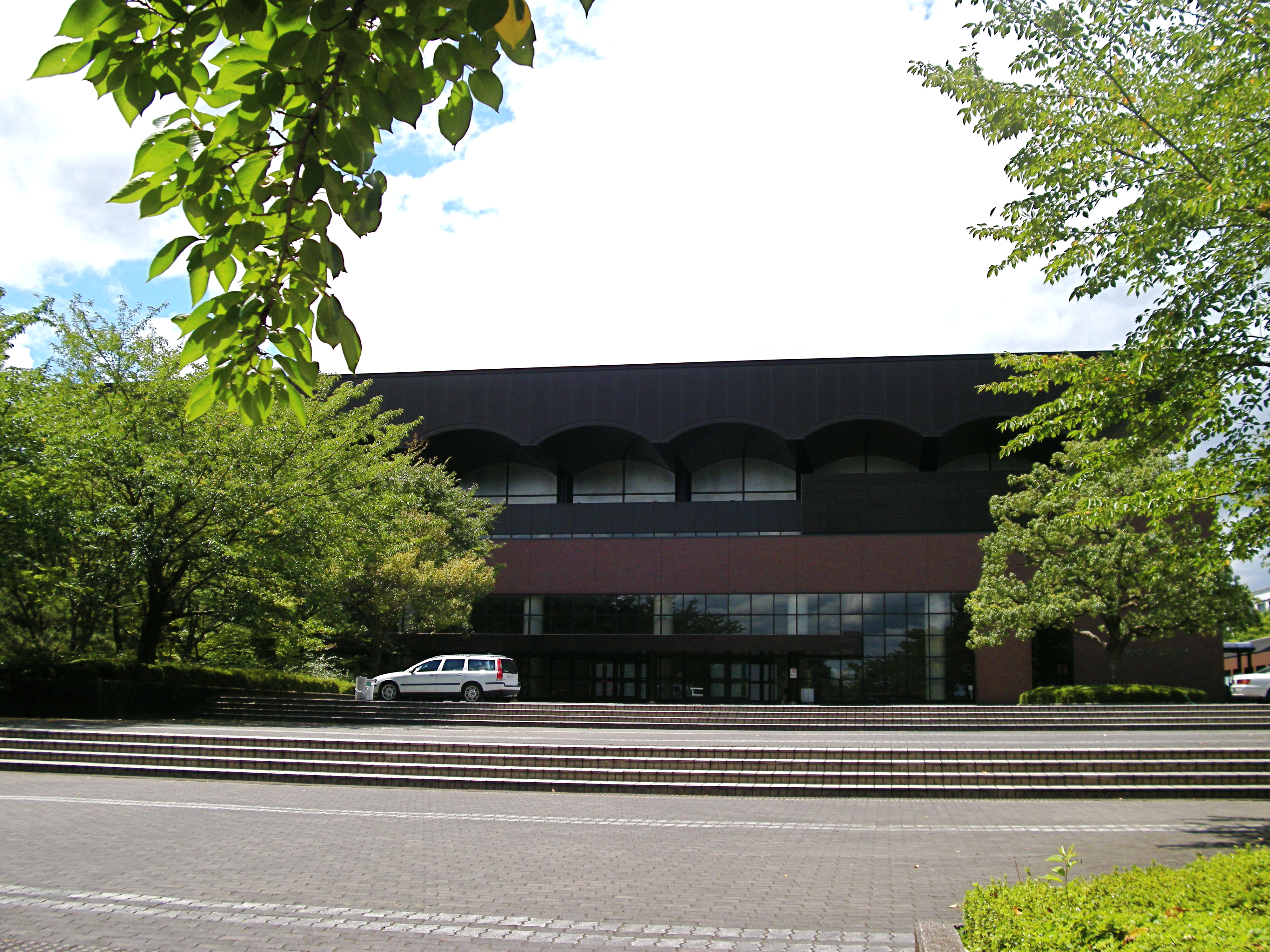
デイヴィス記念館
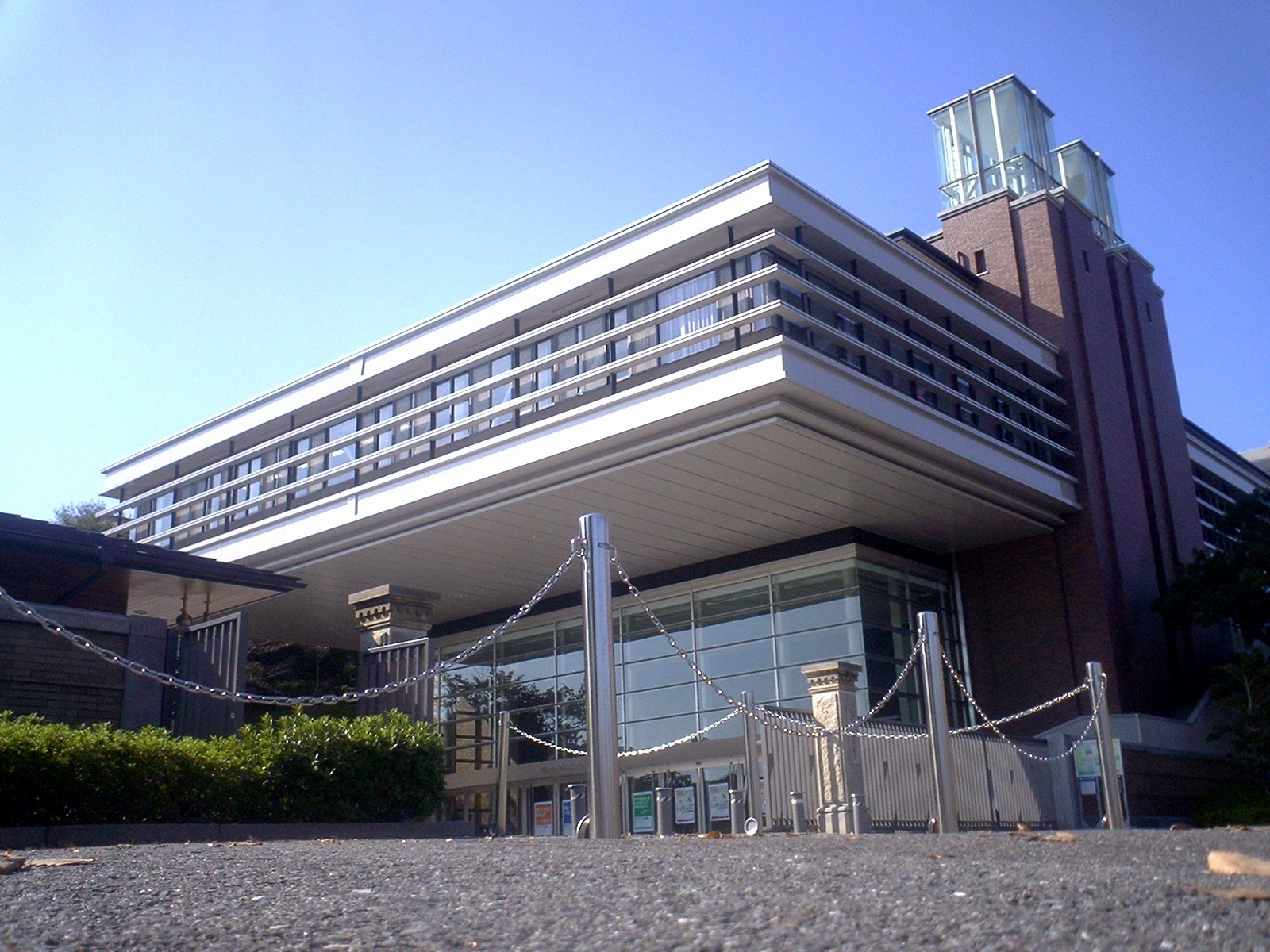
同志社ローム記念館
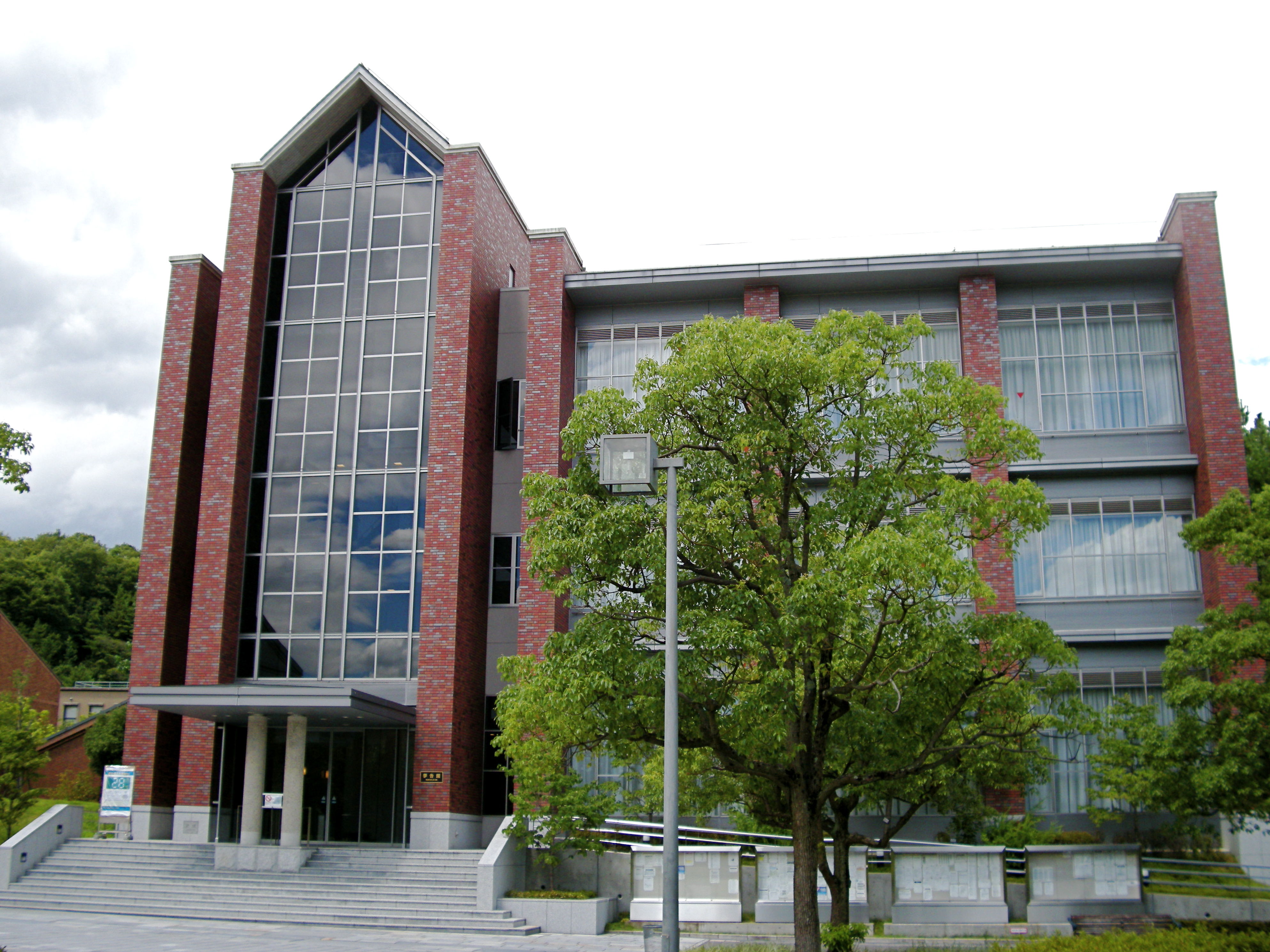
夢告館
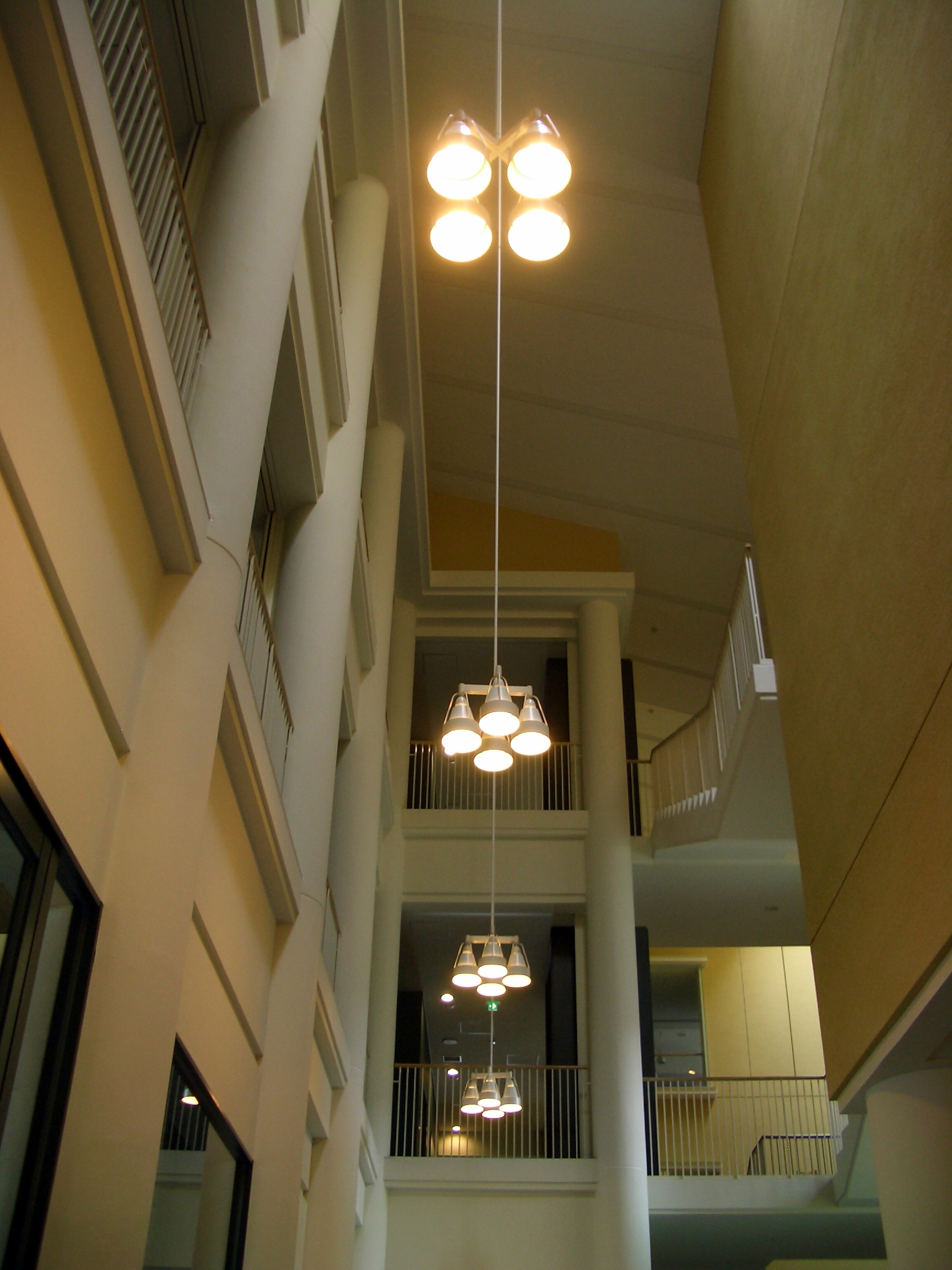
香知館内部

#### 学研都市キャンパス

学研都市キャンパス正門

2005年12月にキヤノンエコロジー研究所跡地を買収し設置。隣接する学研都市病院などとの医工分野における相互協力・連携を含む、新たな理工系研究施設として活用する。現在は主に脳科学研究科が使用している。敷地面積は約5万m2、建物面積は約8,500m2。

### 学外キャンパス
総合政策科学研究科ソーシャル・イノベーション研究コースの学外キャンパスとして位置づけられている。
- 京町屋キャンパス
江湖館（こうこかん）のみで構成されている。京町屋が拠点となっている。

- 大原農家キャンパス
農縁館・結の家（ゆいのいえ）で構成されている。京都市左京区三千院近くの農家が社会実験拠点となっている。

### かつて存在したキャンパス

#### 岩倉校地
現在の同志社小学校・中学校・高等学校が位置する土地（＝岩倉校地、京都府京都市左京区）は、かつて旧制の同志社高等商業学校（現在の商学部などの前身）の校地として使用されたのち、同志社大学の運動施設が置かれていた土地である。岩倉校地の敷地面積は、30,202㎡。

#### 多々羅キャンパス

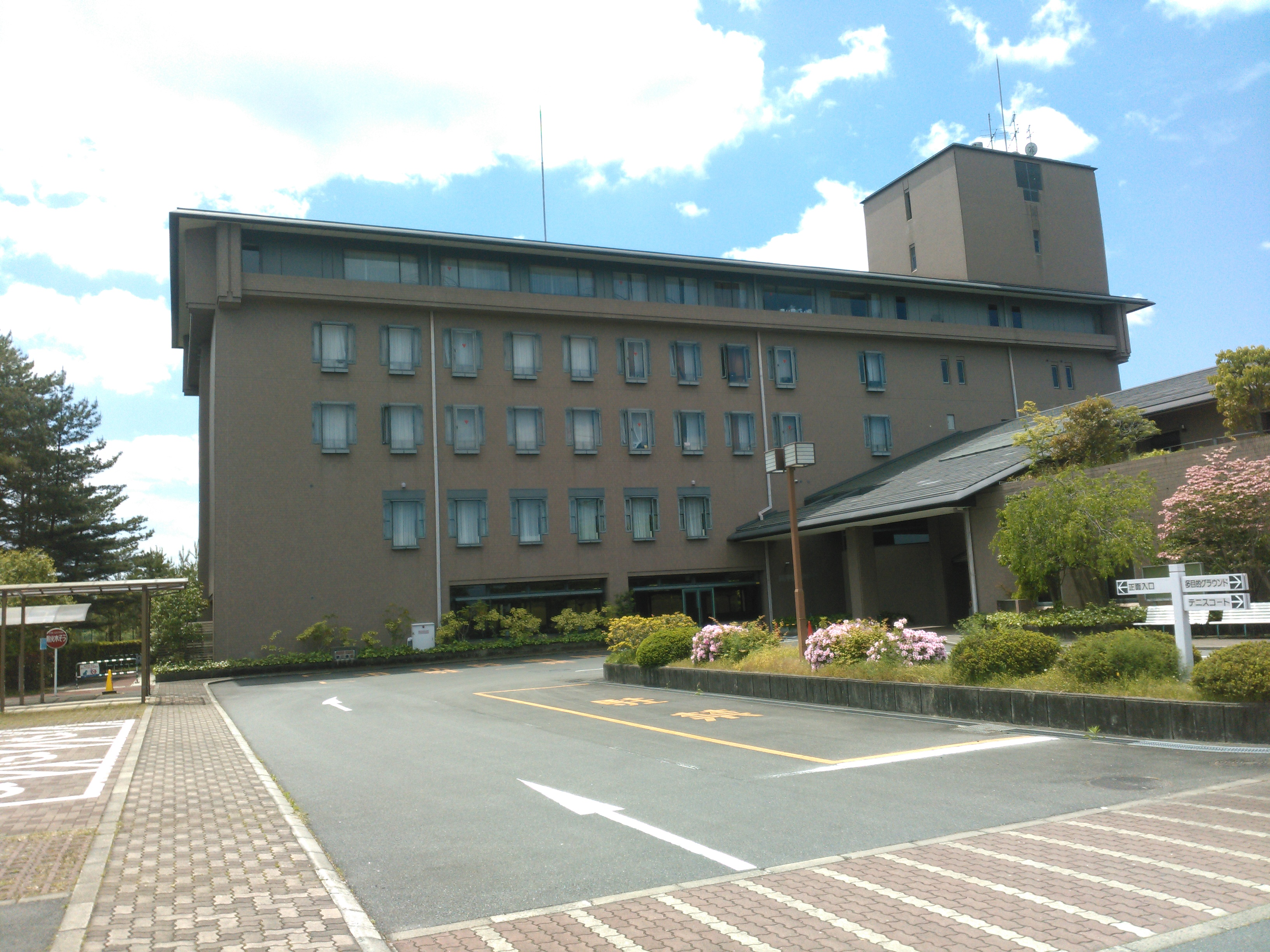
多々羅キャンパス本館

京都厚生年金休暇センター（ウェルサンピア京都）の跡を購入したもの。名称公募により2010年4月1日に命名される。ホテル棟は留学生等のための宿泊施設に活用されている。スポーツ施設は課外スポーツ活動の充実を目的としているが、可能な範囲で一般学生・留学生・教職員に無料で開放され、地域住民も有料で使用が可能である。
2021年3月末で運営終了。跡地はカゴヤ・ホールディングスの所有となっている。

### 寮
同志社大学の学生寮は、居住する学生自身によって管理・運営される点が大きな特徴である。あくまで学生の自主管理であるため、大学が広範に管理を行う一般的な学生寮のイメージとは異なっている。
同志社大学ではこうした学生が自主管理を行う考え方を「自治理念」と呼んでいる。「自治理念」とは、土地や建物は大学の施設であるものの、その管理・運営は、居住する寮生自身によって行うという考え方である。実際、寮の管理・運営における大学との関係においては、自治精神を重視し、一定の緊張感を保った交渉を行っている。
同志社大学内では「自治理念」に基づいた寮であるため、学生寮のことを「自治寮」と呼んでいる。「自治寮」という考え方については、学生運動の流れを汲んでいる。昭和時代の学生運動が盛んなころ、日本全国の大学には、自主独立の気運が存在、同志社大学の学生寮においてもこのような理念が創出され、自治を重んじる風潮が生まれた。なお、1990年代以降における学生寮と同志社大学の関係は良好である。また、過去には、大学の設置者である学校法人同志社の理事にも寮出身者が存在しており、2004年においても、理事を招いての式典等が開催された。
| 寮名   | 性別 | 定員 | 使用開始年 | 所在地       | 備考                                                          |
| ------ | ---- | ---- | ---------- | ------------ | ------------------------------------------------------------- |
| 大成寮 | 男   | 100  | 1937年     | 京都市左京区 | 高商寮として使用開始                                          |
| 此春寮 | 男   | 33   | 1940年     | 京都市上京区 | 神学生寮として使用開始                                        |
| 壮図寮 | 男   | 28   | 1951年     | 京都市左京区 |                                                               |
| 暁夕寮 | 男   | 18   | 1962年     | 京都市左京区 | 2部大成寮として独立。1964年に移転とともに暁夕寮へと名称変更。 |
| 松蔭寮 | 女   | 72   | 1953年     | 京都市上京区 |                                                               |
| 一粒寮 | 女   | 11   | 1942年     | 京都市左京区 | 予科寮として使用開始                                          |

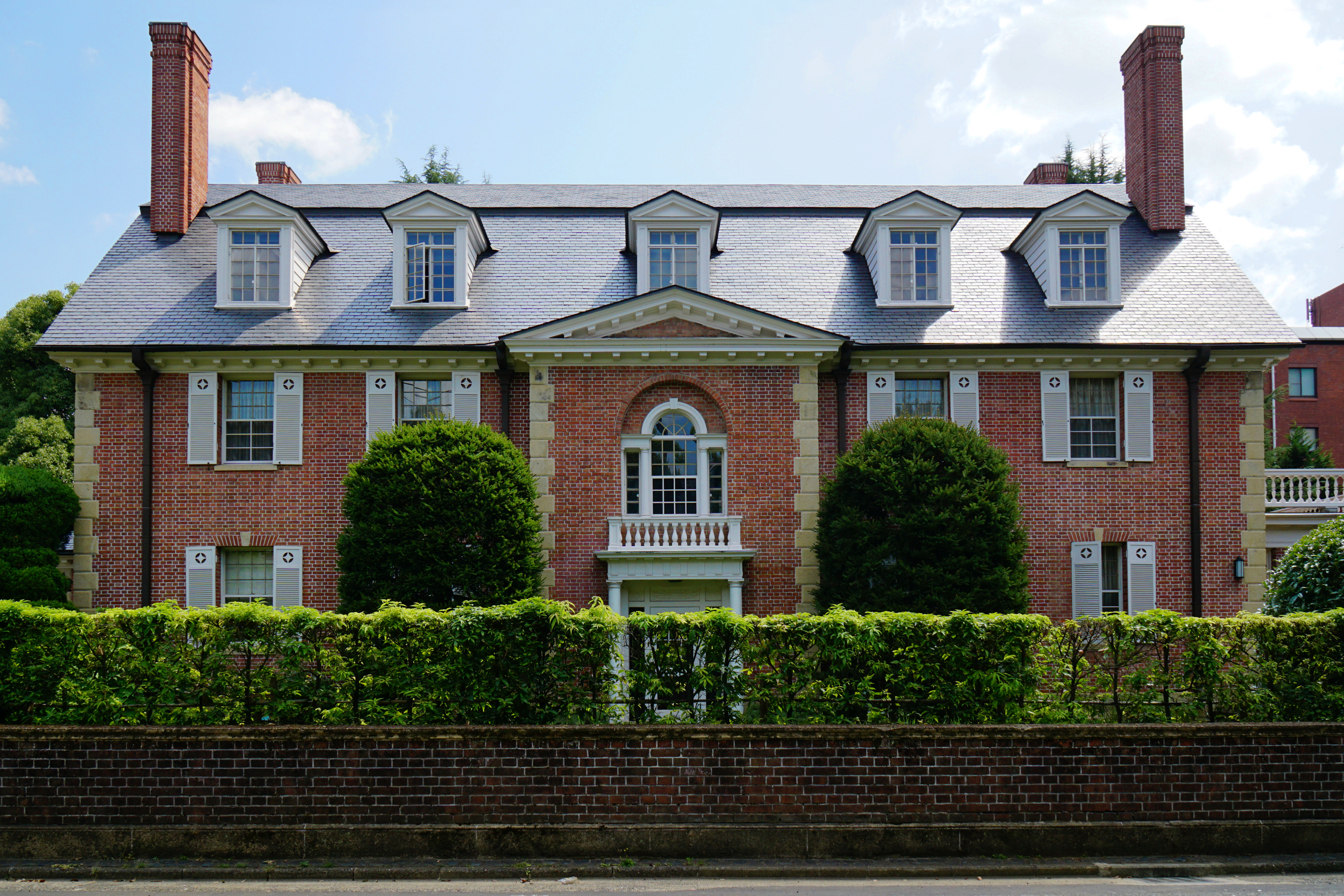
アーモスト寮のあったアーモスト館。ウィリアム・メレル・ヴォーリズの設計で国の登録有形文化財

これらの寮の他に大学が管理、運営する寮が存在する。リチャーズハウスの用に外国人留学生と日本人学生が共に生活を行う女子寮や、部活が管理する寮、大学が既存の施設の一部、または全部を借り上げているものが存在する。
- 過去に存在した寮
  - アーモスト寮
アーモストの名は新島襄が留学した米アーモスト（アマースト）大学に由来する。約65,000ドルの募金が集められ、1931年8月に着工され、1932年5月に最初の21人が入寮する。2006年度より募集を停止。
  - 布哇寮
1936年に日米関係の悪化を憂えたホノルル在住のリチャーズ夫妻によって寄付[167] された。戦時中は接収され日赤の看護婦寮にされた歴史もある。また、5年間に亘り同志社理事であった新渡戸稲造の京都時代の住居でもあった。1970年代は学生運動の渦中にあり、外国人留学生に篭城された。そのこともあって1972年に寮運営委員会は解散して自治寮になった。1988年に寮が閉鎖され、1997年からは同志社フレンドピースハウス（登録有形文化財）として生まれ変わった。2018年老朽化および用途変更に伴い解体された。
  - 鴨東寮
  - 岩倉寮
  - 北志寮

## 対外関係

### 学校法人との協定
- 学術交流包括協定
  - 京都府立医科大学
- 国内相互留学制度
  - 早稲田大学
- 単位互換制度
  - 同志社女子大学
同志社大学にはない音楽系の科目などを取得することが可能。女子だけではなく、男子も取得することが可能で毎年100人程度の学生が取得している。
  - 大学コンソーシアム京都
  - 立命館大学（大学院）
  - 関西大学（大学院）
  - 関西学院大学（大学院）
- 小学校教諭免許状（一種）取得連携プログラム
  - 神戸親和大学
2006年度より結ばれた協定。それまで同志社大学では小学校教諭免許を取得することが不可能であったが、この協定により取得可能になった[168]。
- 京都・宗教系大学院連合加盟
- 全国私立大学FD連携フォーラム
2008年に発足させたファカルティ・ディベロップメントに関する日本で初の私立大学連携協定。発足当初からの連携校は関西大学、関西学院大学、慶應義塾大学、中央大学、立命館大学、法政大学、明治大学、立教大学、早稲田大学。
- 図書館協定
  - 早稲田大学
  - 立命館大学
  - 龍谷大学
  - 京都産業大学
  - 関西大学
  - 関西学院大学
  - 大学コンソーシアム京都
  - 国立情報学研究所（提携）

#### 海外協定校と留学拠点
2021年9月現在、大学間協定を48ヶ国215大学、学部・研究科間協定を42ヶ国166機関と提携している。
また概論でも触れられているように、13のリベラル・アーツ・カレッジが1972年に設置したAssociated Kyoto Program(AKP)という機関がある。その他にも、米スタンフォード大学が運営するセンターとしてスタンフォード日本センターがあり、アイビーリーグの大学など14の大学が、日本文化を学ぶための京都アメリカ大学コンソーシアム（KCJS）の拠点を置くほか、テュービンゲン大学同志社日本研究センターも学内に拠点を設けている。
海外拠点は台湾、韓国、テュービンゲン、アメリカのアーモスト大学とイギリスのケンブリッジ大学にそれぞれ置かれている。

### その他法人・行政との協定
- UR都市機構との連携「けいはんな知的特区活性化デザインの提案」（現代GP）
  - 京田辺市南田辺北地区同志社山手
- 京田辺市との包括協定（2005年締結）
  - 京田辺市
    - 教育、文化、福祉の向上、スポーツの振興・発展のための連携
    - 地域産業振興、新産業創出のための連携
    - 人材育成のための連携
    - まつづくりのための連携
    - その他必要と認める連携
- 日本学生支援機構 (JASSO)
2006年より障害学生修学支援ネットワーク事業の拠点校として連携
- 会計大学院協会
同志社大学には会計大学院は設置されていないが、準会員校になっている。
- 医聖会
医聖会学研都市病院は学研都市キャンパスに隣接しており、理工学部、生命医科学部との包括協定を結んでいる。

### 高校との協定
- 滋賀学園高等学校（2008年度より）
- キリスト教系高等学校との教育連携[171]
  - 近江兄弟社高等学校
  - 九州学院高等学校
  - 新島学園高等学校
  - 東北学院高等学校
  - 名古屋高等学校
  - 広島女学院高等学校
  - 北陸学院高等学校

### 関係校
群馬県にある新島学園は、同志社の創立者である新島襄の理念に共感した湯浅正次（有田屋当主）が、その理念を基に設立した学校で、理念は共有しているが、新島学園を同志社が設立したなどといった関係ではない。しかし、同志社大学への推薦枠を持ち、中学校・高等学校間で交流が行われている。
- 新島学園中学校・高等学校
- 新島学園短期大学

## 系列・附属学校
学校法人同志社が設置する諸学校は、大学を頂点とした大学附属学校の形態を取らず、独立の学校群として位置づけられている。なお、同志社小学校、同志社国際学院初等部・国際部に限り、同志社大学の付属校である。
- 大学
  - 同志社女子大学
- 中高一貫校
  - 同志社中学校・高等学校
  - 同志社女子中学校・高等学校
  - 同志社香里中学校・高等学校
  - 同志社国際中学校・高等学校
- 小学校
  - 同志社小学校
  - 同志社国際学院初等部・国際部
- 幼稚園
  - 同志社幼稚園

## 登場作品
テレビドラマ
- 『てるてる家族』（2003年、NHK連続テレビ小説）
- 『八重の桜』（2013年、NHK大河ドラマ）